# Musée des Beaux-Arts d'Agen
Pour les articles homonymes, voir Musée des beaux-arts.
Le musée des Beaux-Arts d'Agen est un des musées de la ville d'Agen, en Lot-et-Garonne (France).

## Histoire

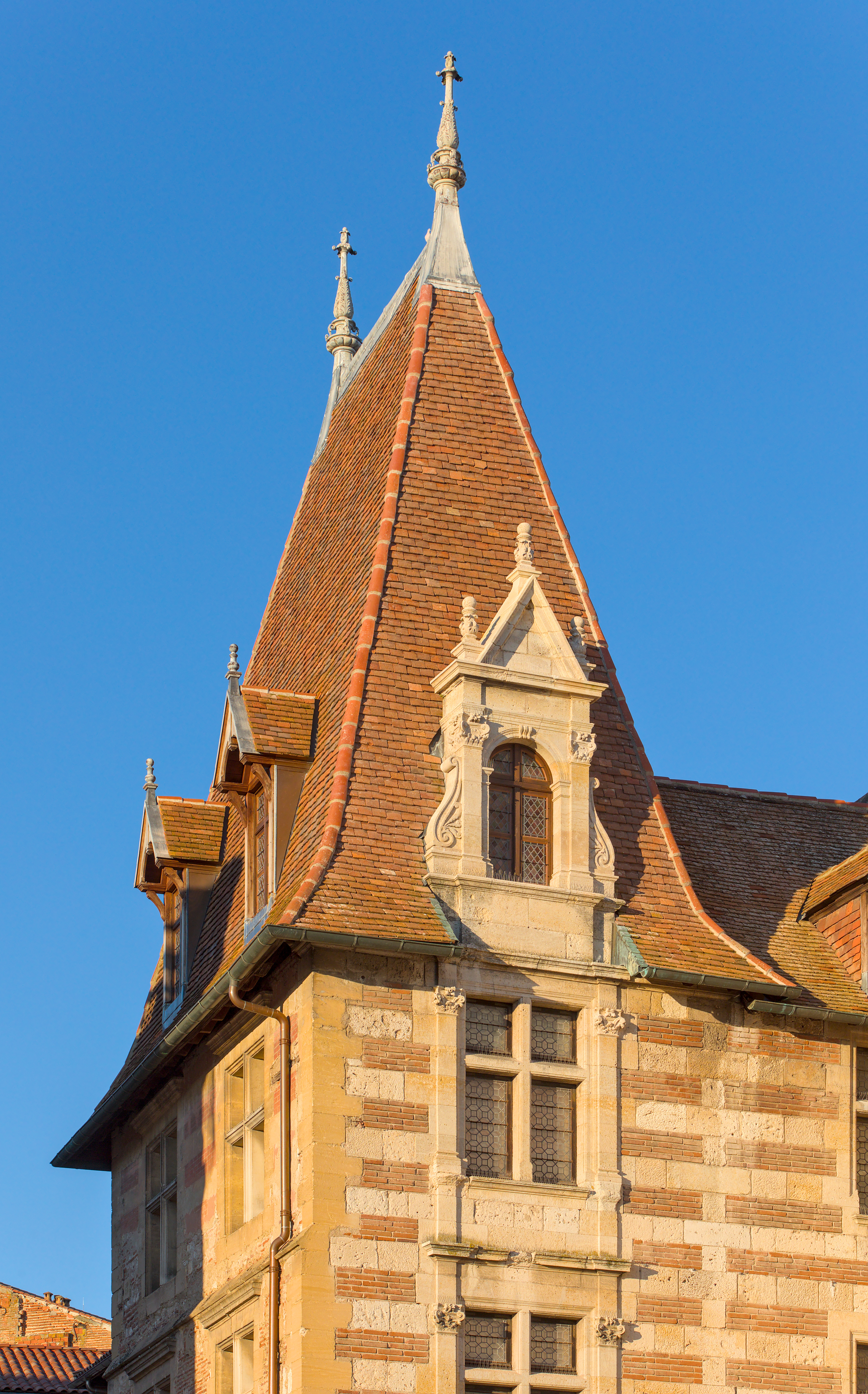
L'hôtel d'Estrades, l'un des quatre hôtels particuliers hébergeant le musée.

La Société académique d'Agen fondée en 1776 crée son musée en 1836.
En 1863, la Société académique d'Agen propose d'offrir à la ville d'Agen les collections qui composent son musée et que la faiblesse de ses moyens financiers ne lui permet pas d'exposer. L'accord proposé à la mairie prévoit que le conservateur du musée soit choisi par la Société.
Fondé en 1876, situé au cœur historique de la ville, le musée est logé dans quatre hôtels particuliers de la Renaissance, ouverts sur des cours intérieures. Il est d'une grande richesse et présente, dans un parcours évoquant l’intérieur d’un riche collectionneur, un ensemble de peintures et de sculptures, de meubles et de faïences européennes du Moyen Âge au XIXe siècle. Les collections du musée offrent un large panorama de l’histoire de l’art, de la préhistoire au XXe siècle.
Le musée a fait l'objet de travaux de mise aux normes du 3 septembre 2012 au 18 mai 2013.

Salle 15 - Peintures françaises et espagnoles.

## Les collections
Elles se répartissent sur quatre bâtiments et plusieurs niveaux.

### Salle 2
Le Moyen Âge en Lot-et-Garonne. Sculptures romanes et gothiques, orfèvrerie, tombeau avec gisant, tapisseries des Gobelins.

### Salle 3
Antiquités gallo-romaines : Vénus du Mas d'Agenais, Togatus, objets de parure.

Salle 2-4
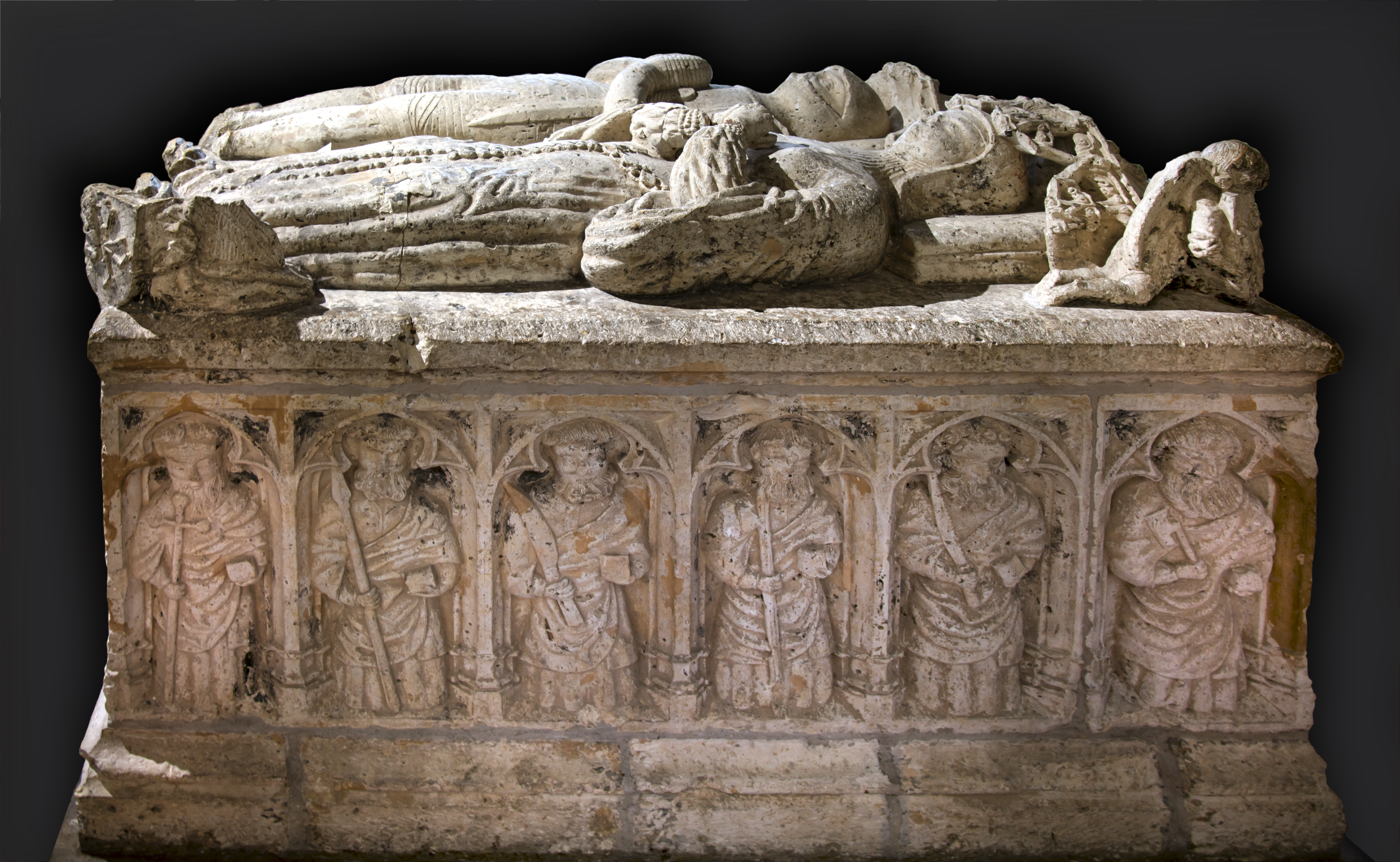
Tombeau d’Etienne de Durfort et de son épouse ~1540, Château de Lafox
Vierge de pitié d'Aubiac[4]
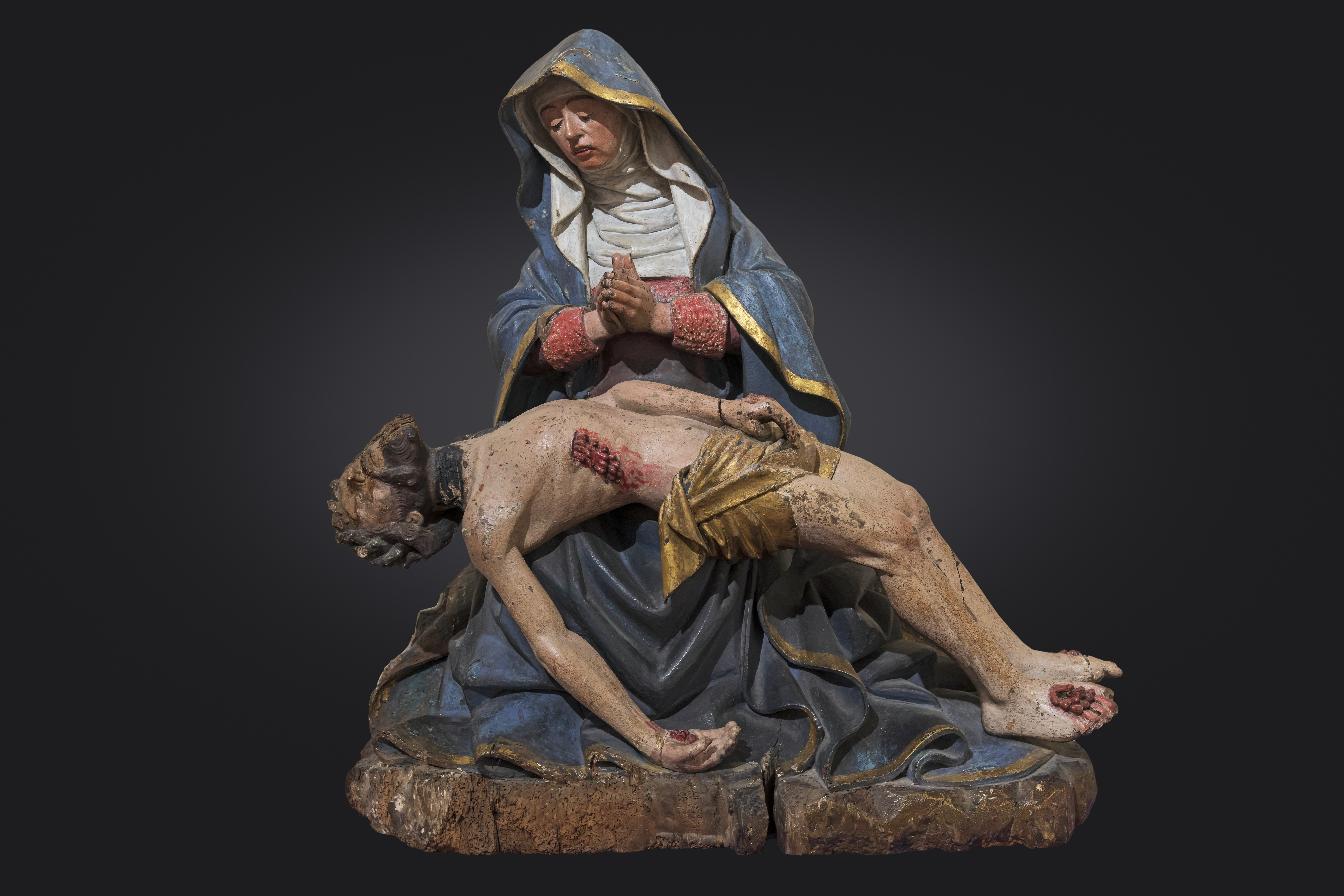
Vierge de Pitié
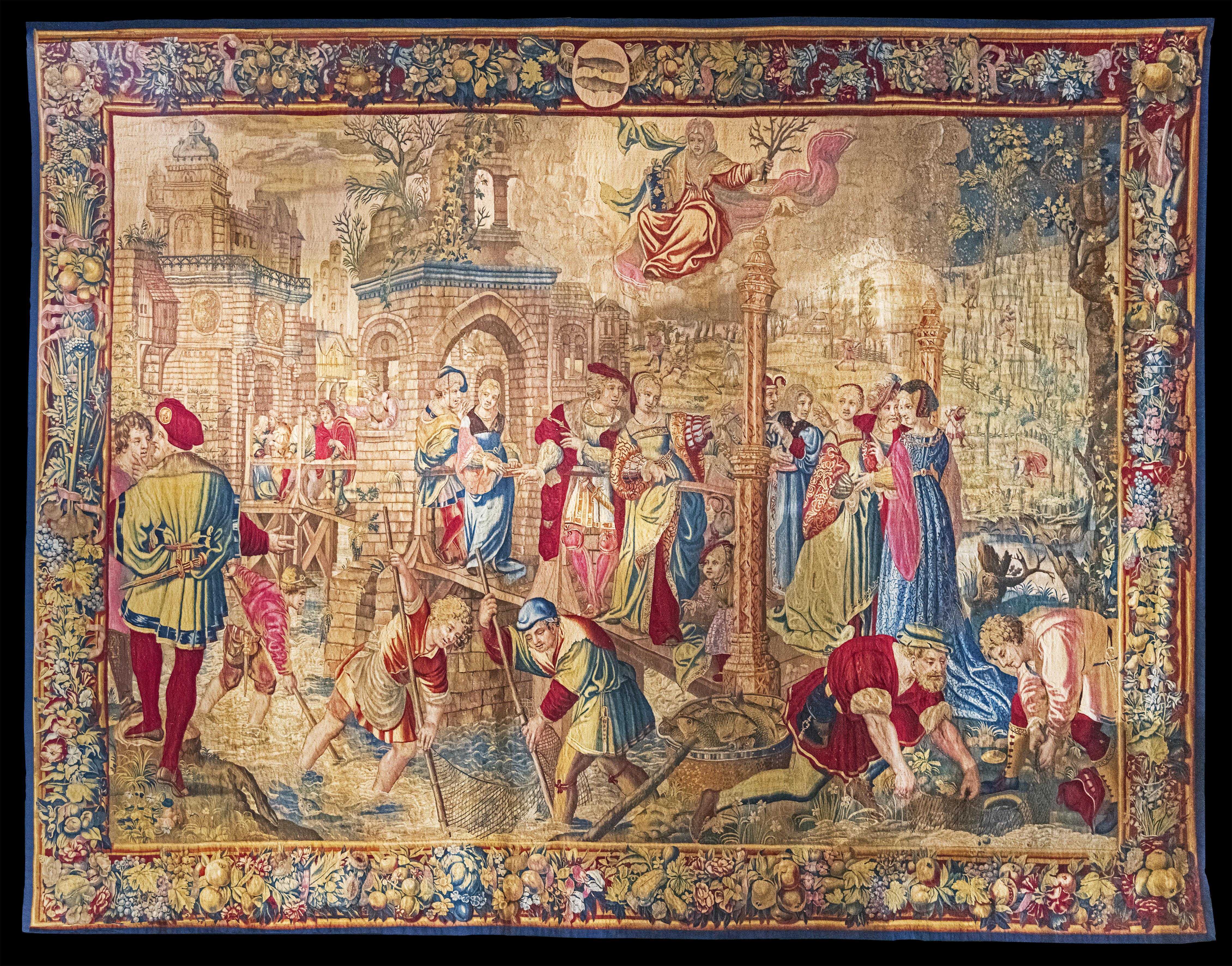
Le Printemps Tapisserie des Gobelins
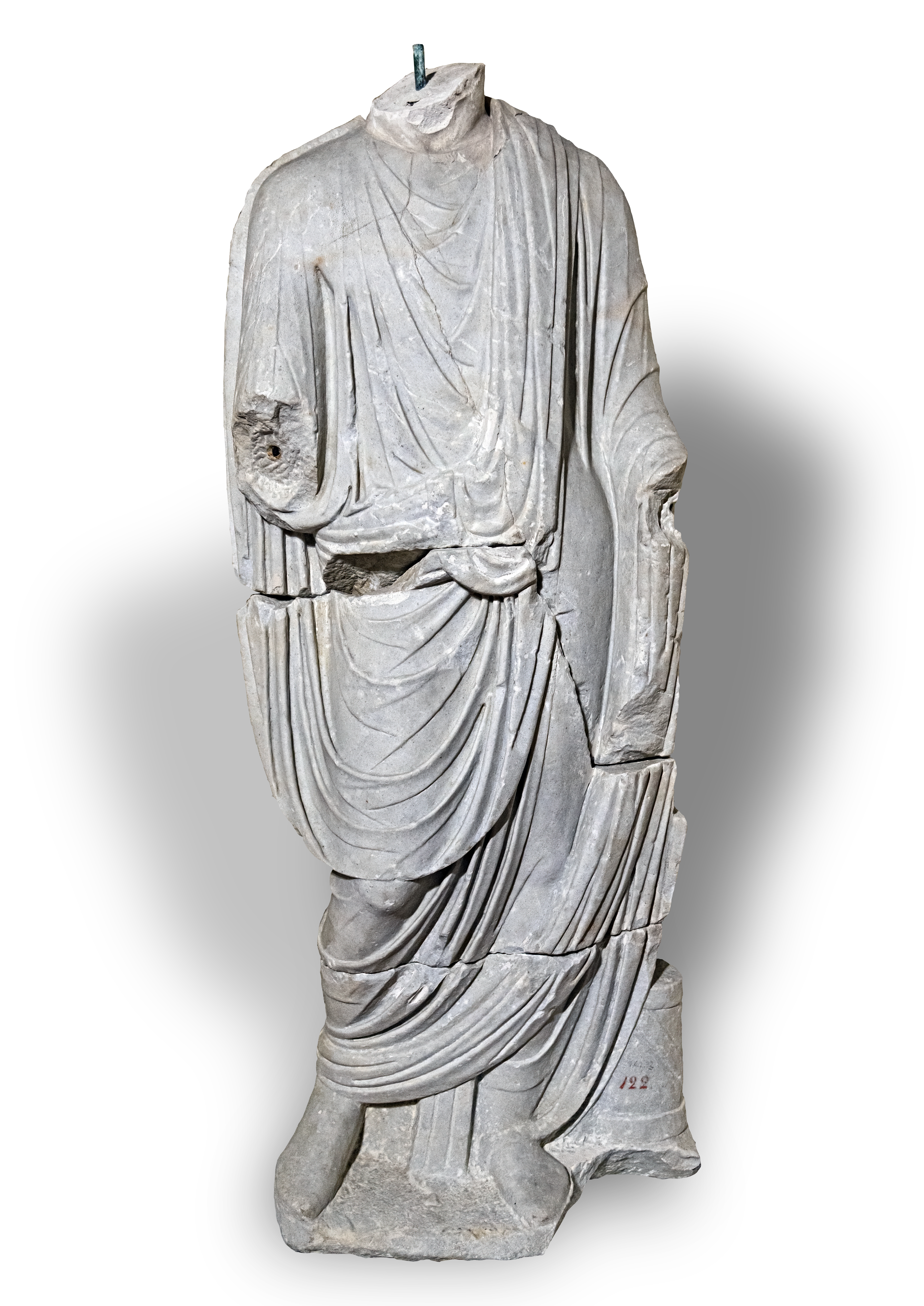
Togatus (Homme portant une toge) Marbre blanc
Vénus du Mas d'Agenais
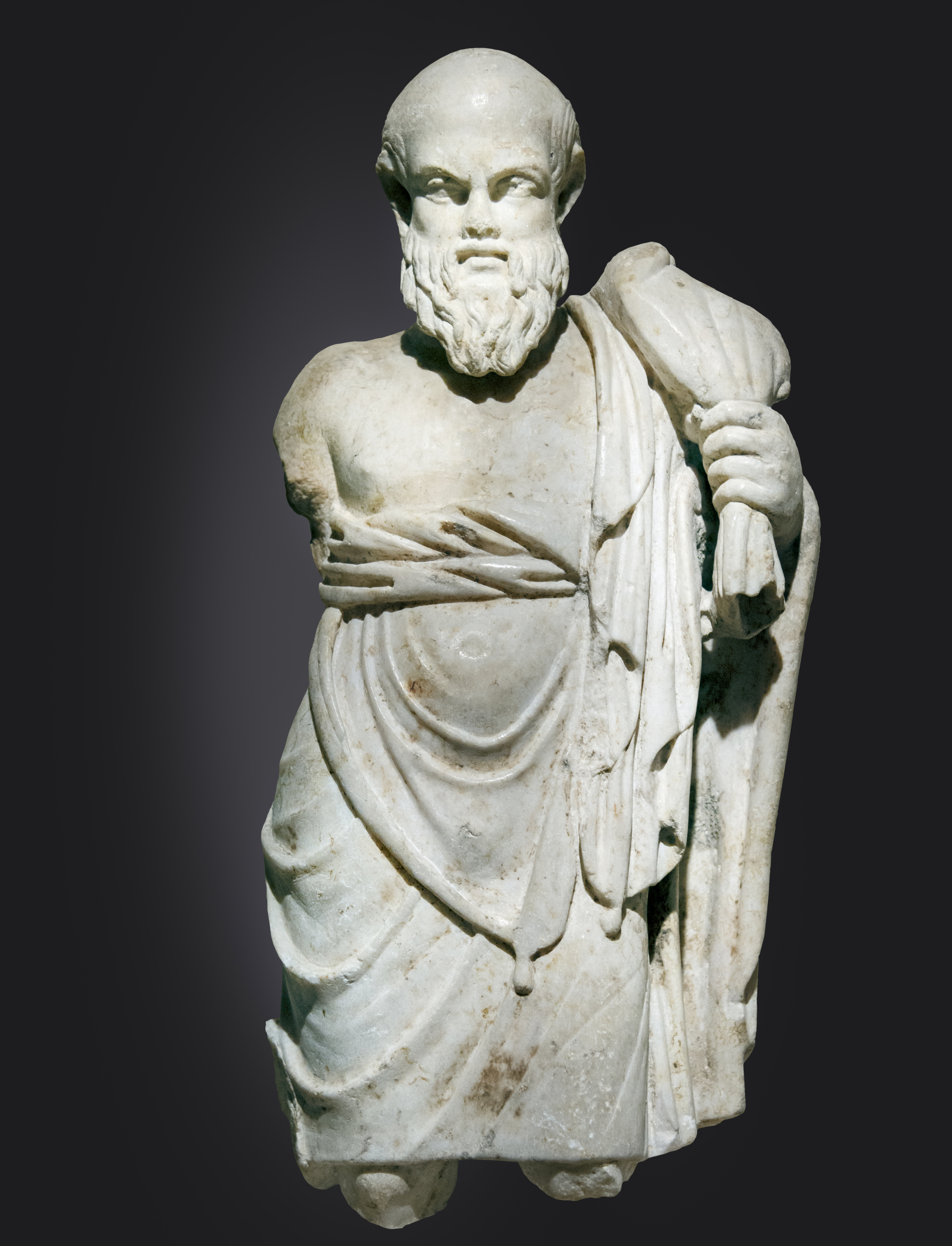
Silène à l'outre - IIe siècle

### Salle 5: Gallo-Romaine
Objets funéraires Gallo-romains, Le Prisonnier Gaulois

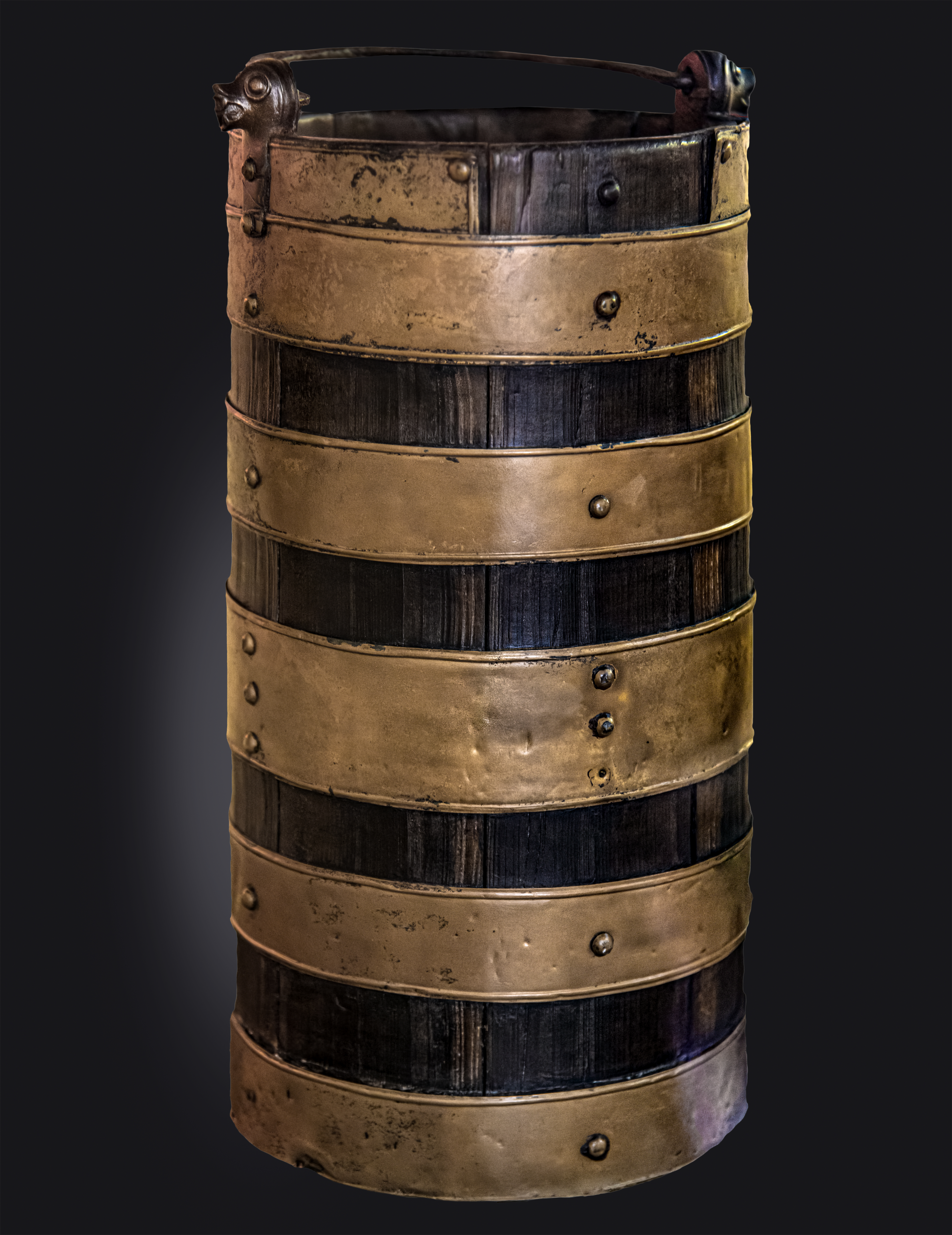
Grand seau Gaulois - premier siècle av. J.C.
Autel dédicacé à Auguste divinisé
Autel du IIe siècle découvert lors de la construction du Pont-Canal
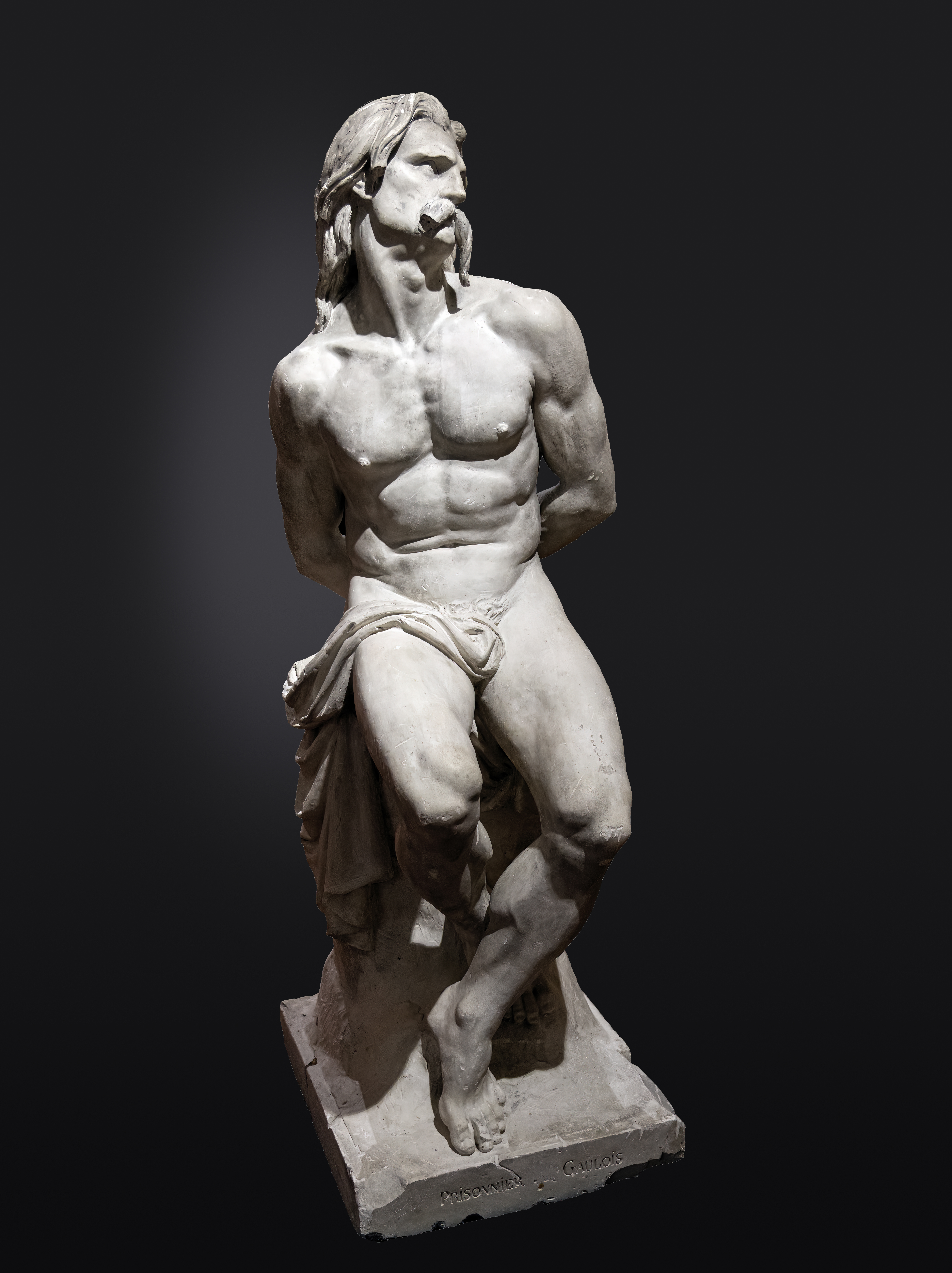
Le Prisonnier gaulois - Augustin Fumadelles

### Peinture espagnole
Le musée est particulièrement doté d’œuvres espagnoles des XVIIIe et XIXe siècles, parmi lesquelles cinq tableaux de Francisco Goya légués par le comte de Chaudordy (1826-1899), ambassadeur de France en Espagne, dont l'Autoportrait de 1783. Les autres tableaux de Goya légués par le comte sont une Messe des relevailles, une scène fantastique intitulée Caprices, l'esquisse du portrait équestre de Ferdinand VII et Le Ballon. D'Eugenio Lucas Villaamil, (La procession); d'Eugenio Lucas Velázquez Le garrot d'après une gravure de Goya; de Mariano Salvador Maella Portrait de Charles III d'Espagne et Vénus remettant sa ceinture à Junon.

Peinture espagnole
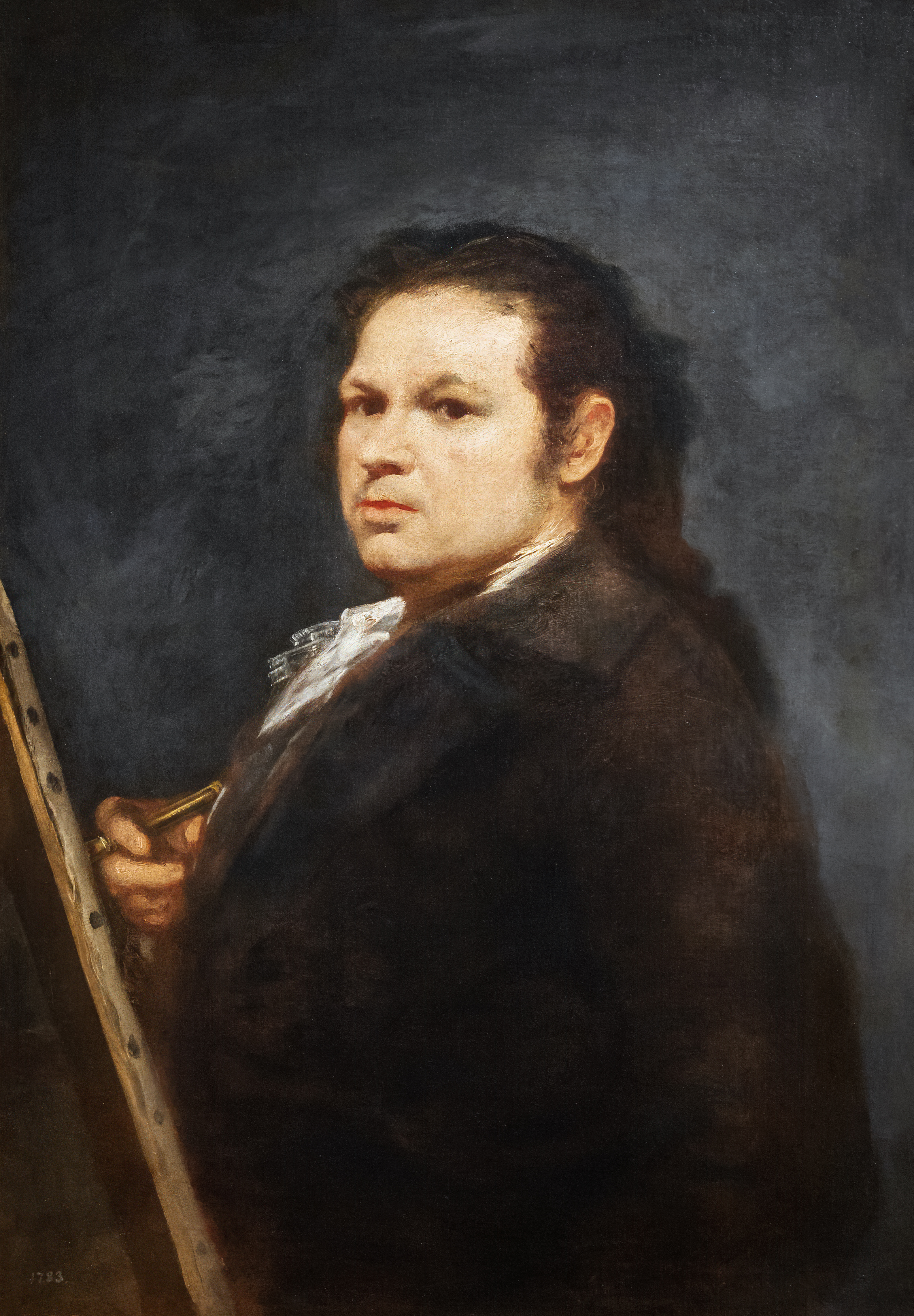
Autoportrait de Francisco Goya, 1783
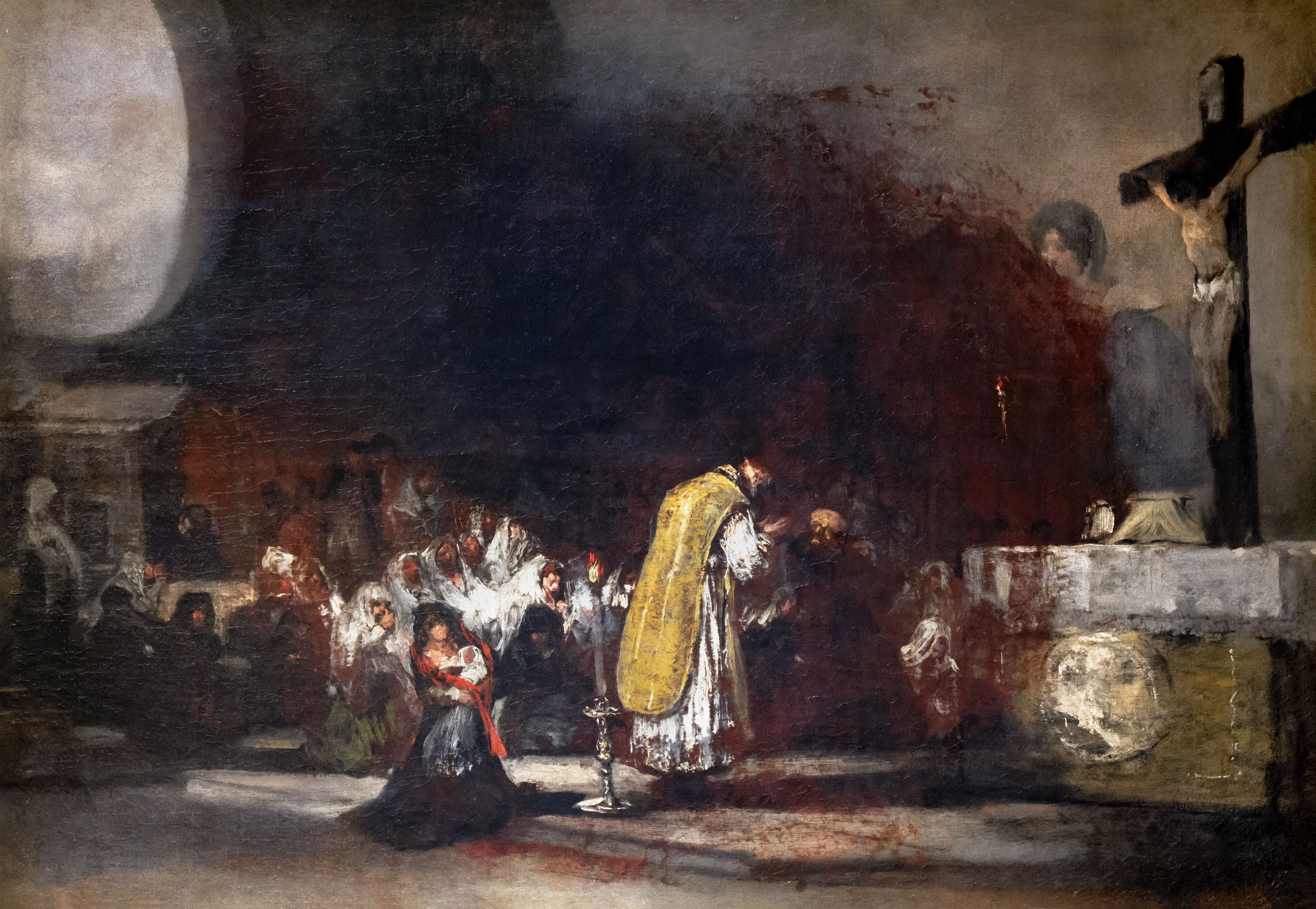
La Messe des relevailles Francisco de Goya
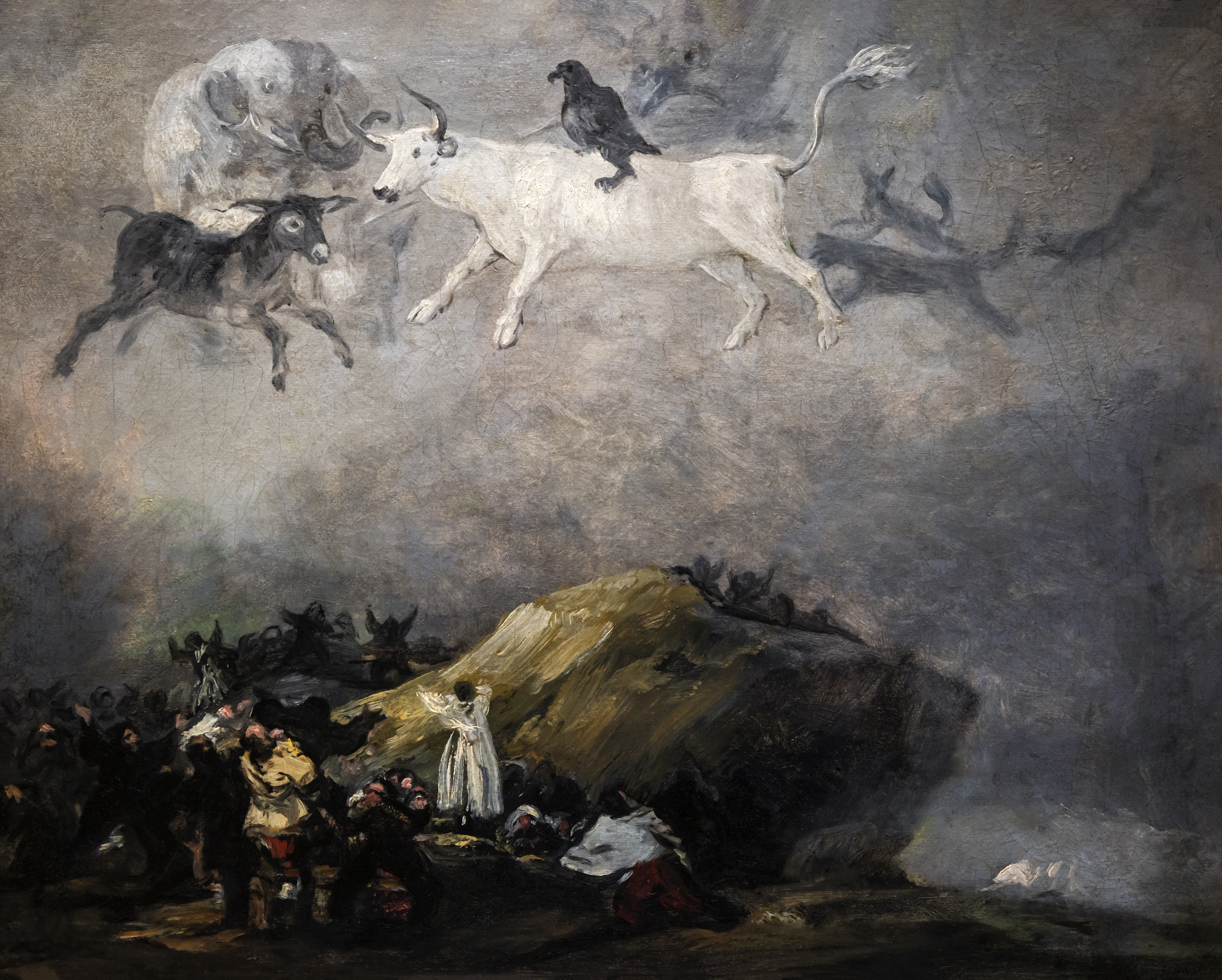
Caprices Francisco de Goya
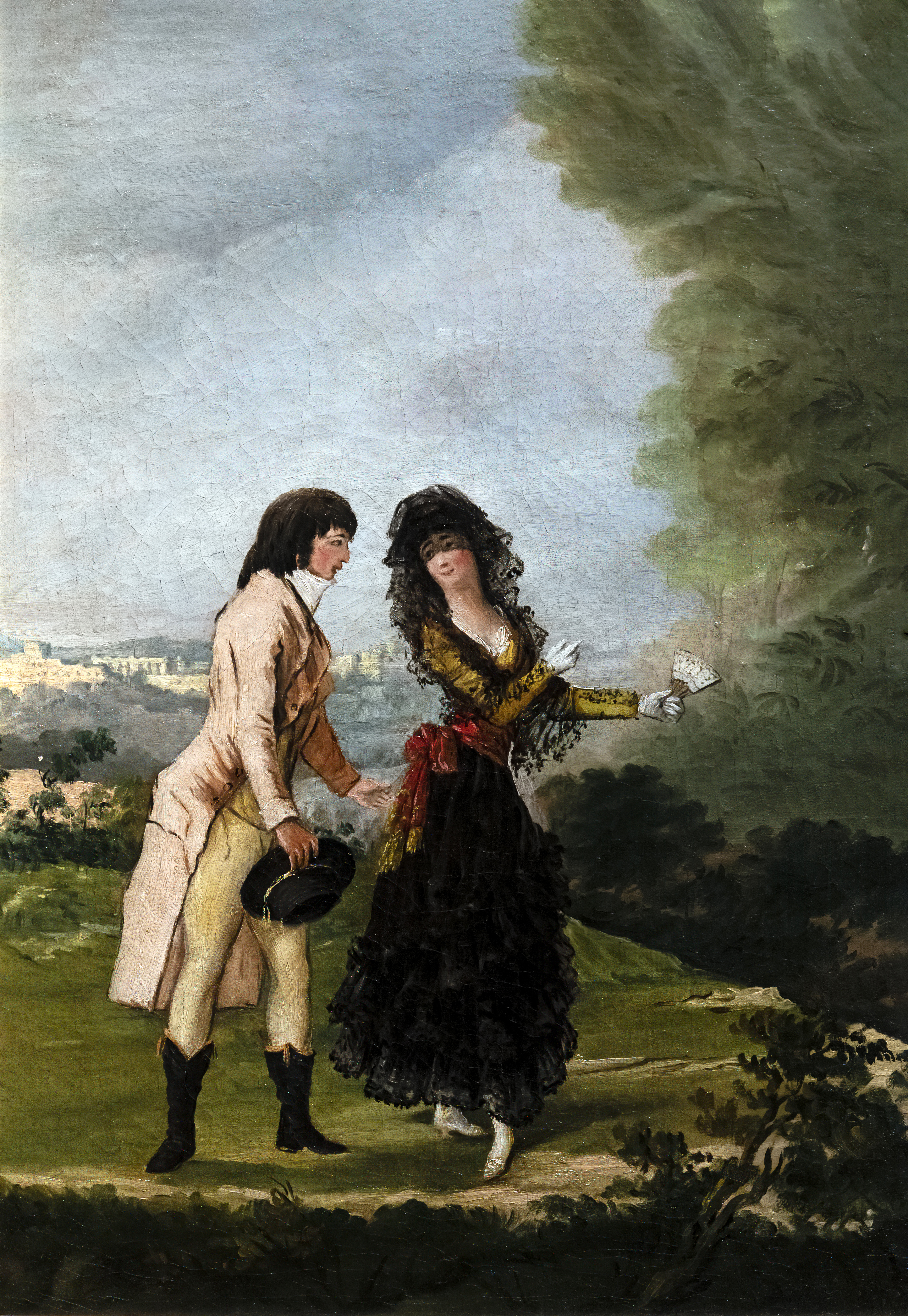
Colloque galant Francisco de Goya
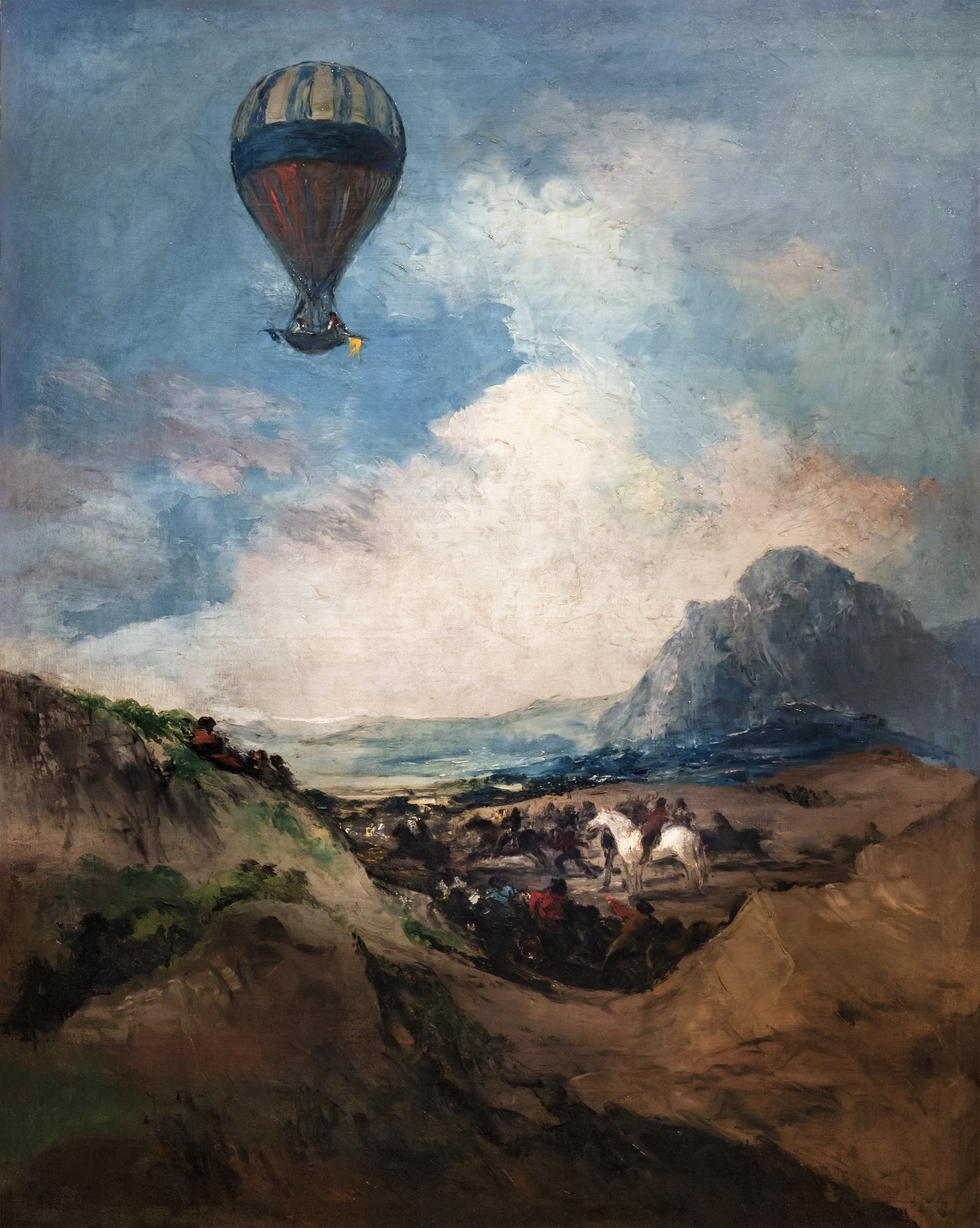
Le Ballon Francisco de Goya
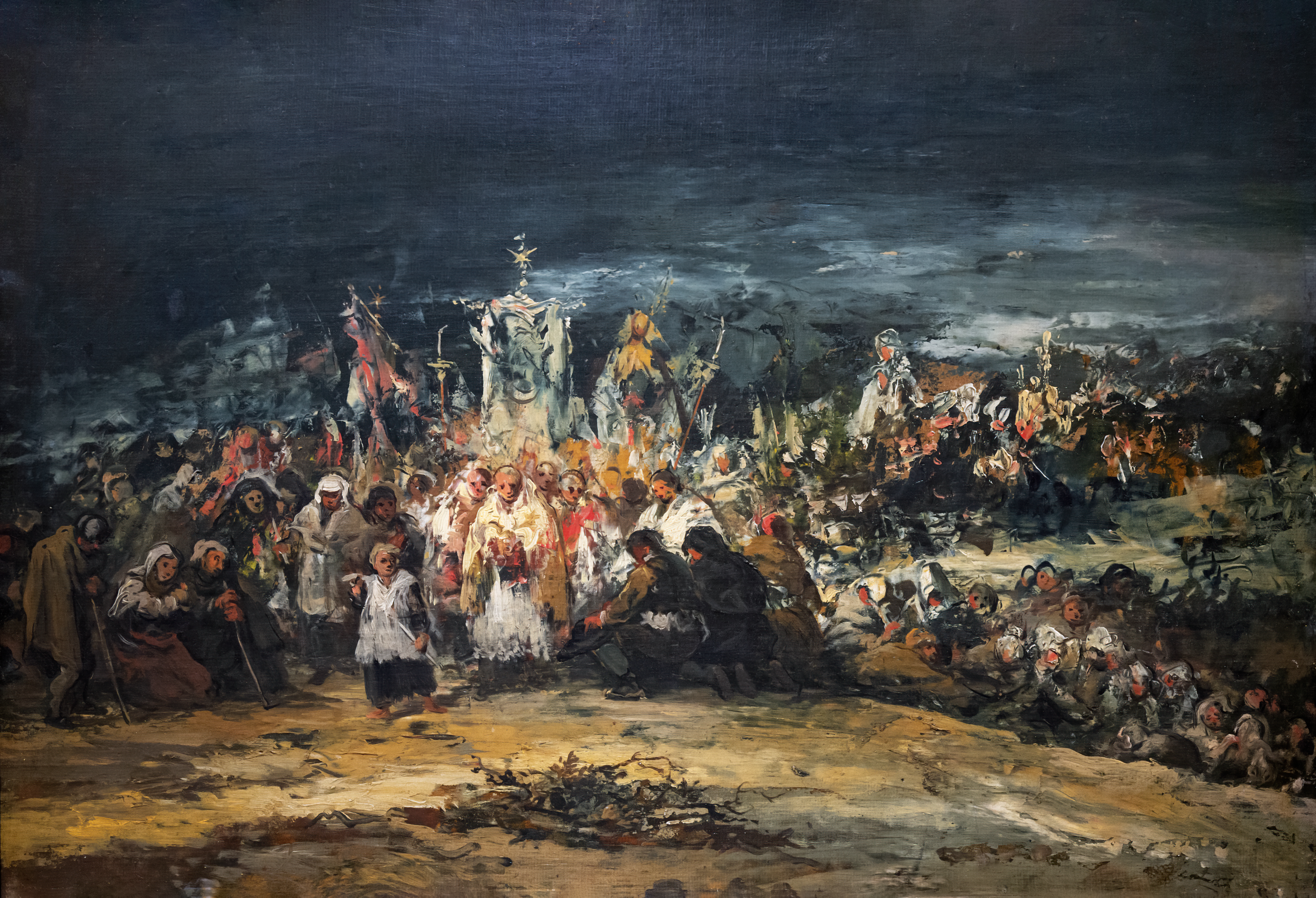
La procession Eugenio Lucas Villaamil
Le garrot Eugenio Lucas Velázquez
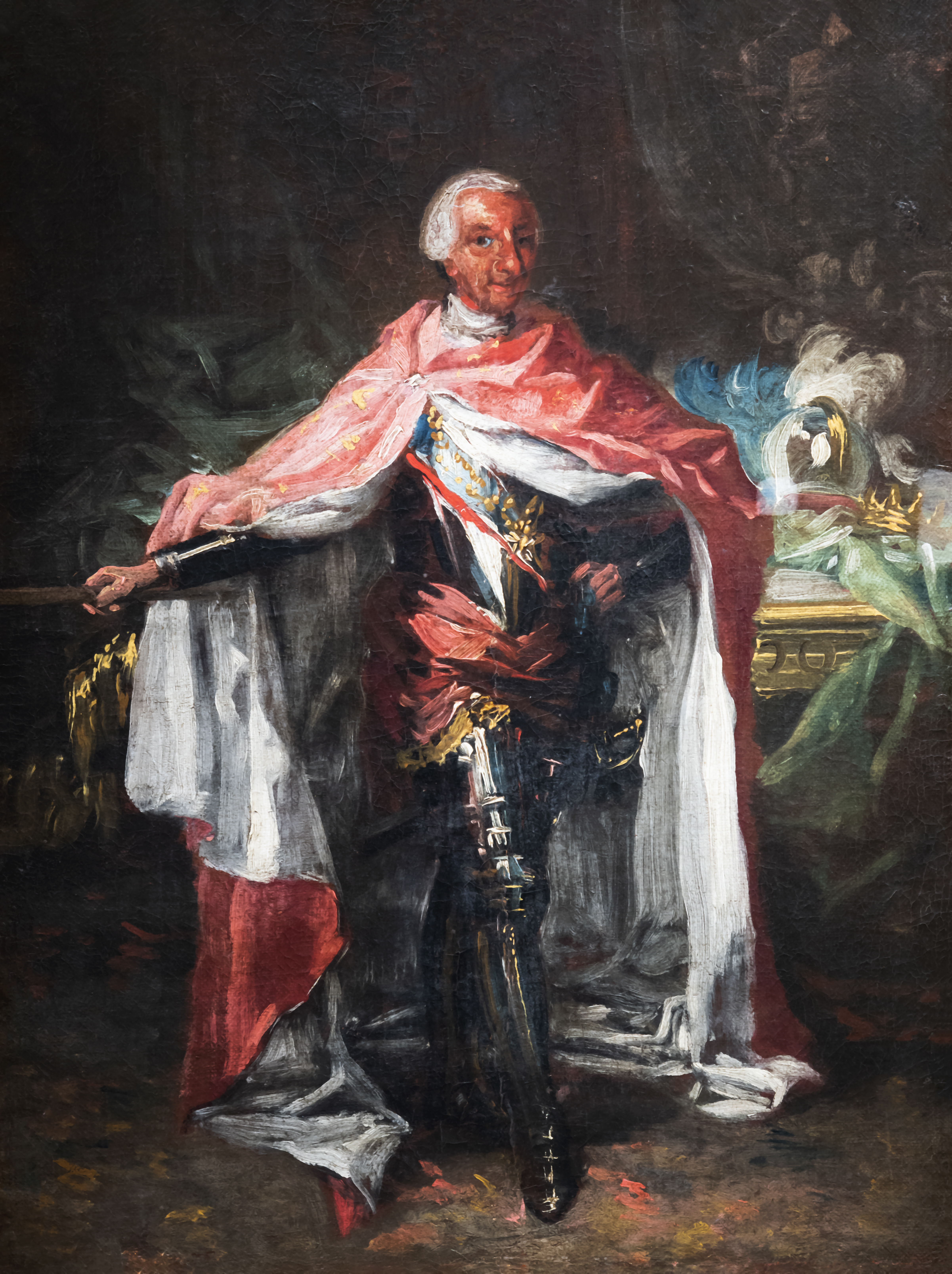
Portrait préparatoire de Charles III d'Espagne Mariano Salvador Maella
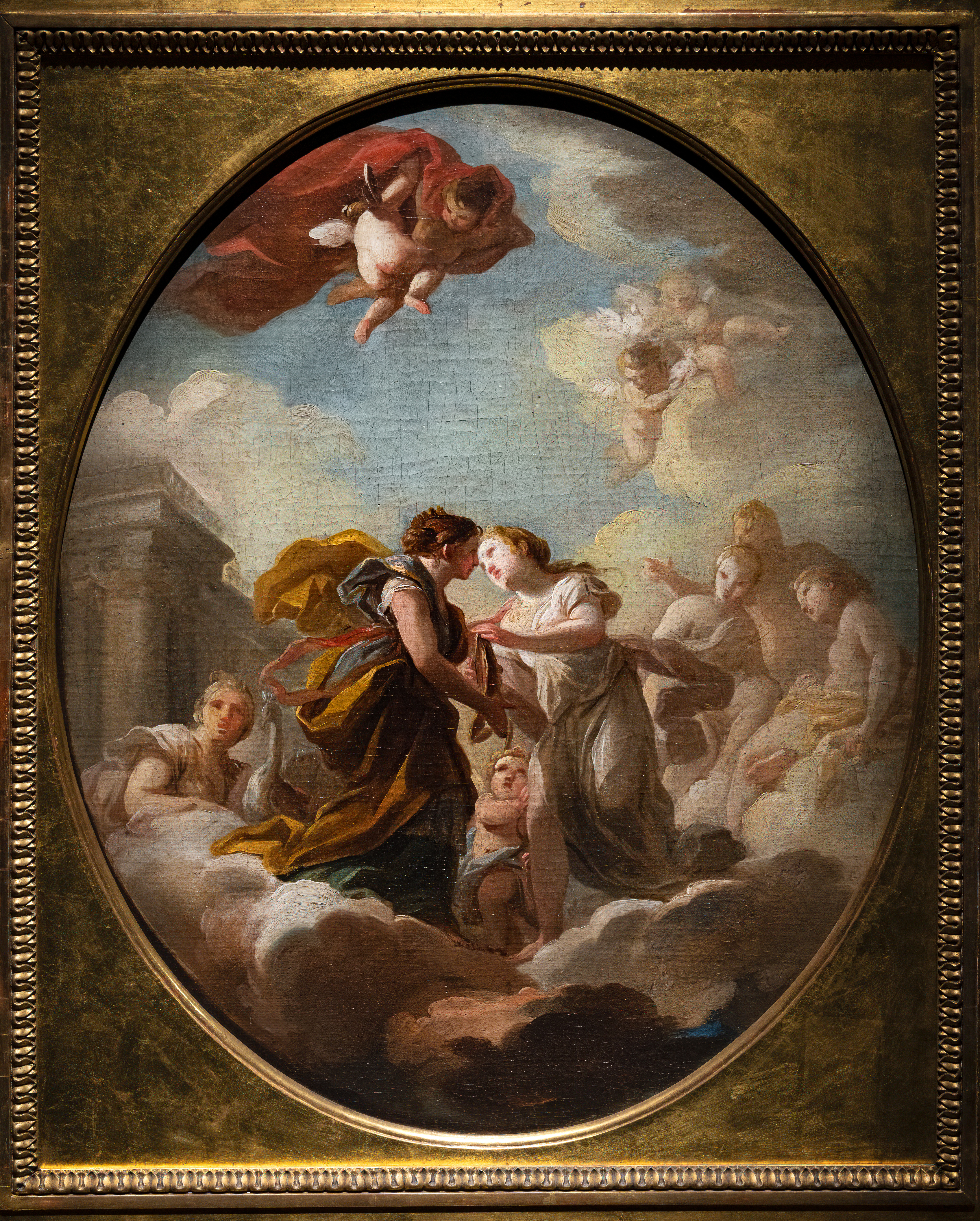
Vénus remettant sa ceinture à Junon Mariano Salvador Maella

### LeXVIesiècle
Un tableau du Tintoret ainsi que trois portraits d'homme par Corneille de Lyon et deux de l'école des Clouet.

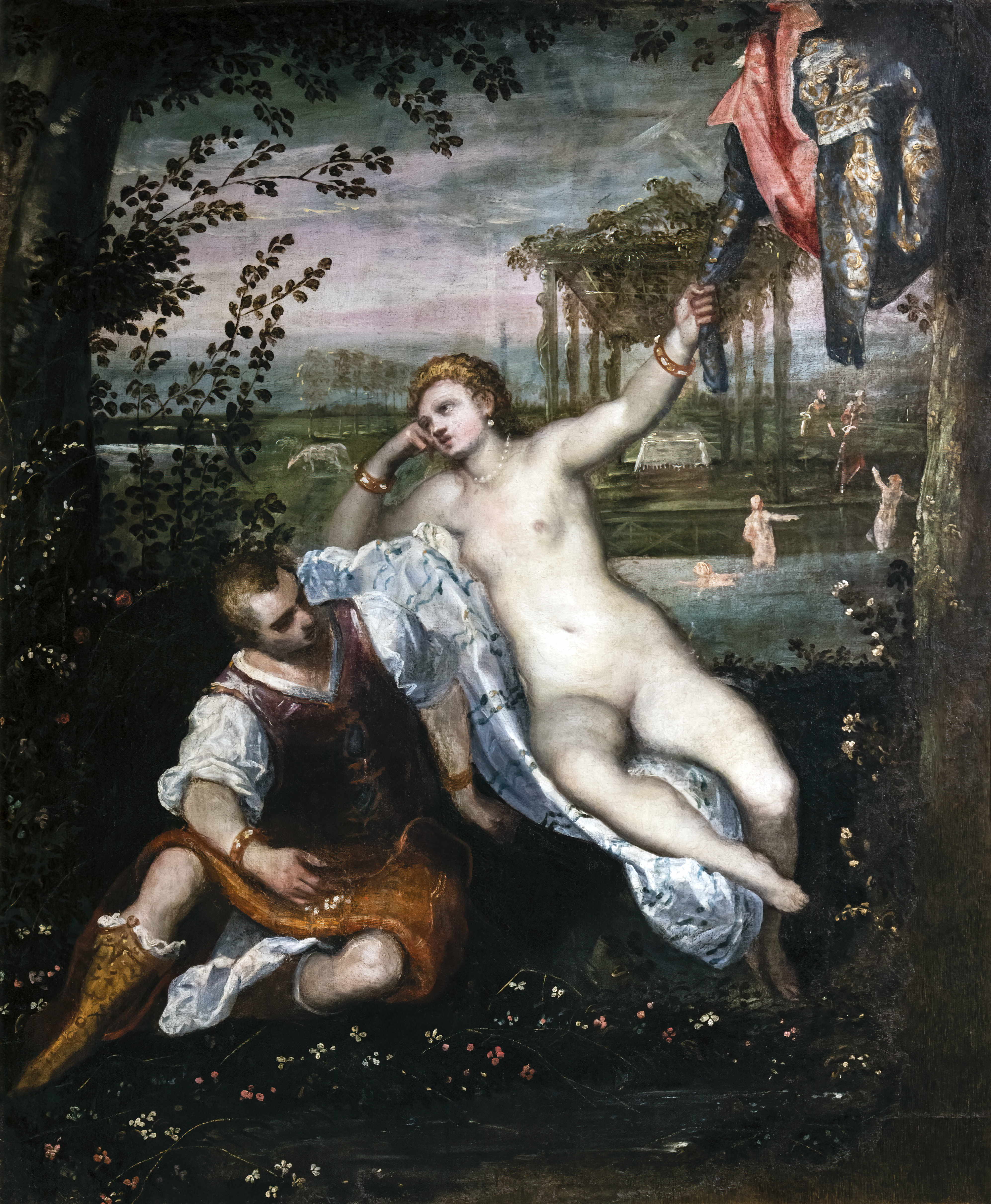
Renaud et Armide - Le Tintoret - vers 1580-1590
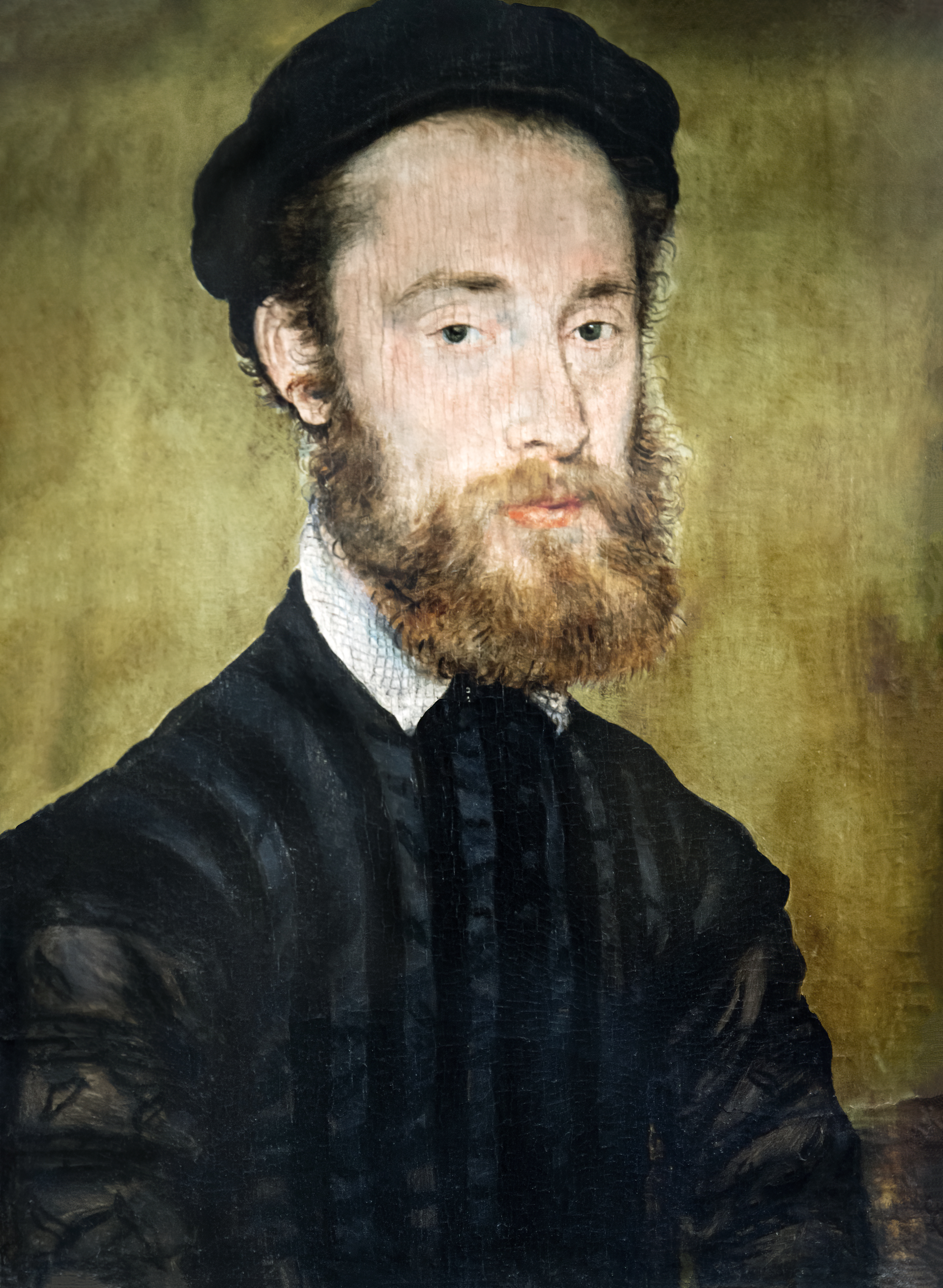
Portrait d'homme huile sur bois vers 1560
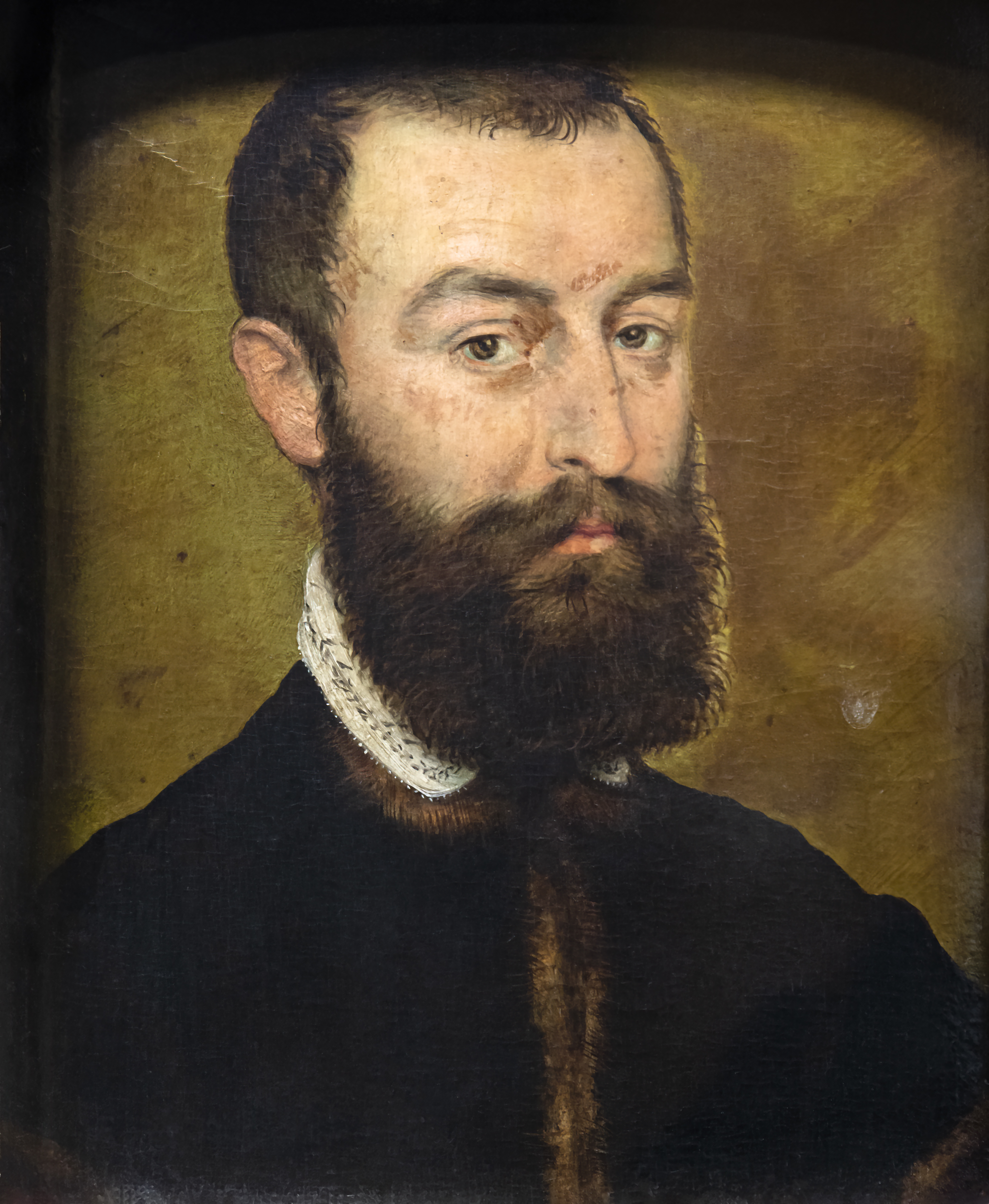
Portrait d'homme huile sur bois (Don Monbrison 1879)
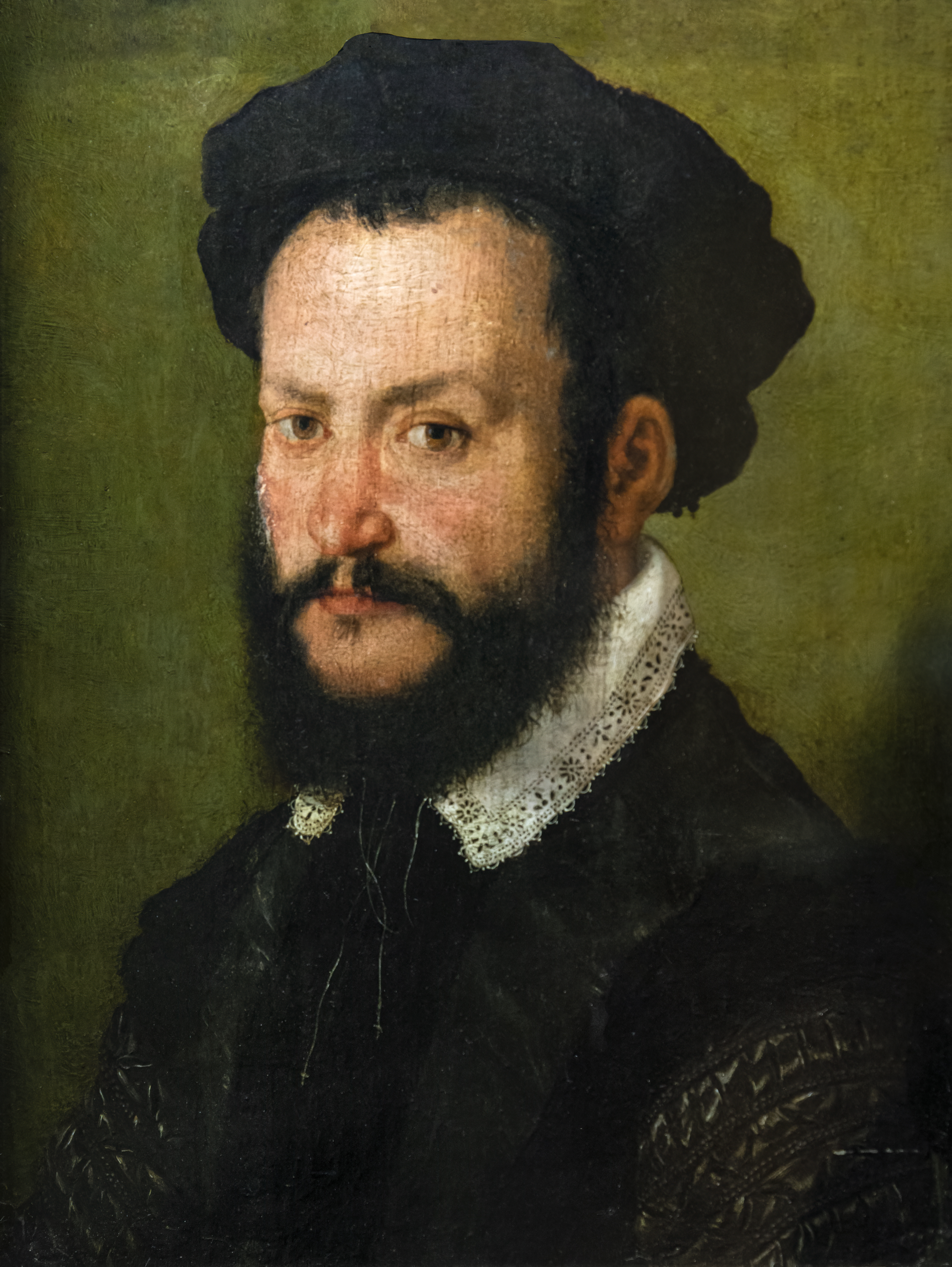
Portrait d'homme brun  huile sur bois - 46 P
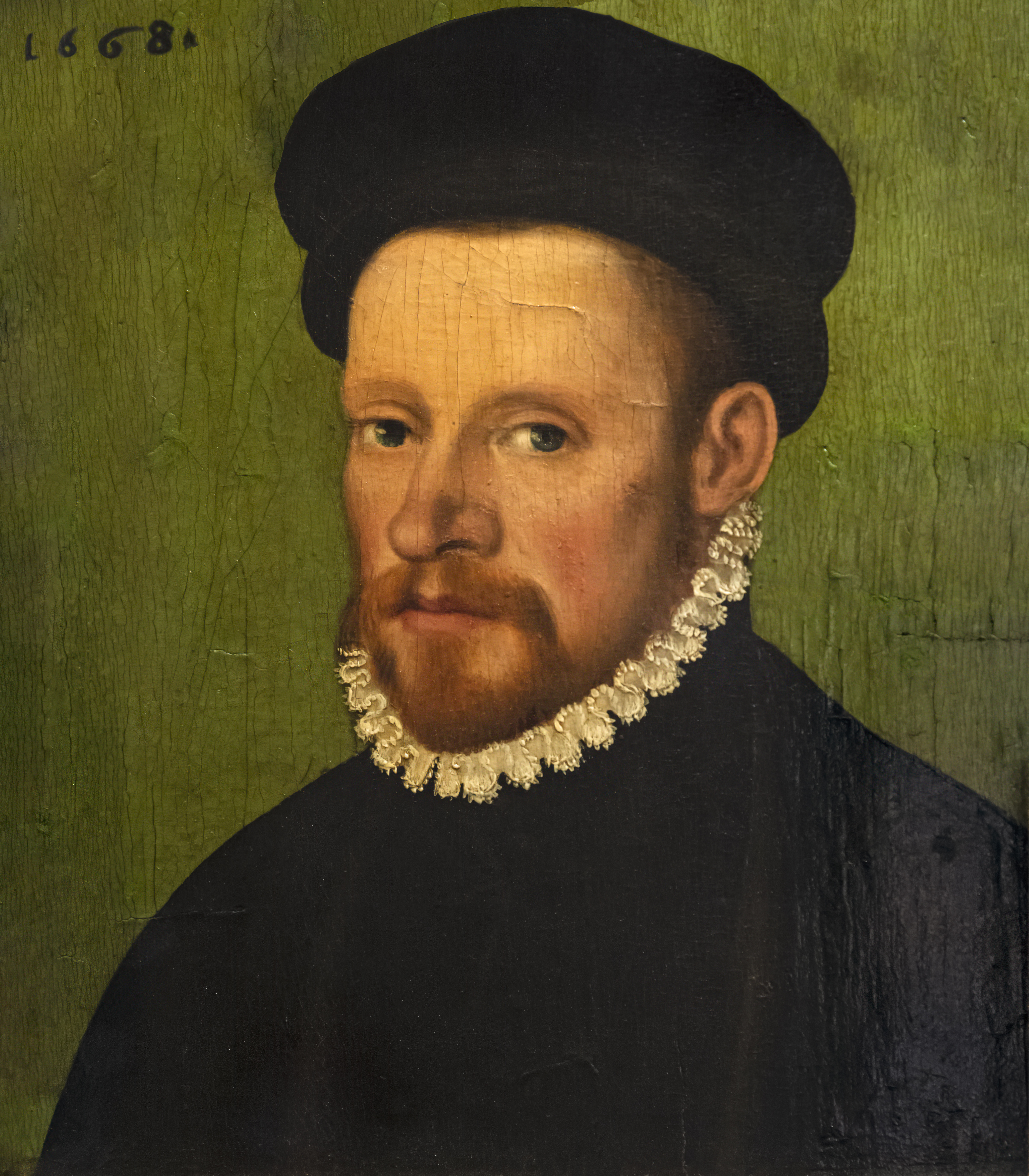
Portrait d'homme à la toque Étienne de Martellange - 45 P
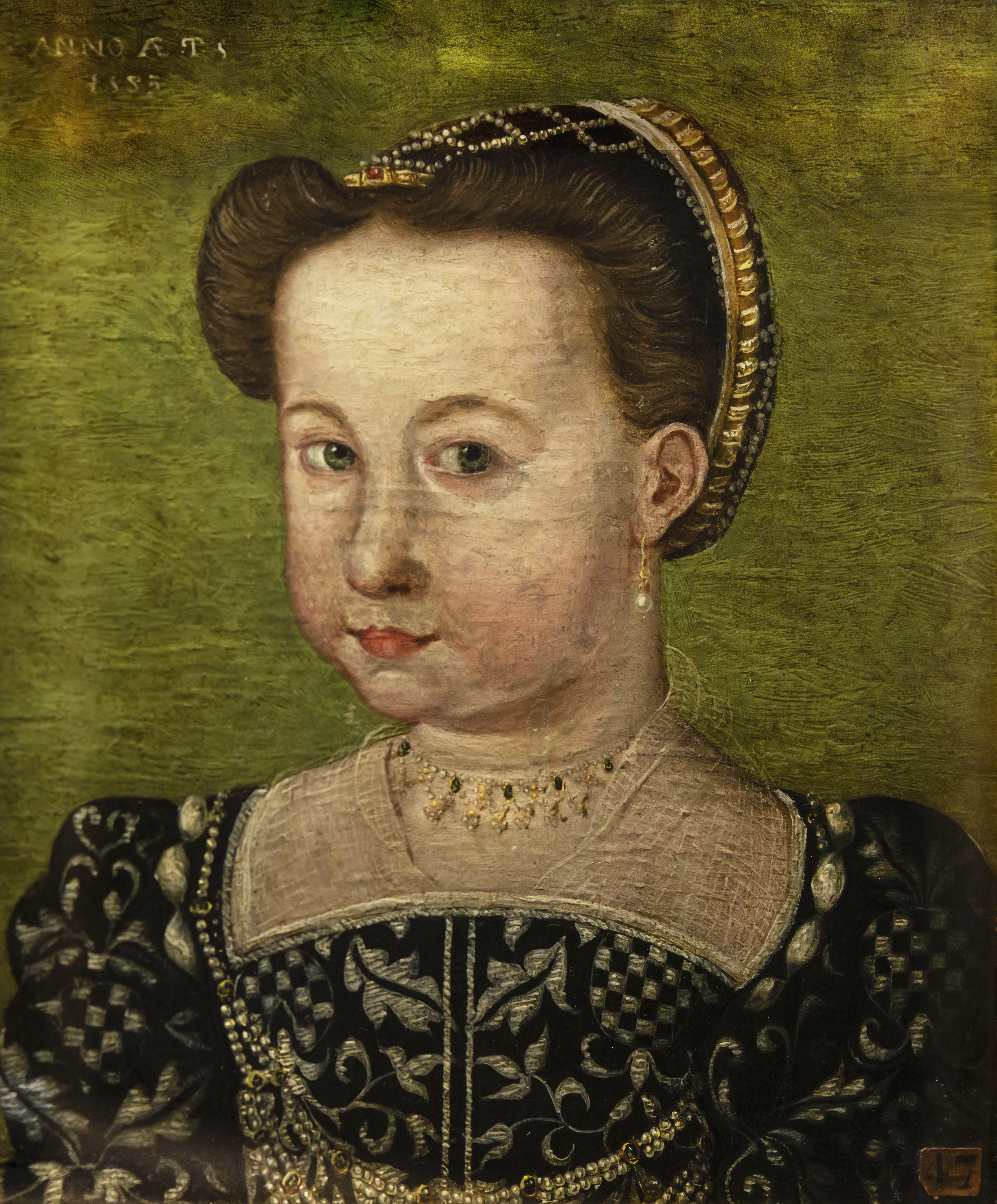
Portrait de jeune fille, 1583 - huile sur bois
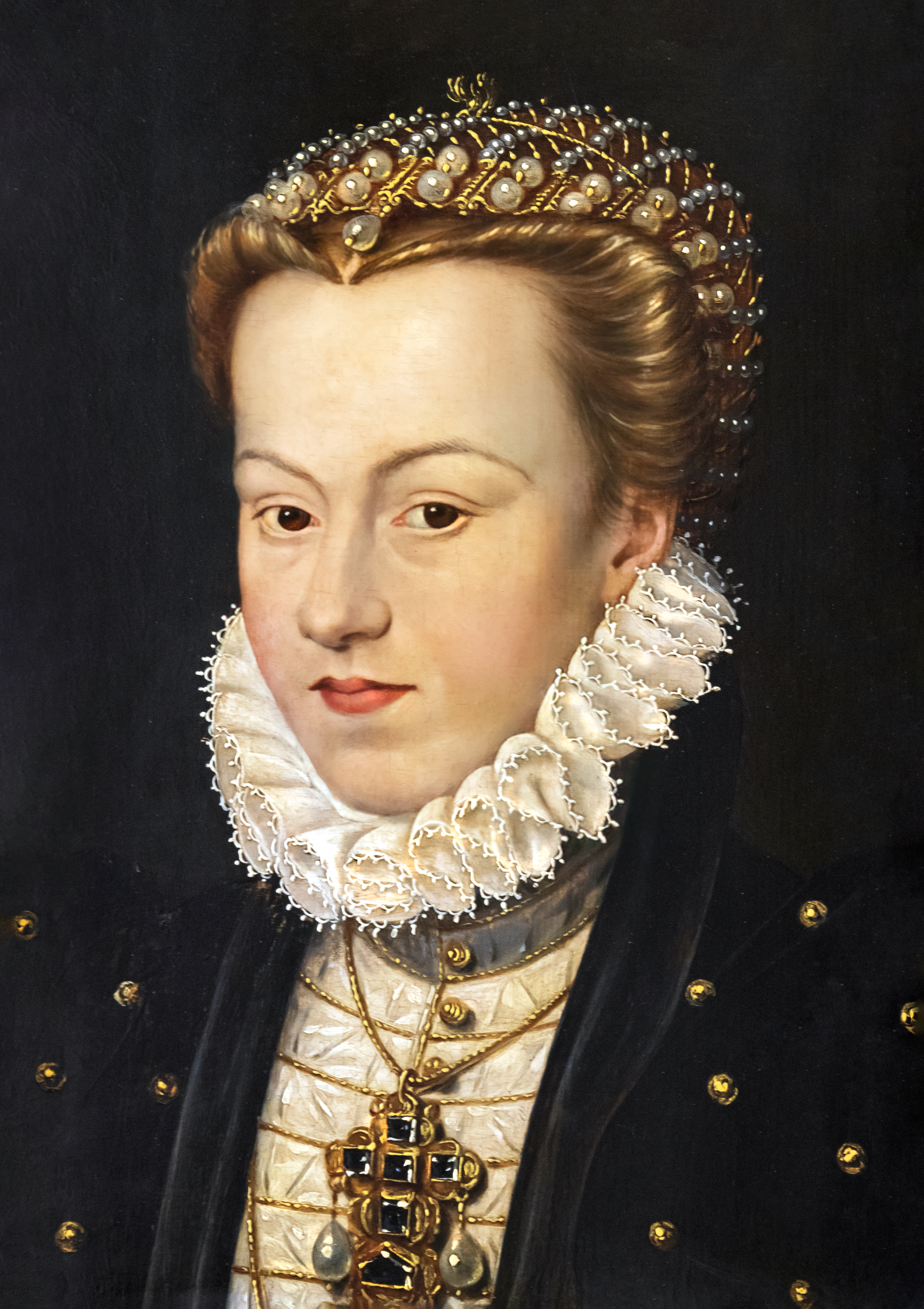
Portrait d'Elisabeth d'Autriche - François Clouet
Portrait de Charles IX - François Clouet
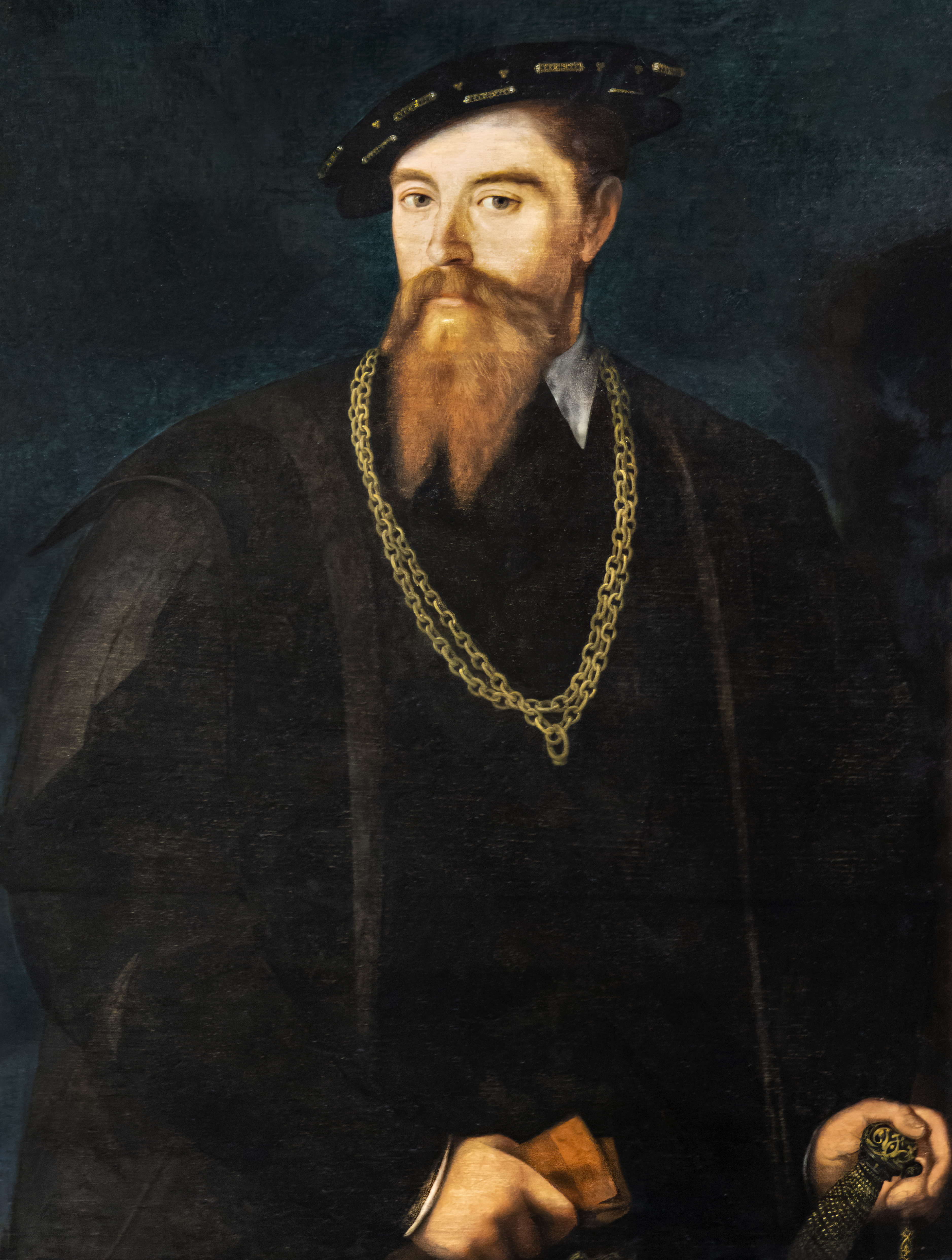
Buste de gentilhomme, Hans Muelich
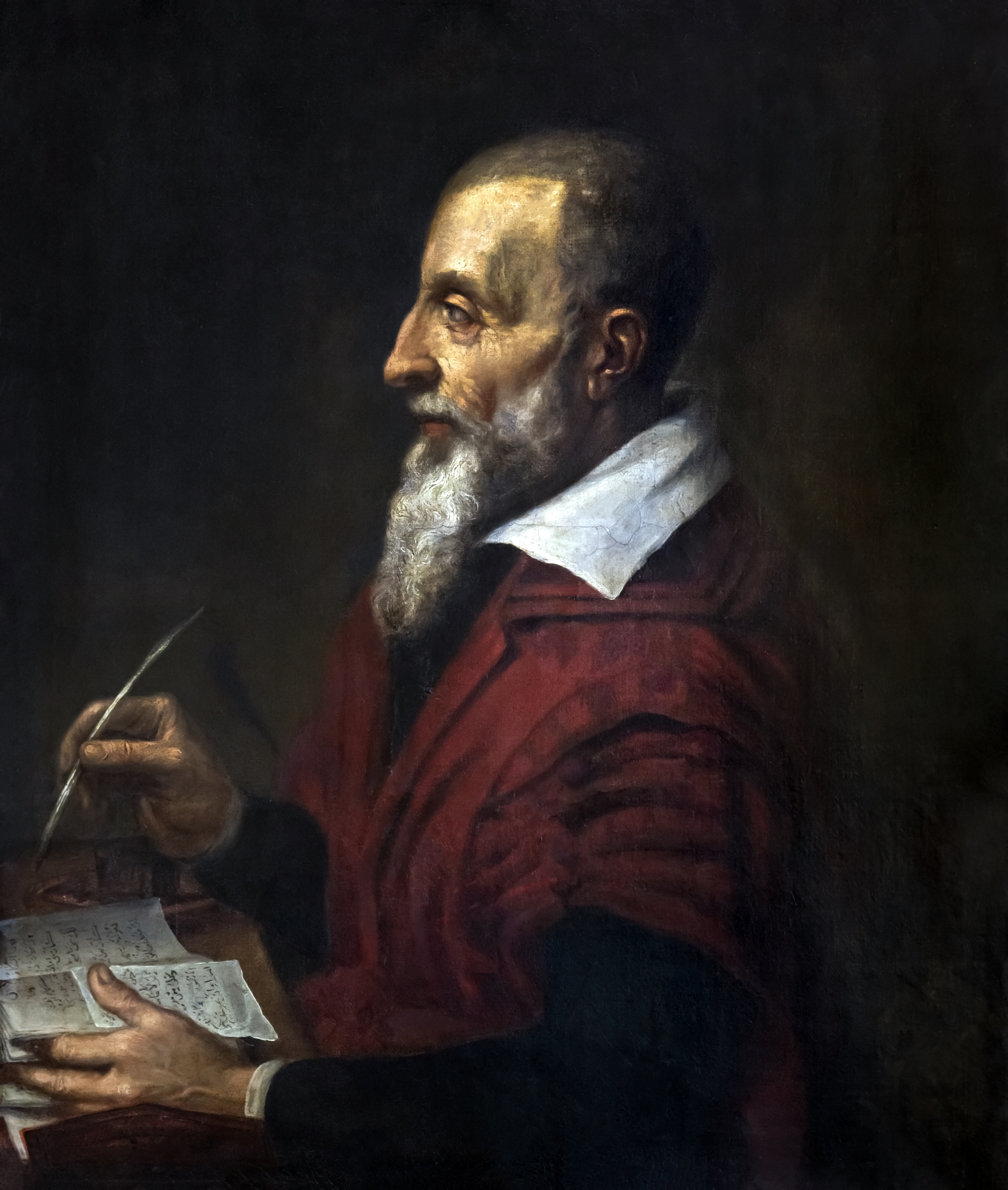
Portrait de Joseph Juste Scaliger, dépôt du Louvre

### LeXVIIesiècle
Ensemble d'œuvres flamandes, hollandaises, allemande : Jacob Ferdinand Voet (Diane-Gabrielle de Thianges-Mancini, duchesse de Never);  David Teniers le Jeune (La tentation de Saint Antoine dans le désert); Maerten Boelema de Stomme (Nature morte à la cruche et aux crevettes); Pieter van Noordt (Nature morte aux poissons); Bartholomeus Assteyn Nature morte aux pêches et aux raisins; Egbert van der Poel (Un incendie); Hans Rottenhammer (Le Jugement de Pâris); Pieter Boel (Jeune cerf couché); Isaac Luttichuys (Portrait d'enfant); Antoine van Dyck (Portrait de l'architecte Inigo Jones).
Des œuvres françaises : Jean Lemaire (Dédale sculptant une vache de bois pour la reine Pasiphaé), Pierre Dupuis (Nature morte aux branches d'abricots et de prunes) - Philippe de Champaigne (Vierge à l'Enfant endormi et Portrait présumé d’Étienne Delafons); Pierre Gobert (Françoise-Marie de Bourbon dite Mademoiselle de Blois, Armande-Félice de Mazarin Marquise de Mailly) ; des portraits de dignitaires locaux dont l'auteur reste anonyme (Portrait de Bertrand de Javan) 1665.
Des œuvres italiennes et espagnoles : Bernardo Strozzi (Le Géographe), Giovanni Battista Lama (Loth et ses filles et Salomon adorant les idoles, acquis en 2008), Francisco Antolinez y Sarabia (Le Christ et la Cananéenne).
- Peinture du XVIIe siècle

Peinture du XVII
Portrait de Diane-Gabrielle de Thianges-Mancini Jacob Ferdinand Voet
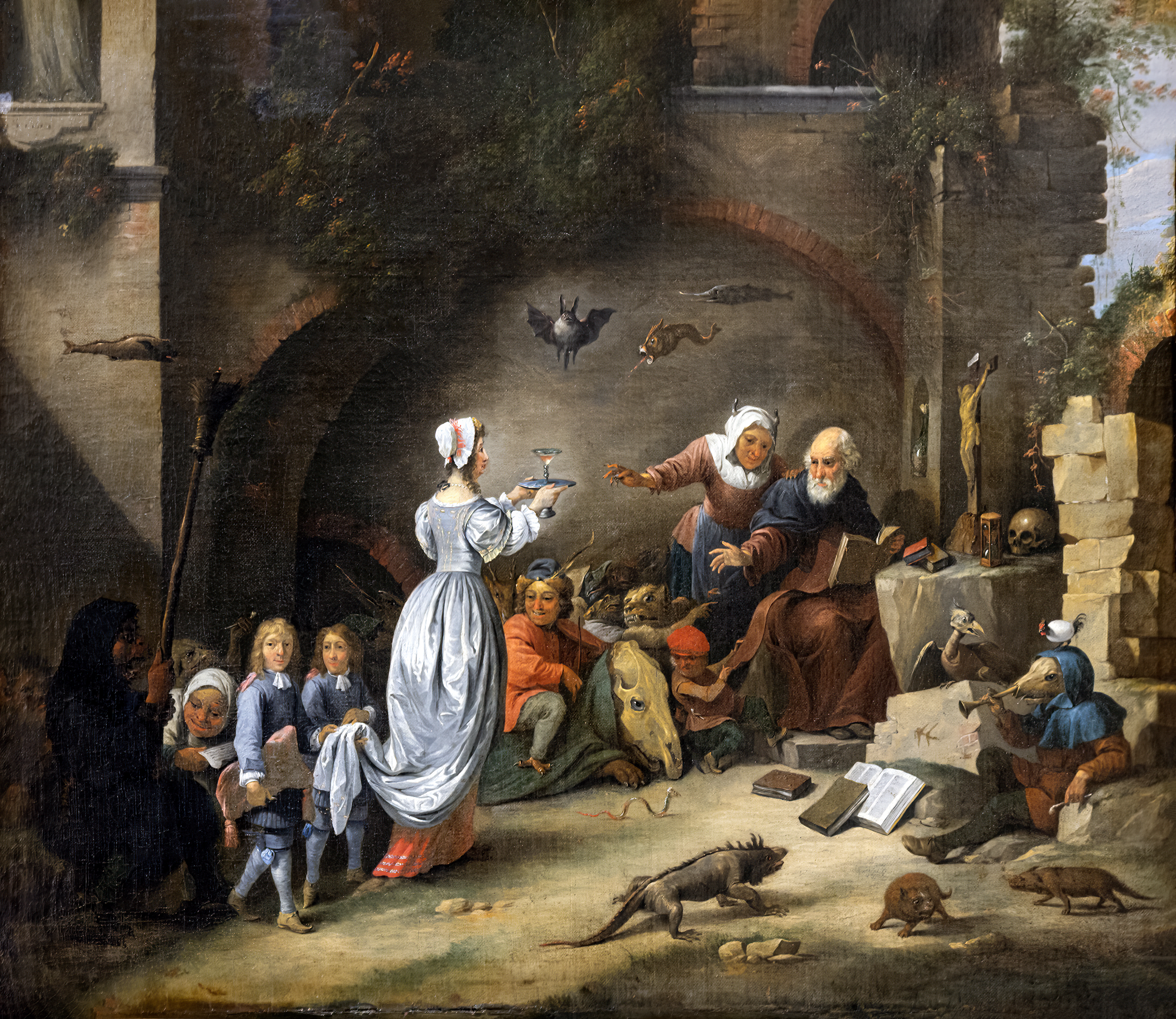
La tentation de Saint Antoine dans le désert - David Teniers le Jeune
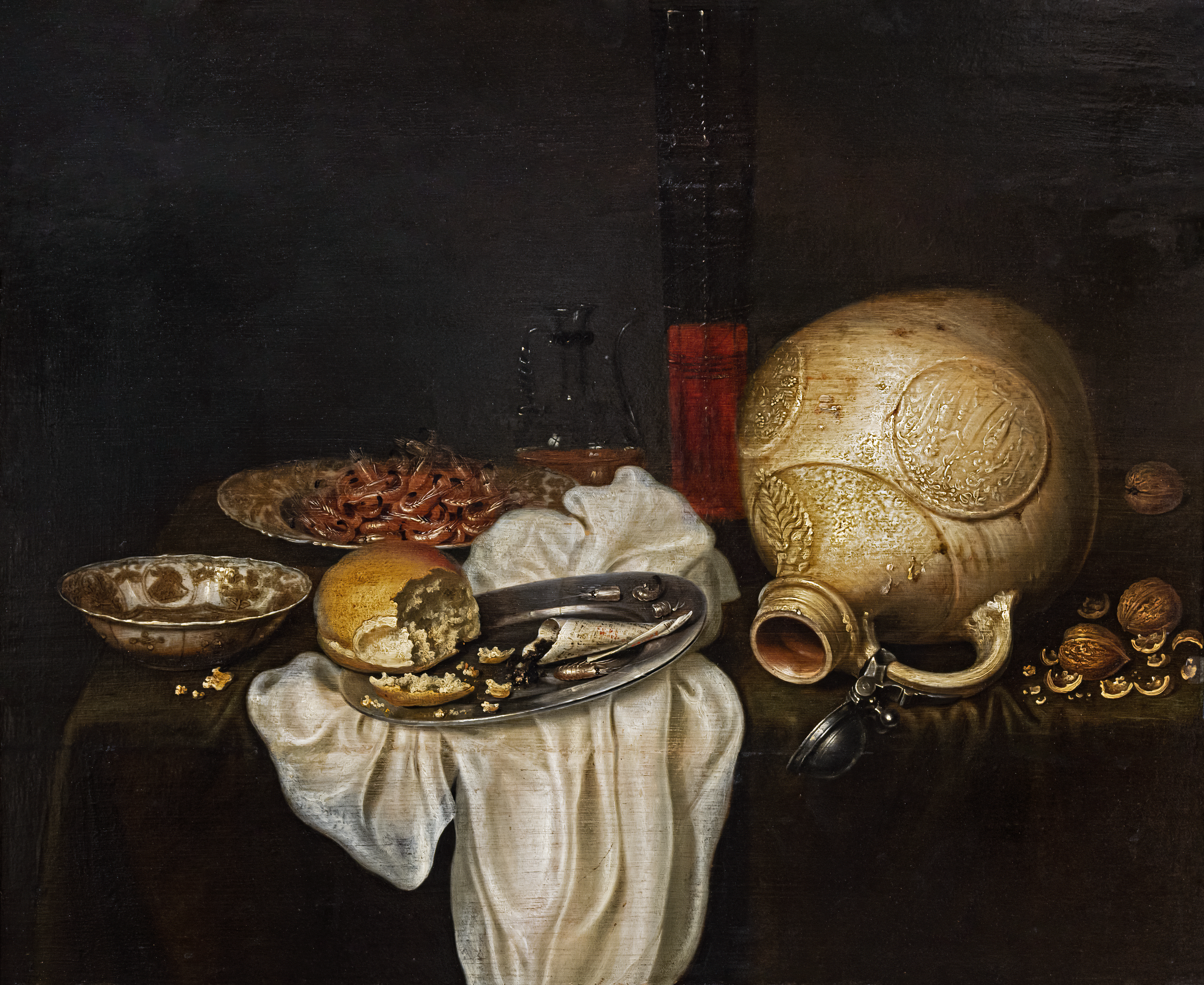
Nature morte à la cruche et aux crevettes - Maerten Boelema de Stomme
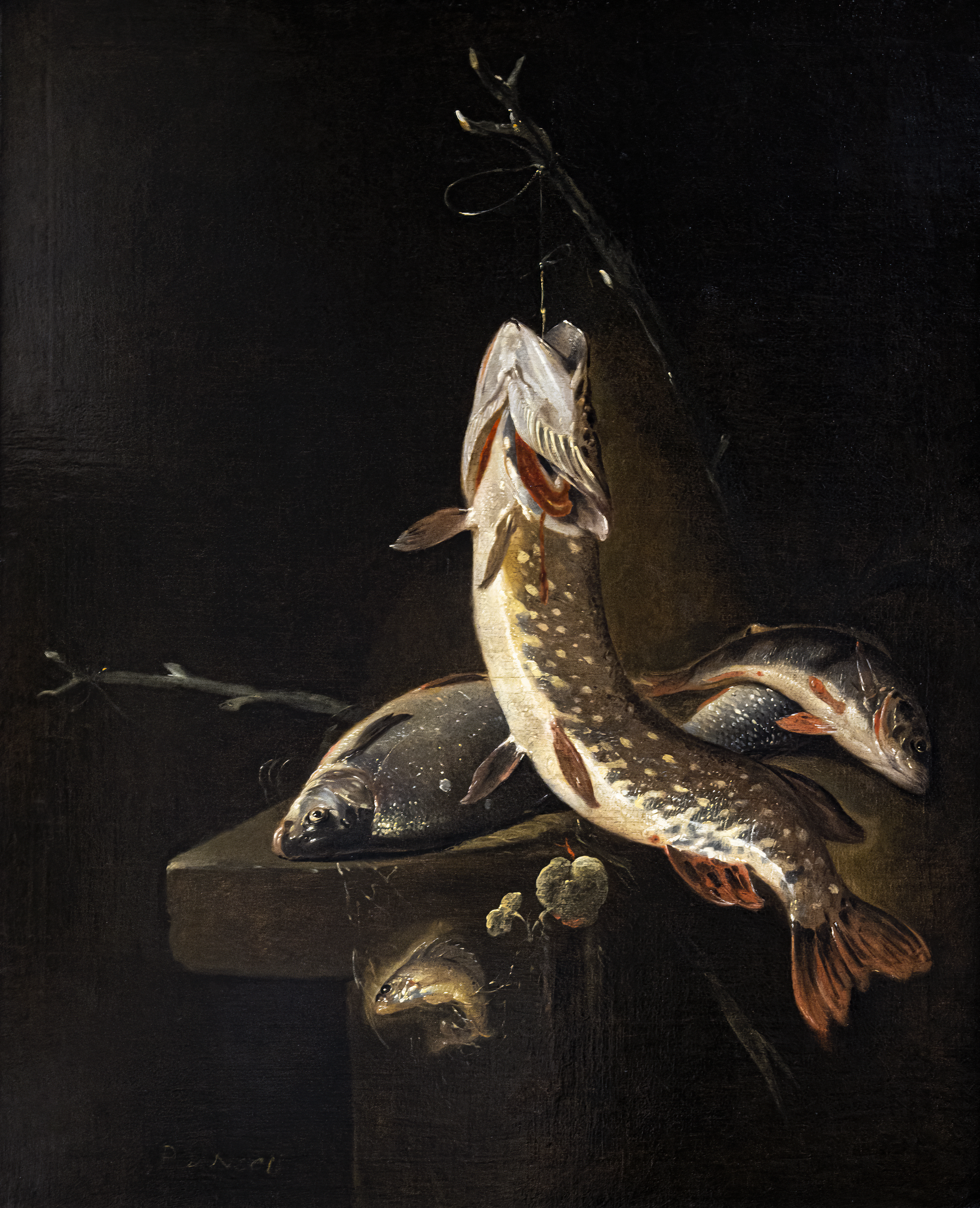
Nature morte aux poissons - Pieter van Noordt
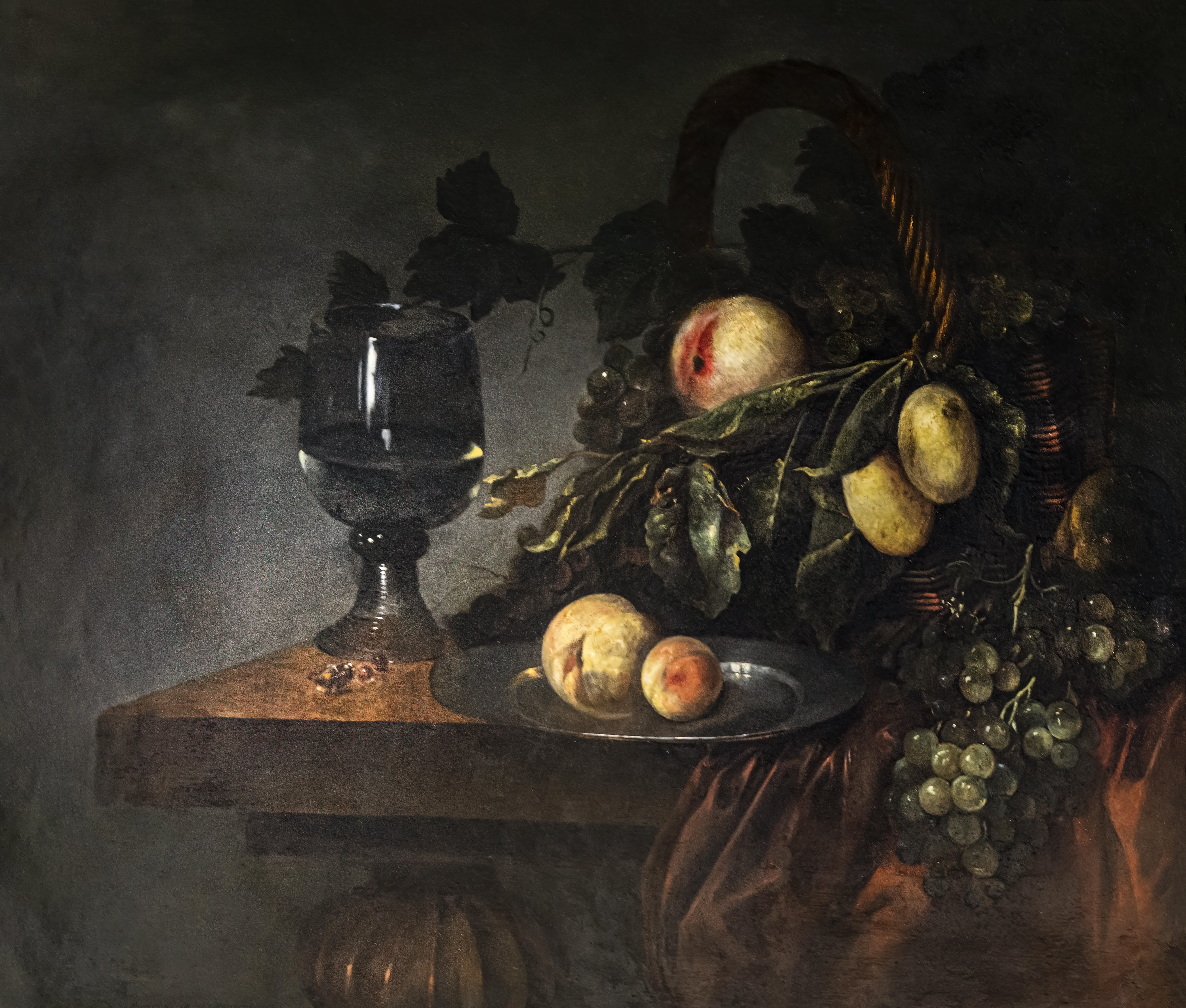
Nature morte aux pêches et aux raisins - Bartholomeus Assteyn
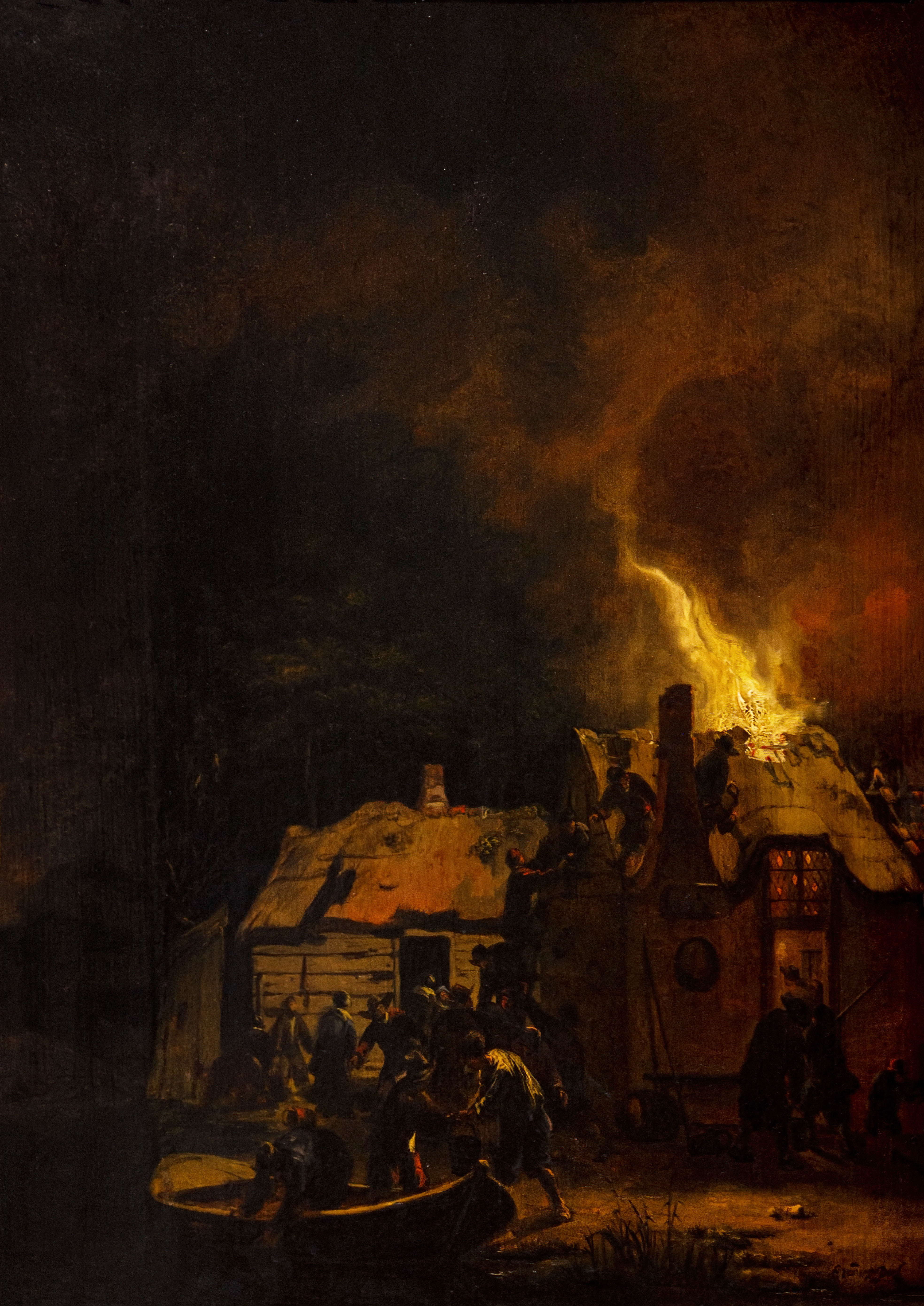
Un incendie - Egbert van der Poel
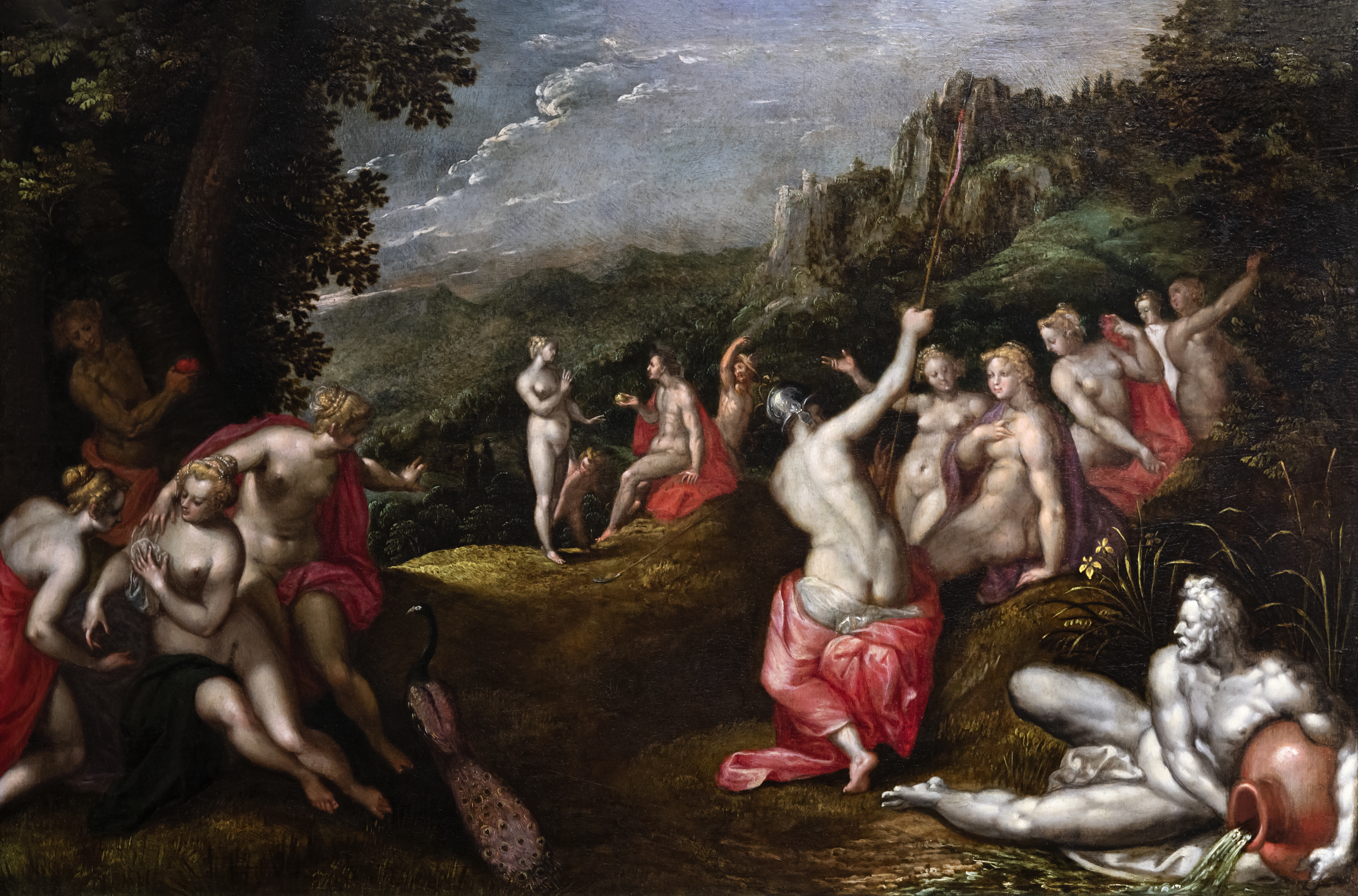
Le Jugement de Pâris - Hans Rottenhammer
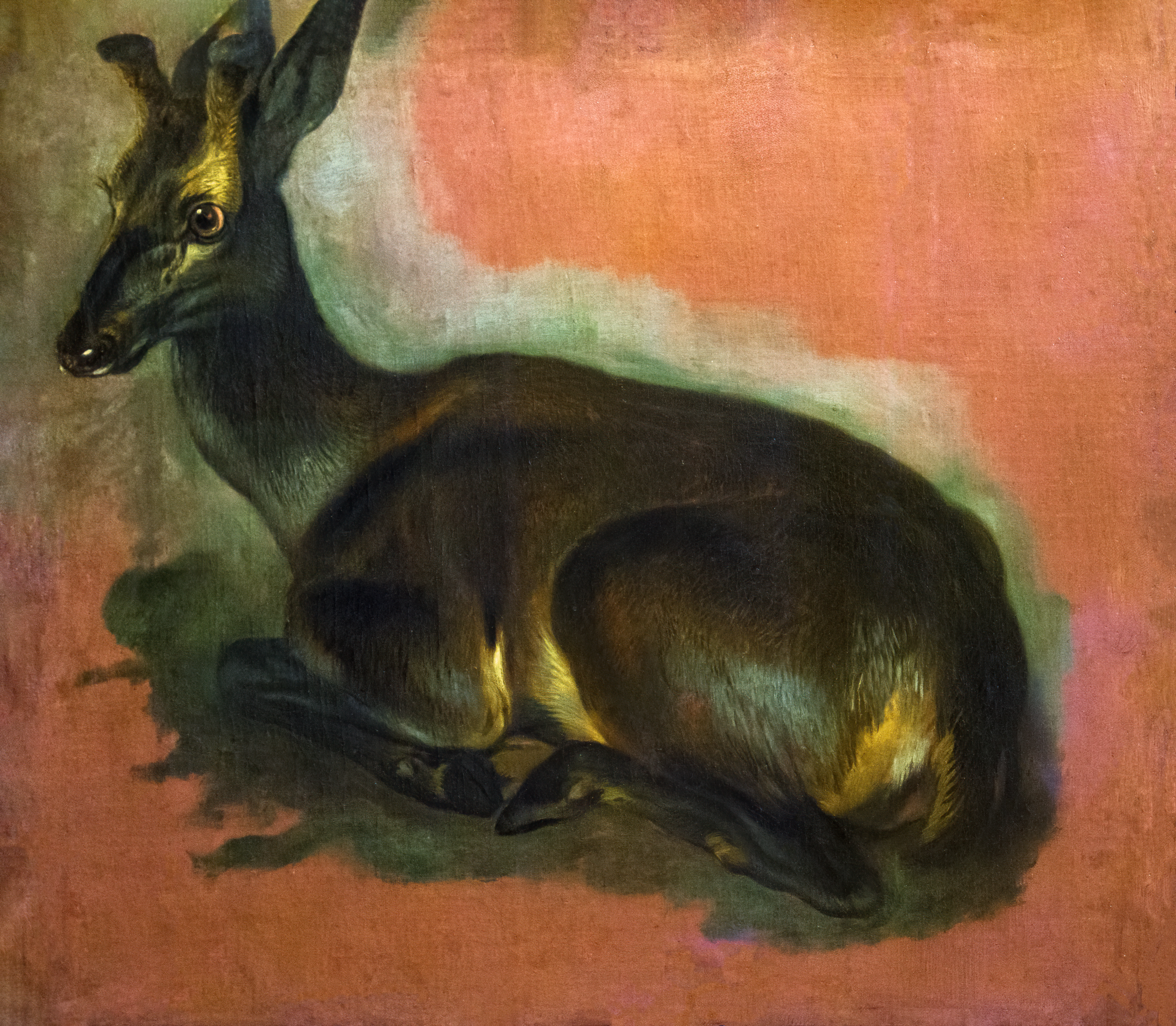
Jeune cerf couché - Pieter Boel
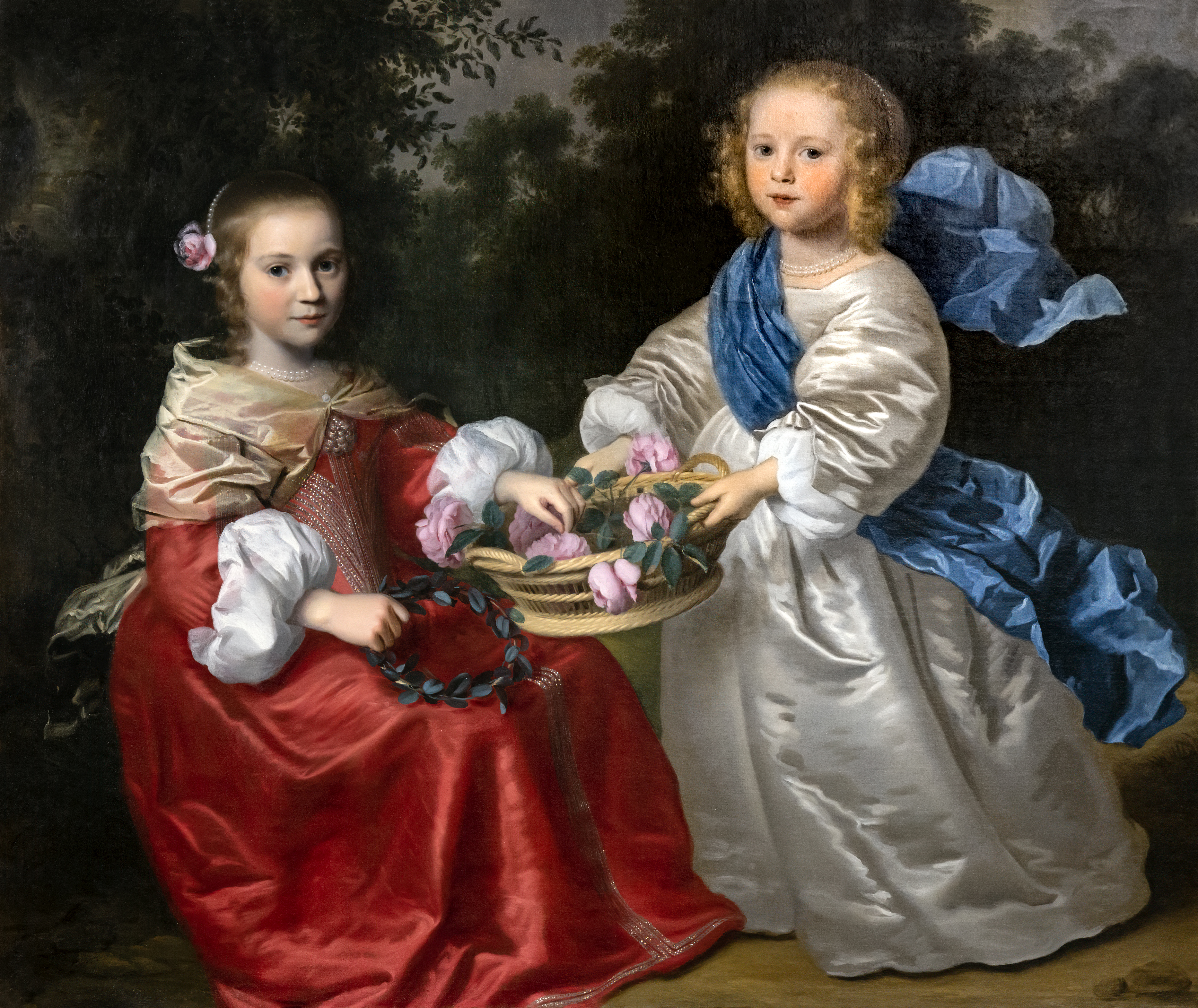
Portrait d'enfant - Isaac Luttichuys
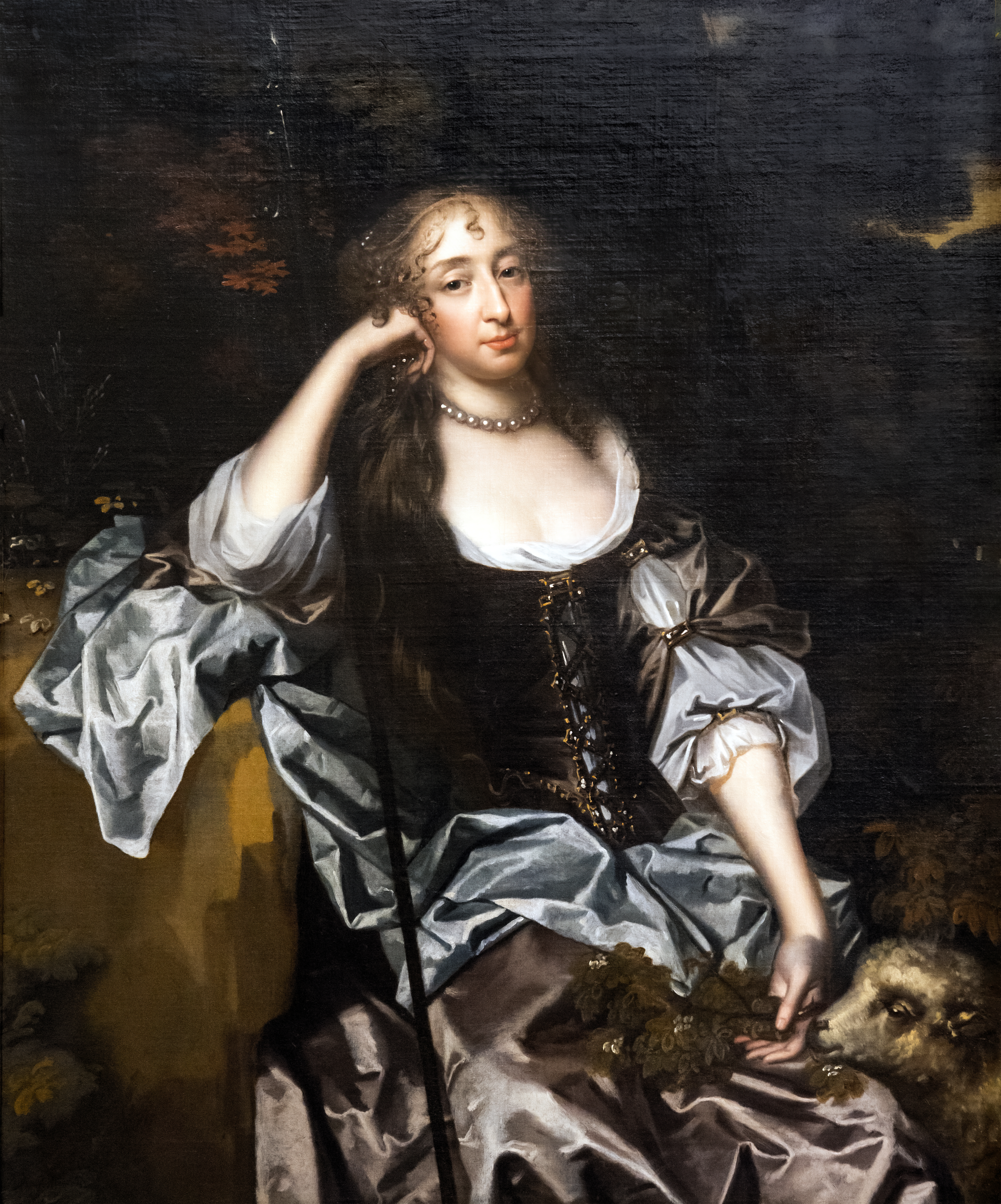
Portrait d'une dame en bergère - Jacob Huysmans
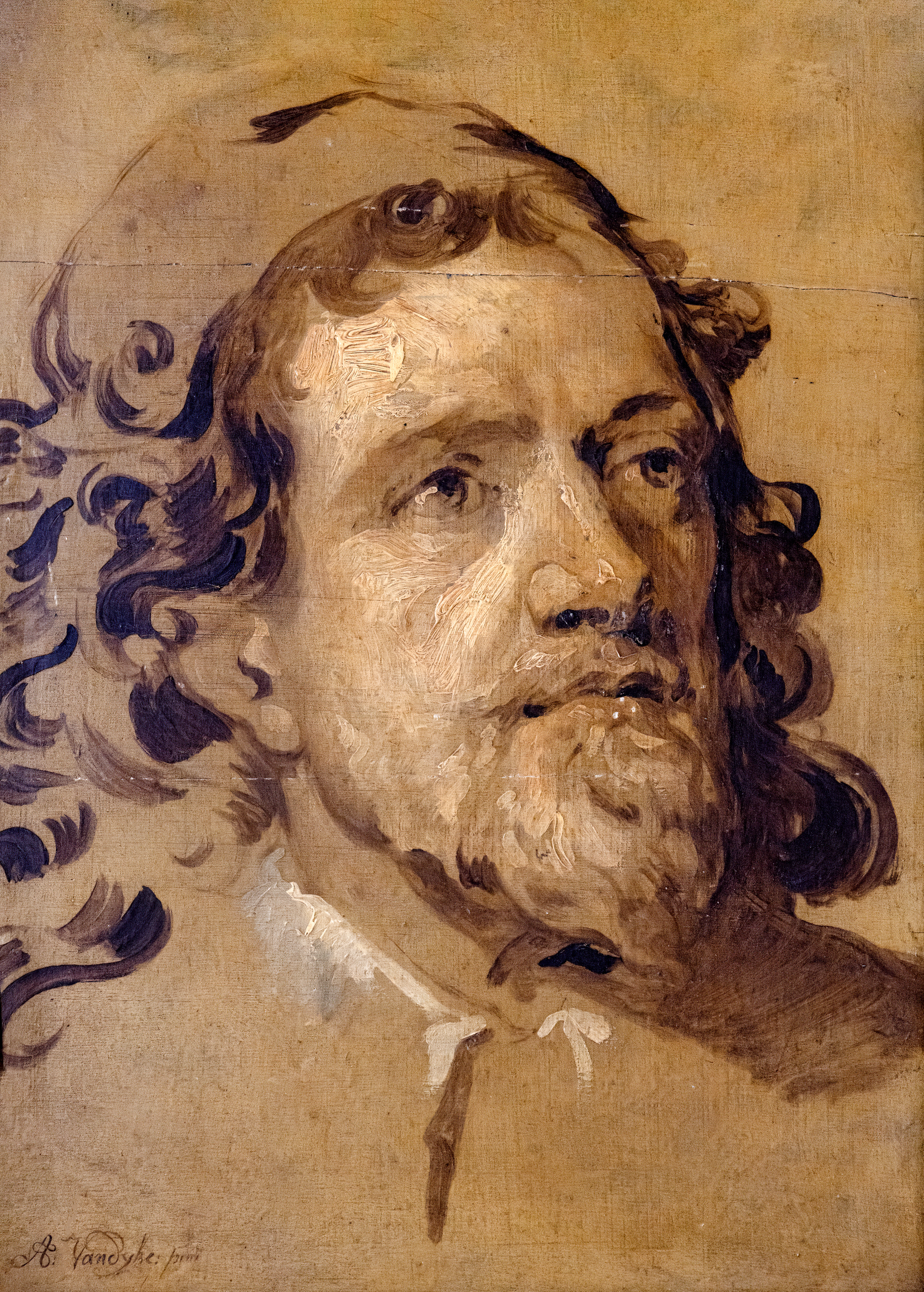
Portrait de l'architecte Inigo Jones - Antoine van Dyck
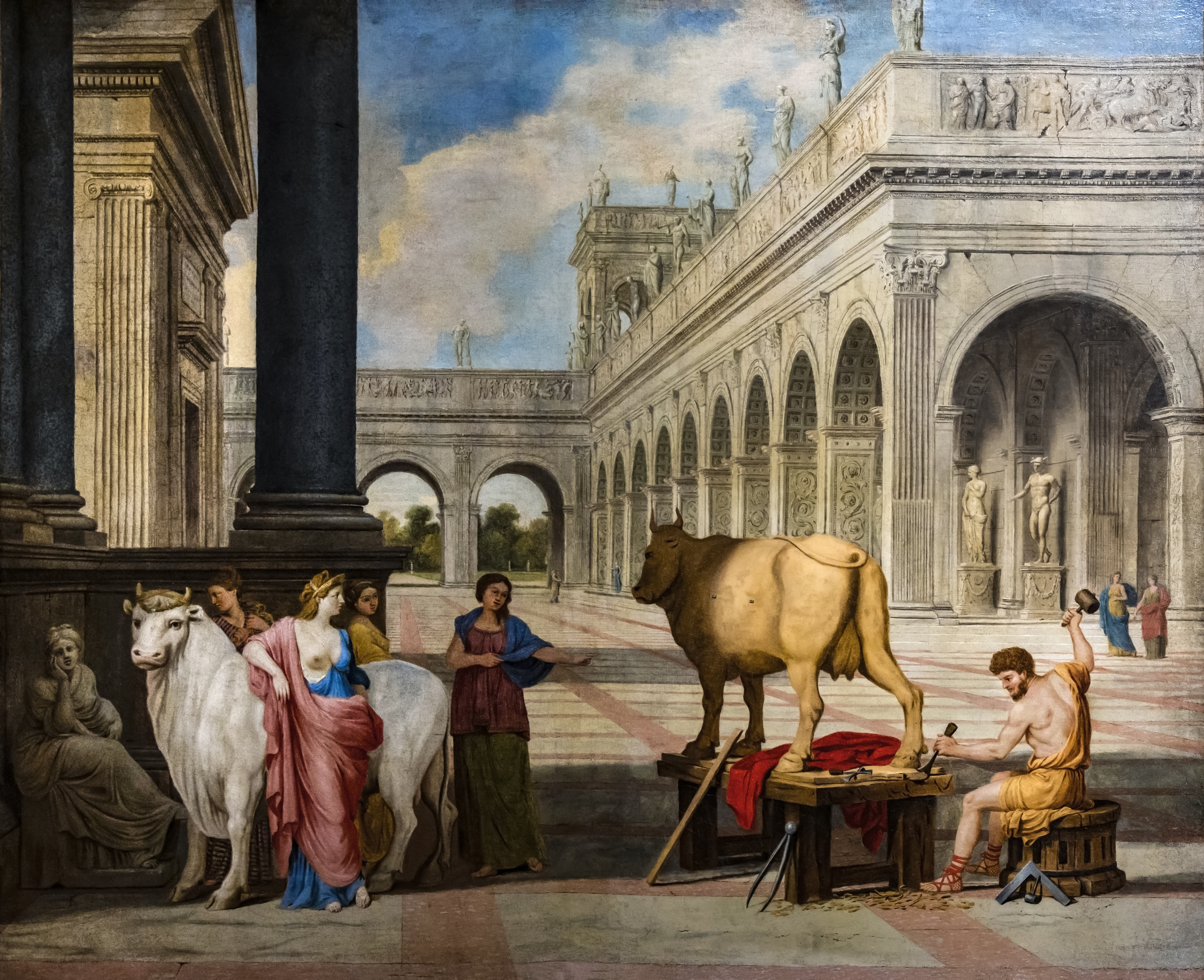
Dédale et Pasiphaé Jean Lemaire
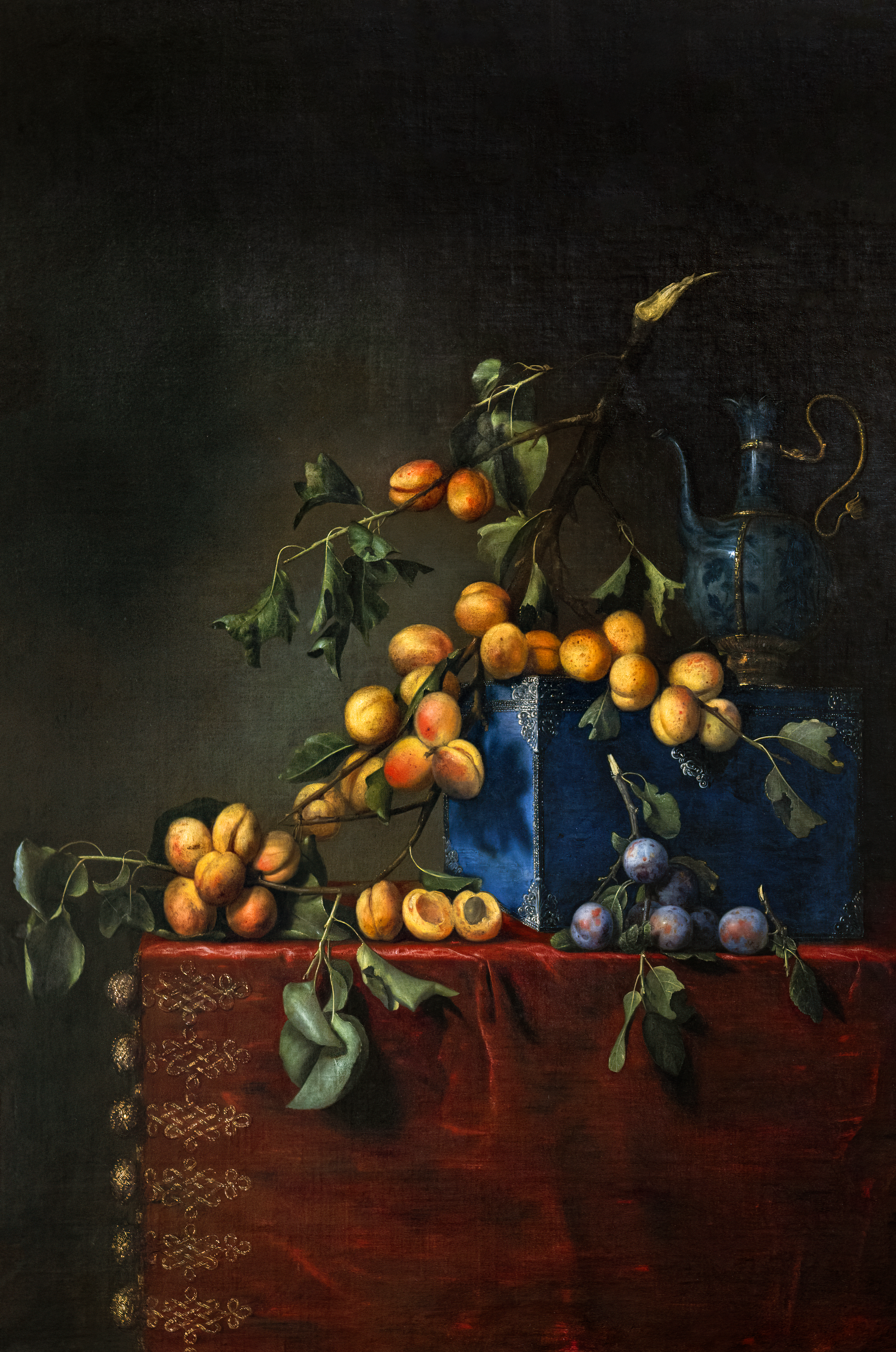
Nature morte aux branches d'abricots et de prunes - Pierre Dupuis
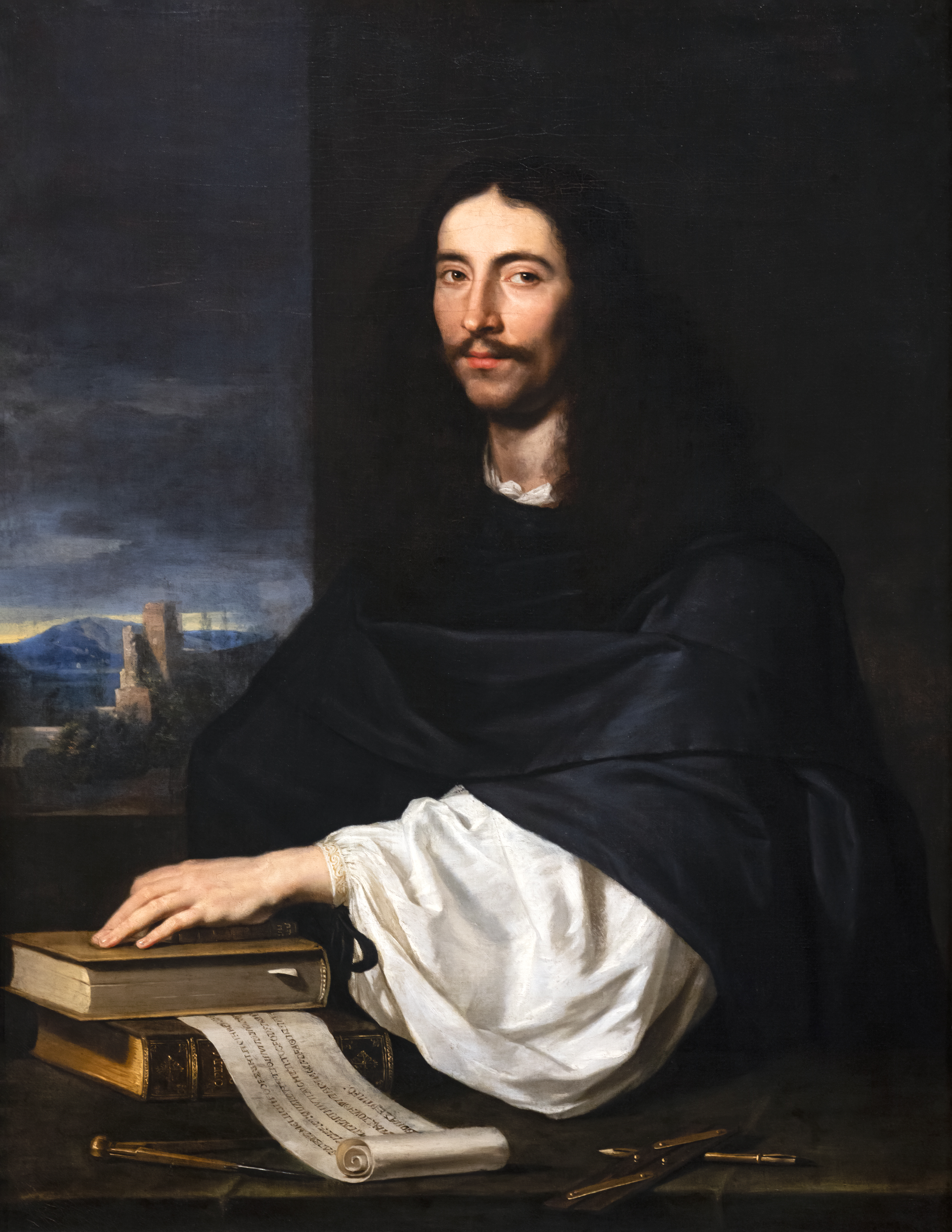
Portrait d'Étienne Delafons - Philippe de Champaigne
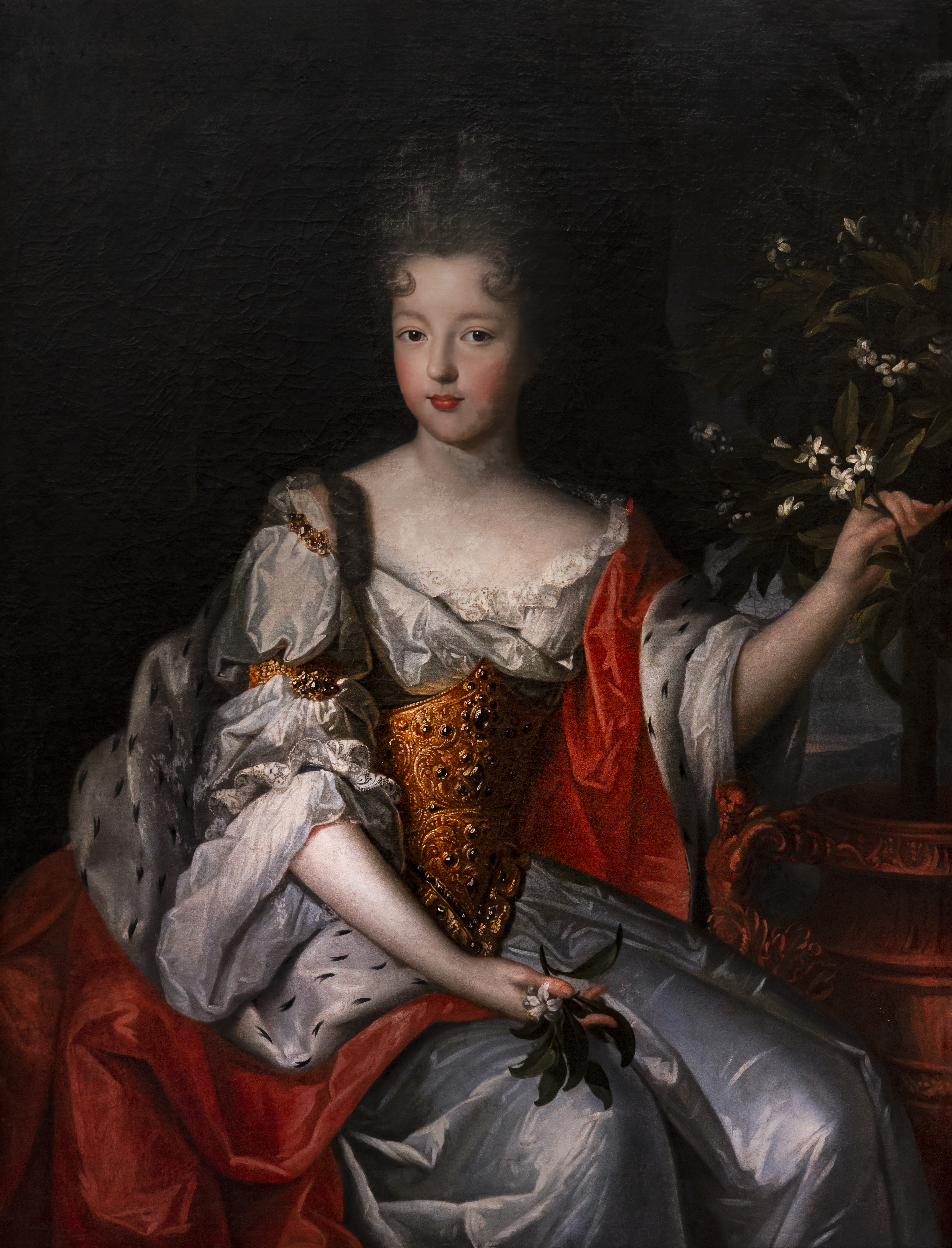
Françoise-Marie de Bourbon Pierre Gobert
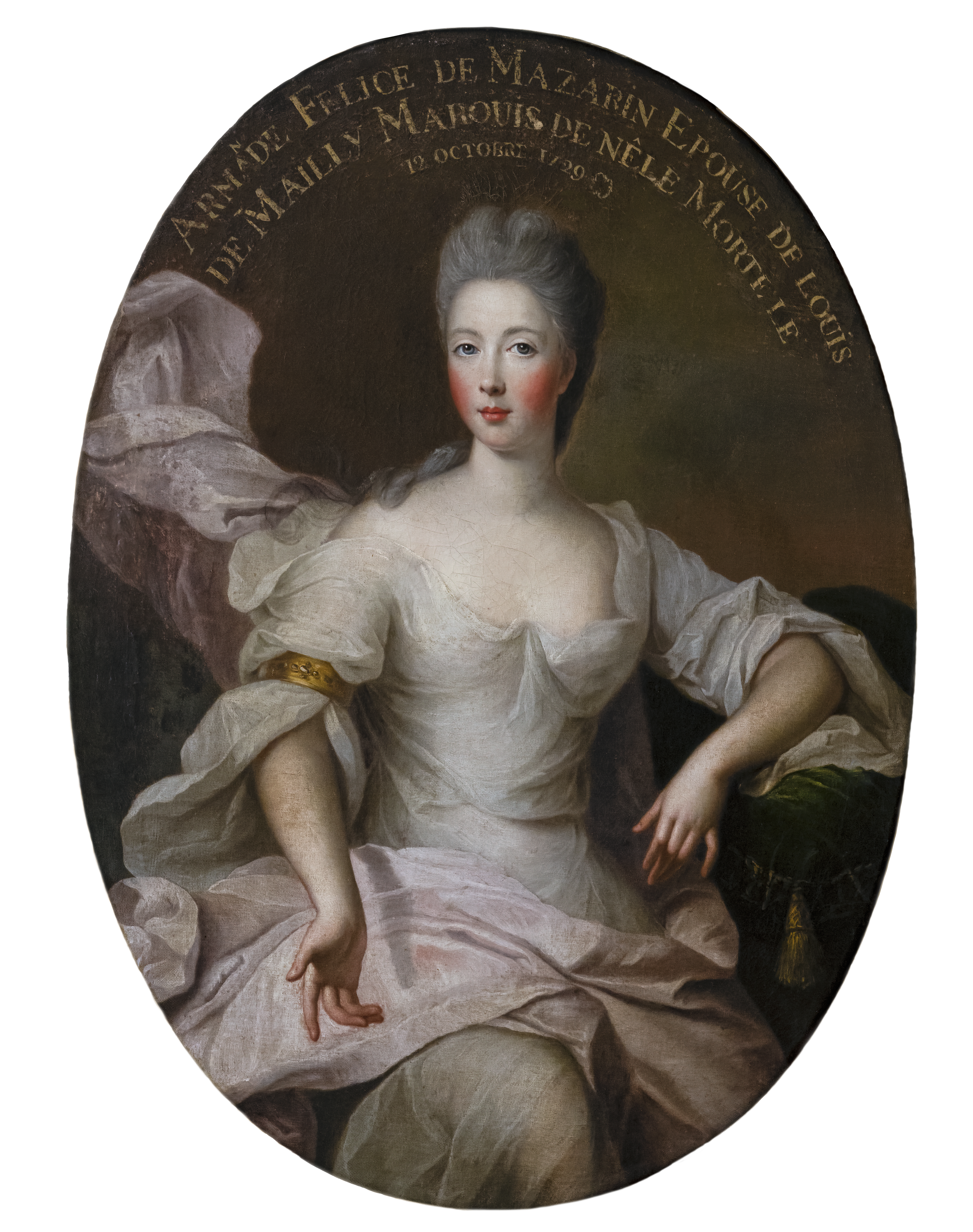
Armande-Félice de Mazarin, Marquise de Mailly Pierre Gobert
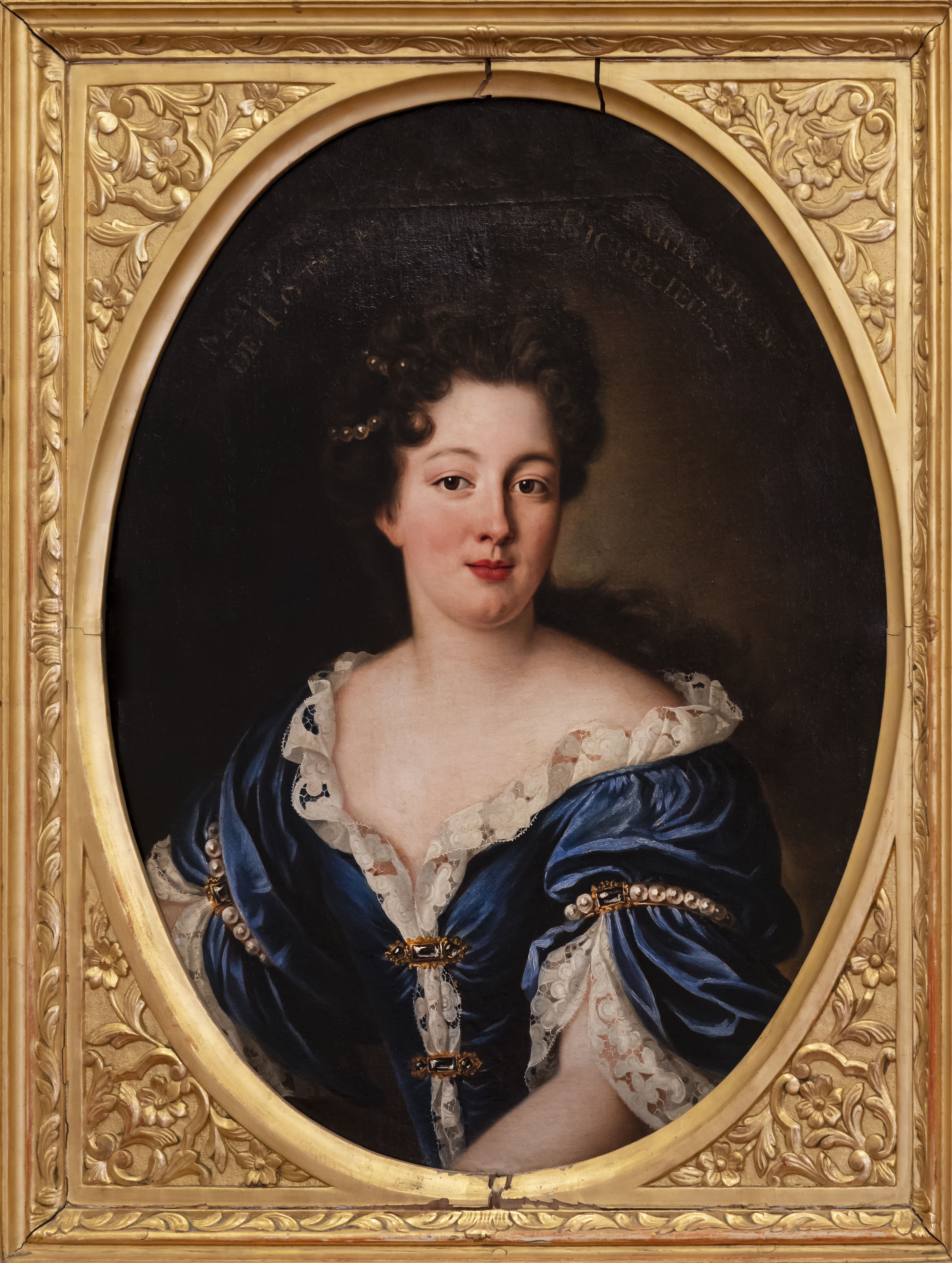
Portrait de Marie-Charlotte de la Porte de La Meilleraye-Mazarin, marquise de Richelieu
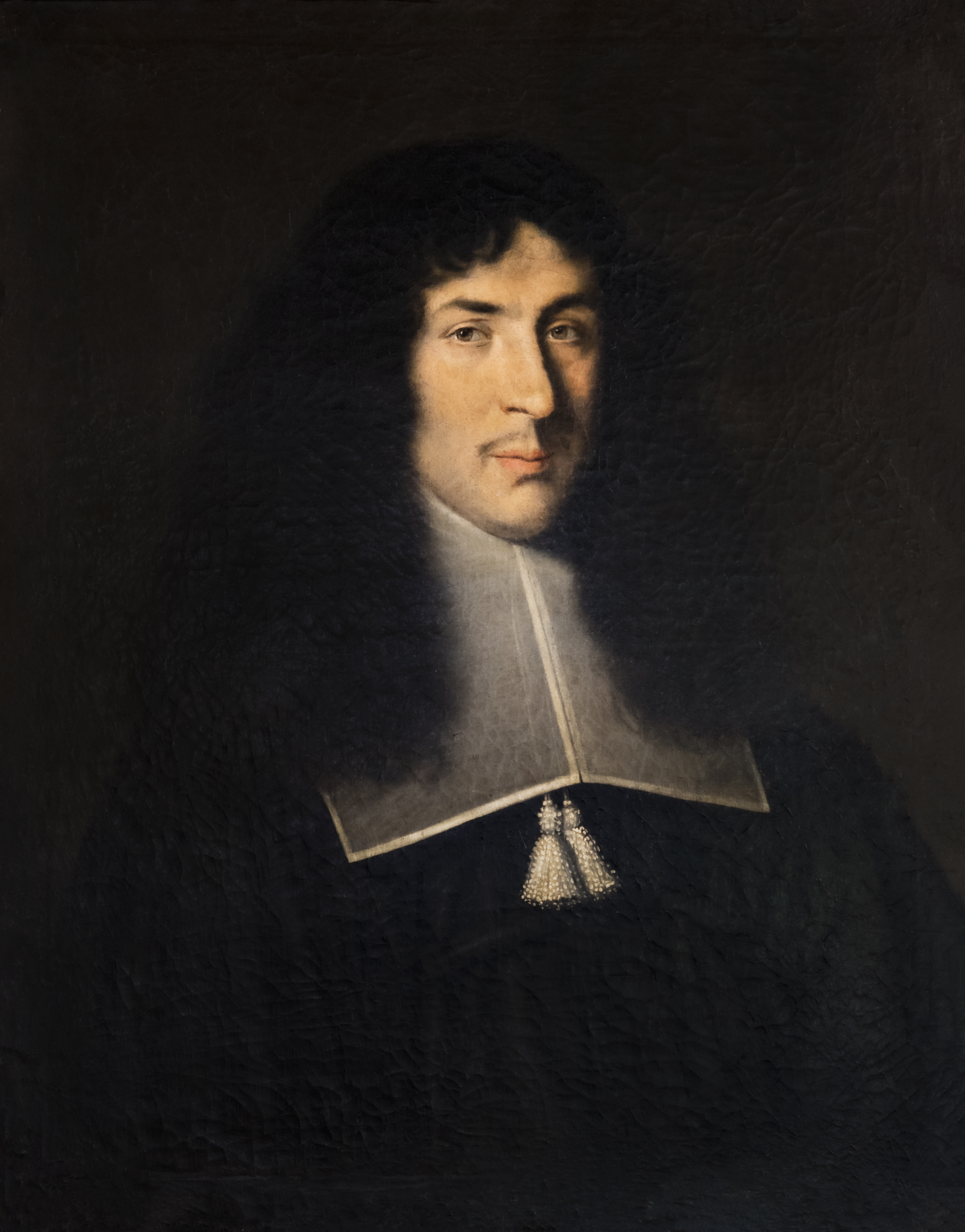
Portrait de Bertrand de Jayan - 1665
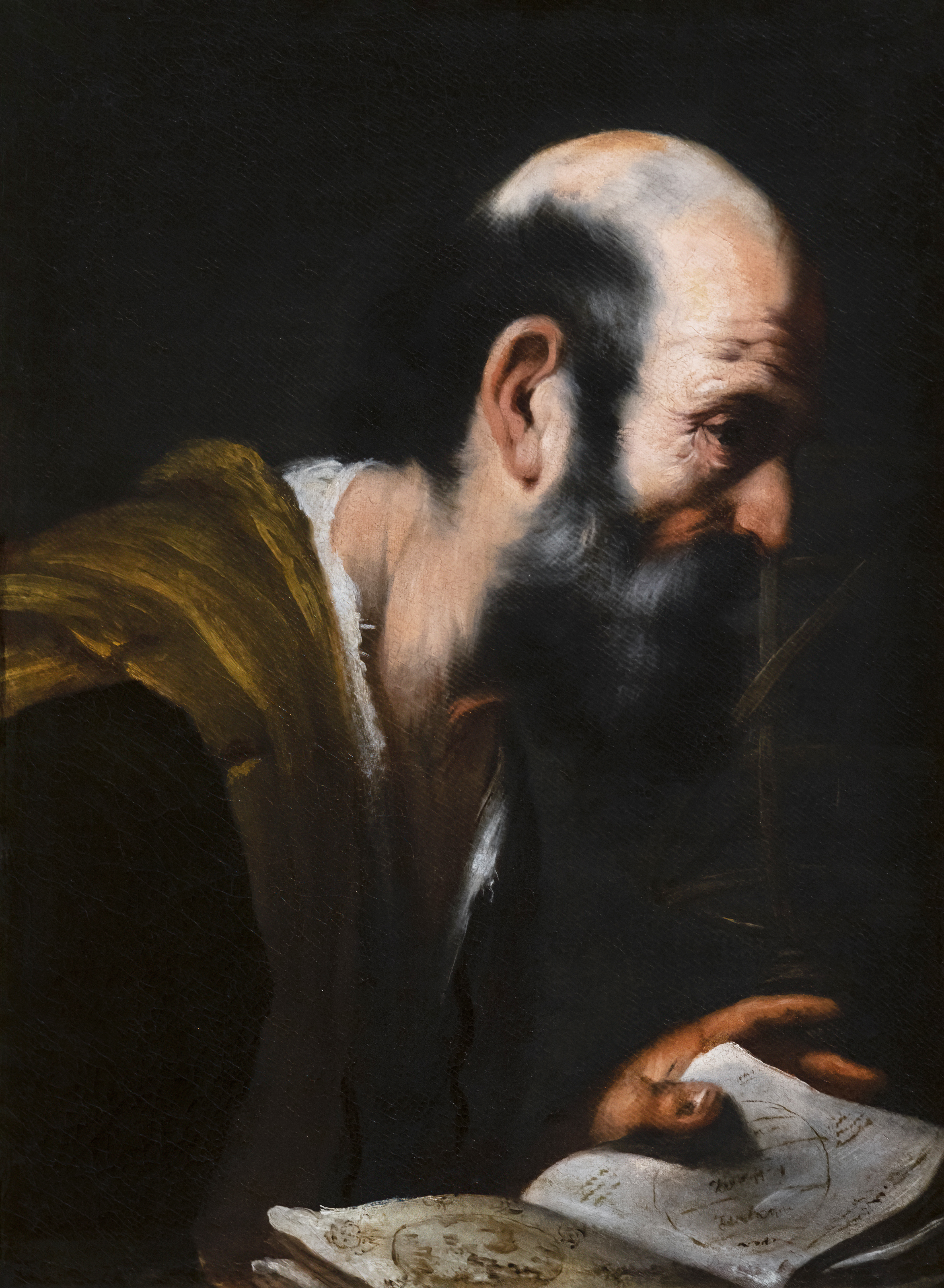
Le Géographe - Bernardo Strozzi
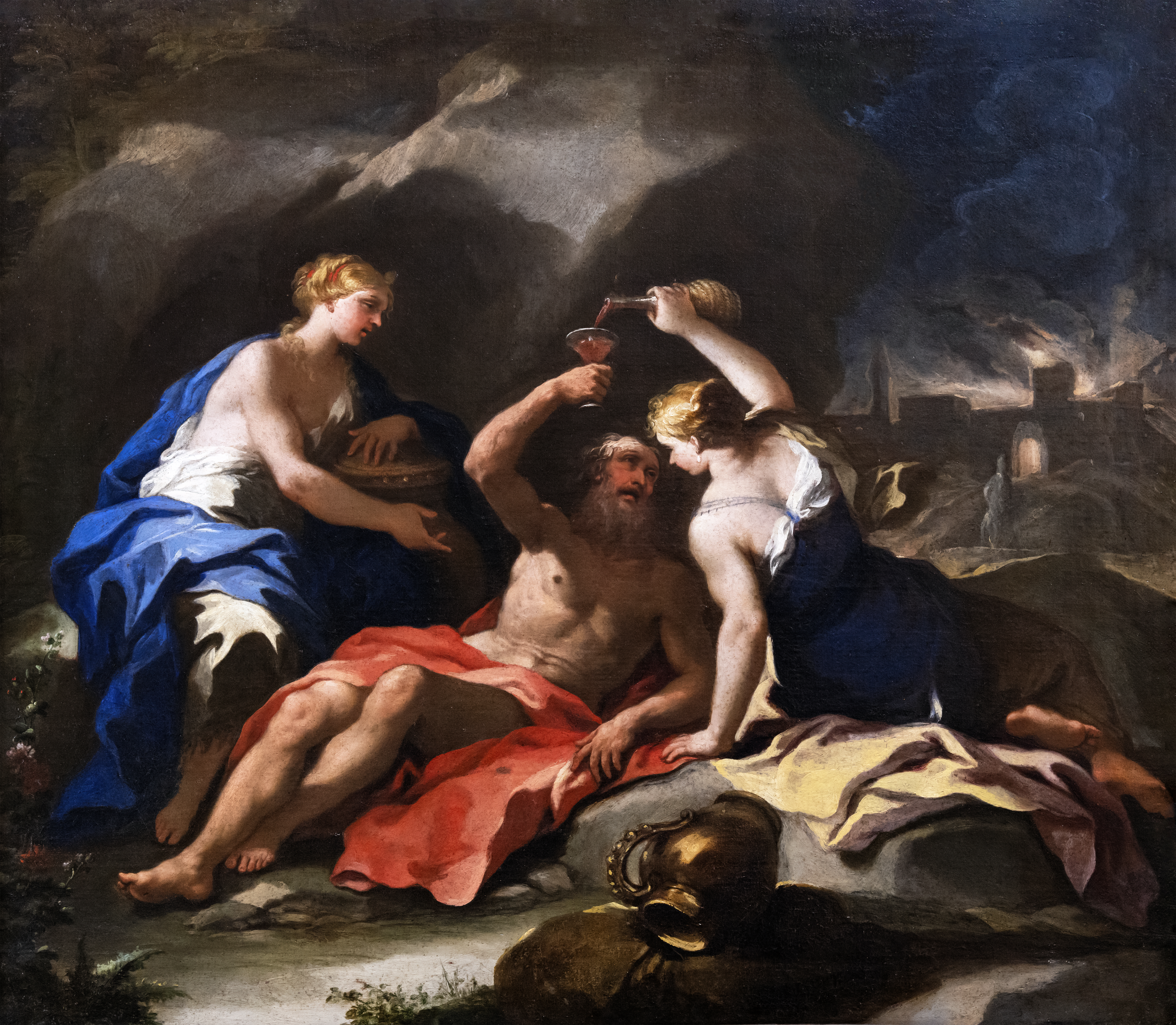
Loth et ses filles - Giovanni Battista Lama
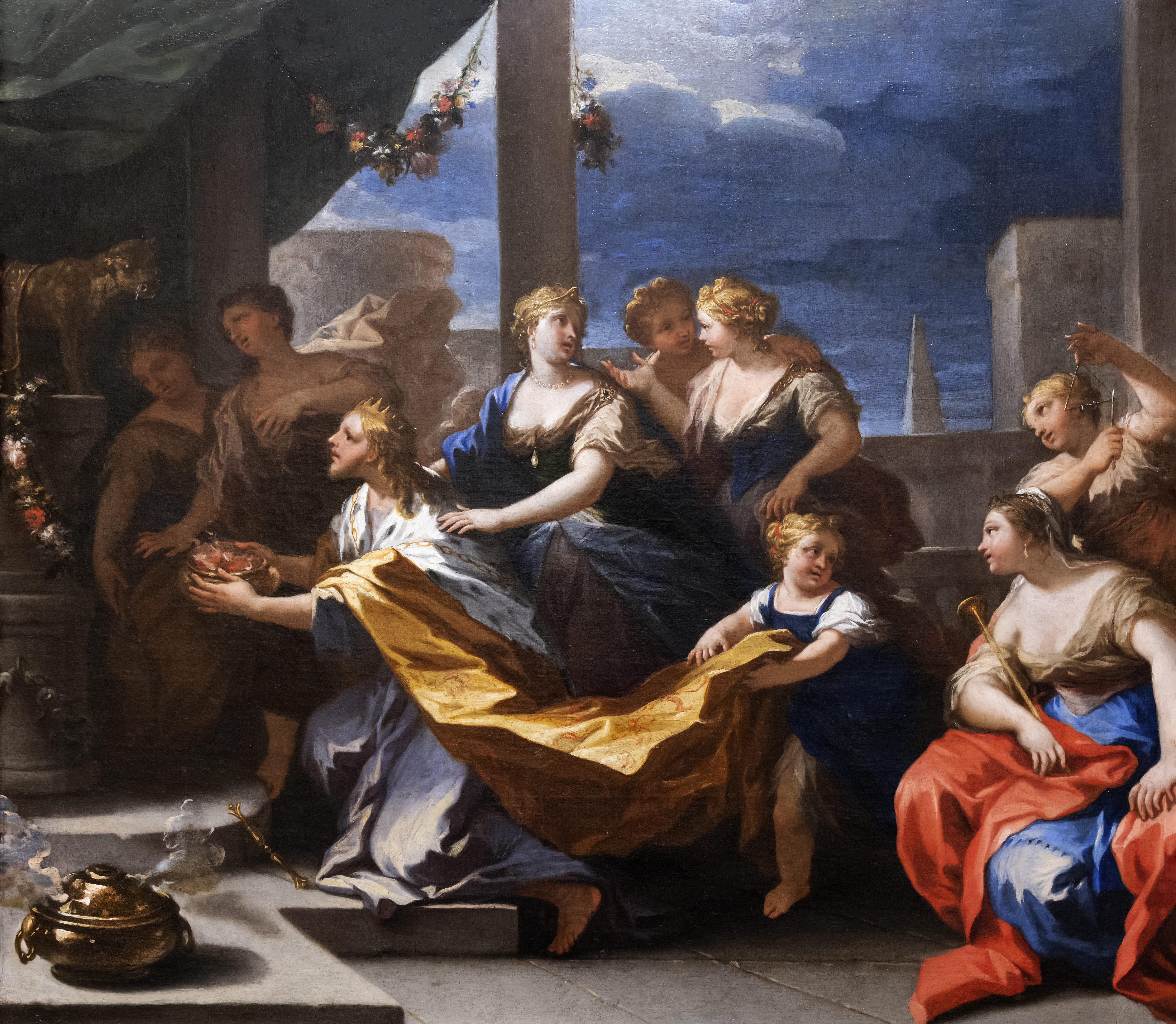
Salomon sacrifiant aux idoles - Giovanni Battista Lama
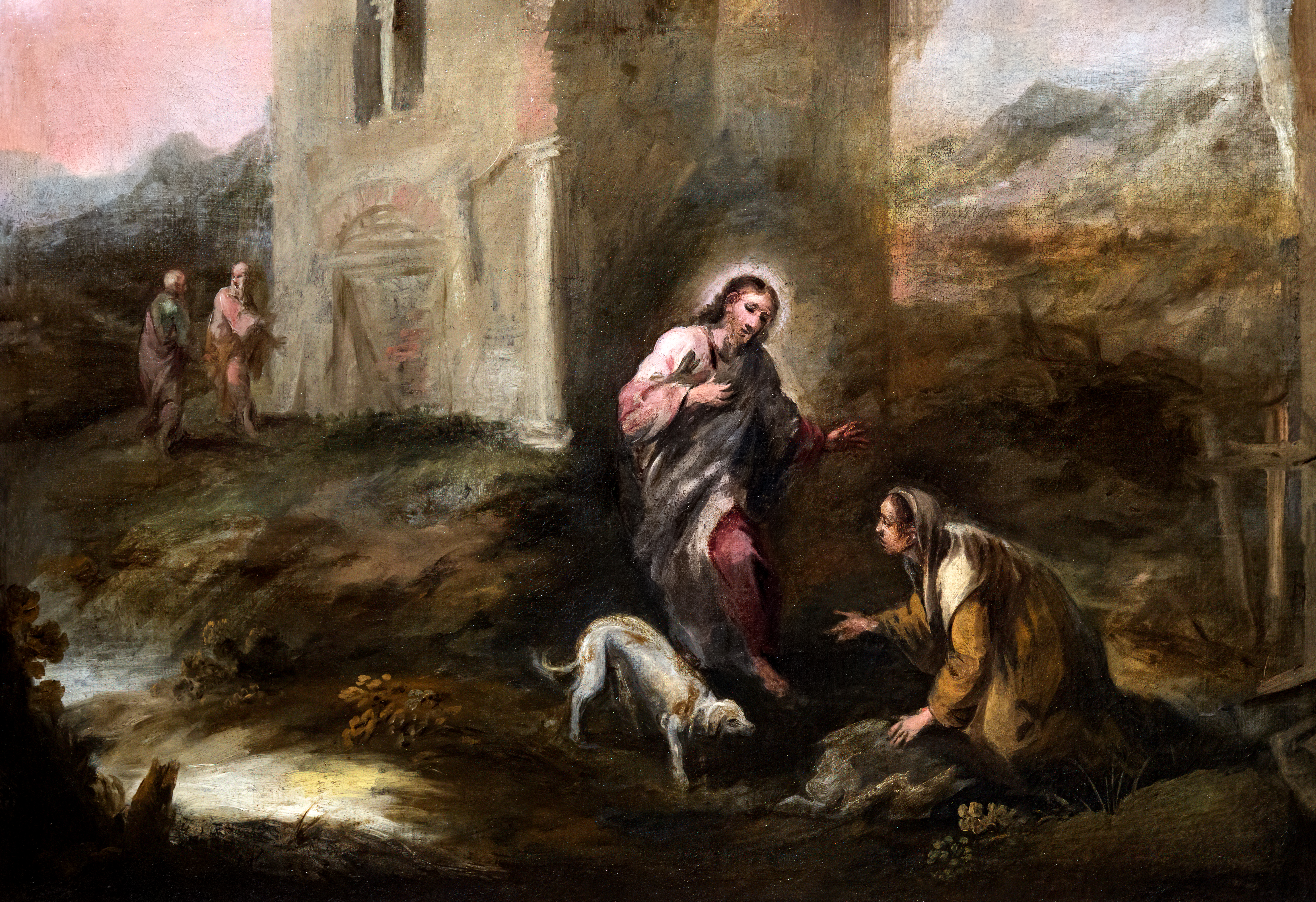
Le Christ et la Cananéenne - Francisco Antolinez y Sarabia
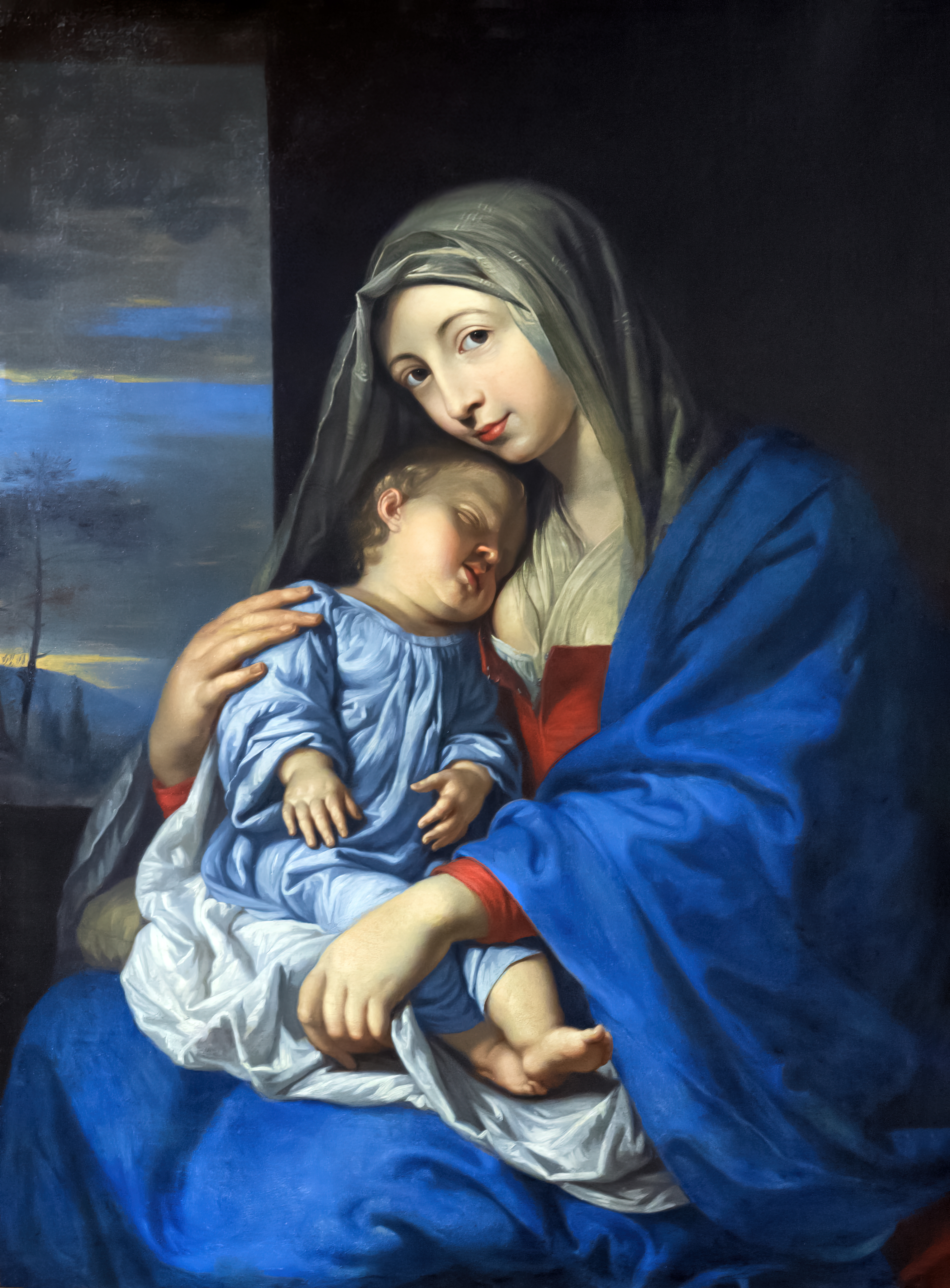
Vierge à l'Enfant endormi - Charles-Alphonse Dufresnoy ou Philippe de Champaigne

### LeXVIIIesiècle
La collection de peintures des ducs d’Aiguillon compte des tableaux de Charles de la Fosse (Le triomphe de Galatée), Jean-Baptiste Despax (Élie courant devant le char du roi Achab), Pierre Subleyras (L'offrande des pains), Jean-Baptiste Oudry (Trois natures mortes), François-Hubert Drouais (Madame du Barry; Madame Sophie, fille de Louis XV; Joséphine de Savoie, comtesse de Provence; Madame Victoire, fille de Louis XV), François de Troy, Jean-François de Troy (Le Jeune Comte de Toulouse, Le Jugement de Pâris, Portrait de Louise de Crussol, Portrait de Louis-Alexandre de Bourbon); Jean-Baptiste van Loo (Portrait de Louis XV jeune, Portrait de Marie Lesczynska jeune); Henri-Joseph Van Blarenberghe (Vue du château du duc d'Aiguillon à Veretz) ; ainsi que des œuvres de Volaire (Vue des bords de la Méditerranée, L'Ermite), Jean-Baptiste Le Prince (Paysage de campagne avec enfants jouant dans une mare aux canards); Jean-Marc Nattier (deux portait d'étude et surtout le Portrait de Marie-Josèphe de Saxe) ; Hubert Robert (Personnages autour d’un puits), Francesco Fontebasso (Le Jeune Page).
- Peinture du XVIIIe siècle

Peinture du XVIII
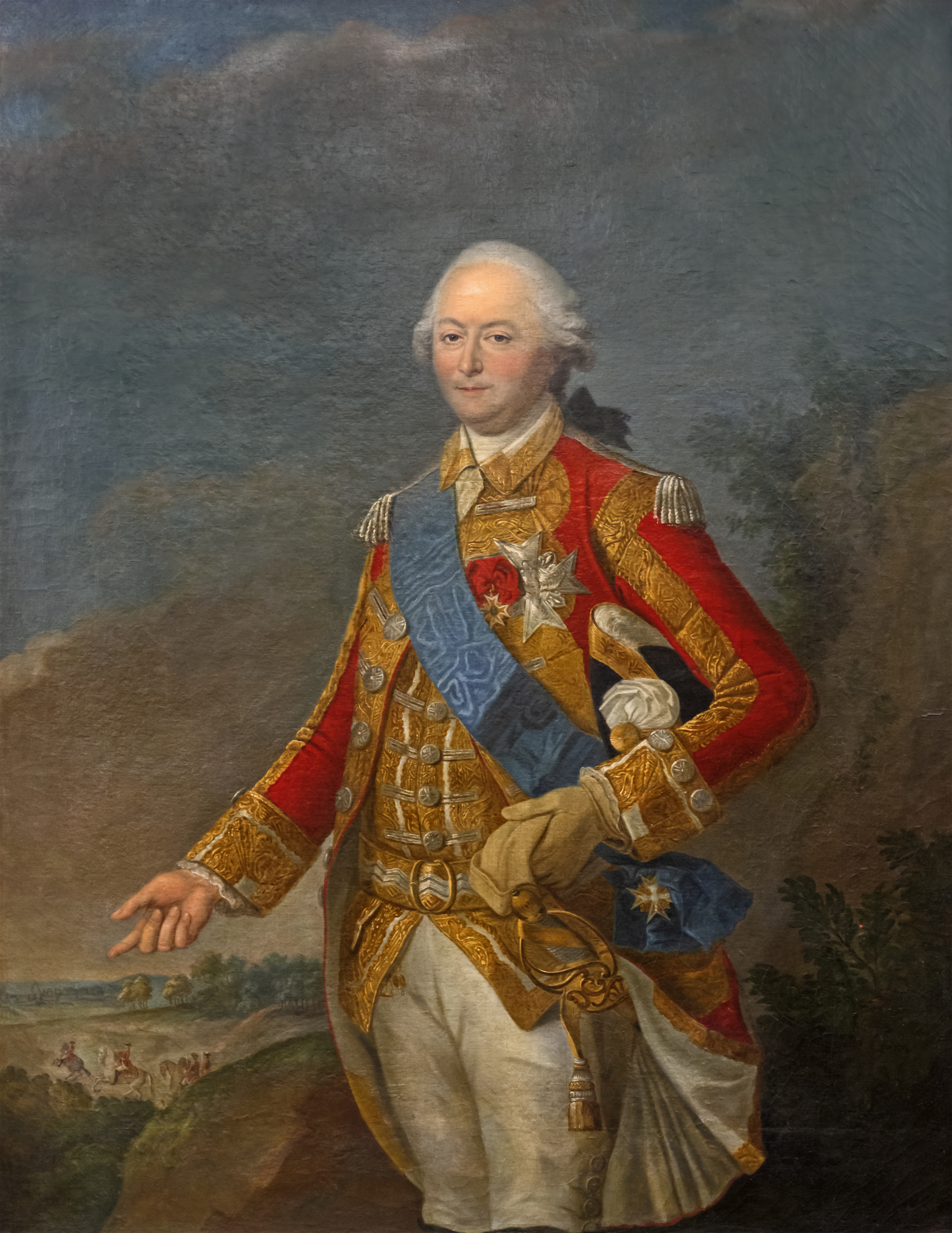
Emmanuel-Amand de Vignerot du Plessis-Richelieu, duc d'Aiguillon
Le triomphe de Galatée - Charles de La Fosse
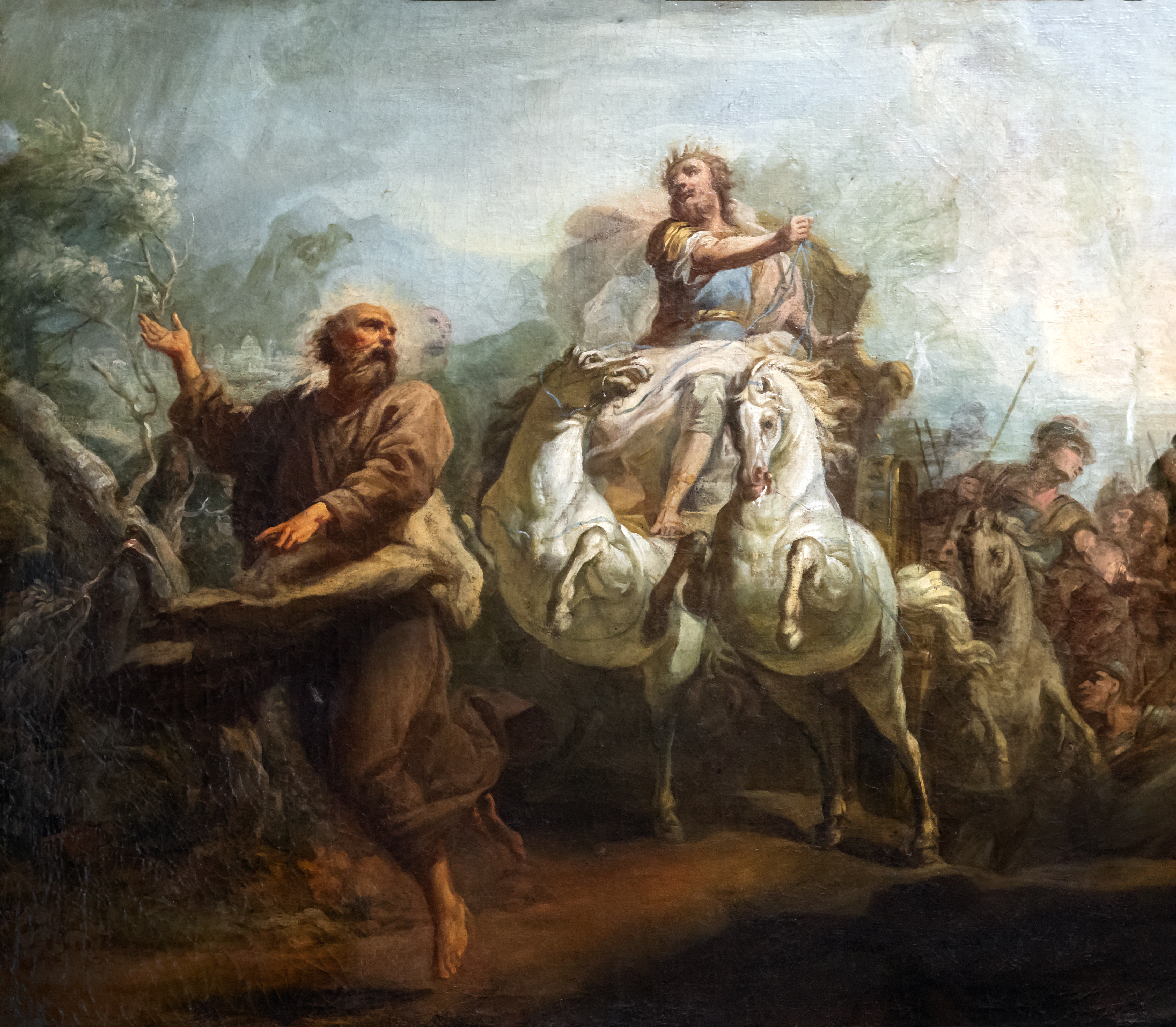
Élie courant devant le char du roi Achab - Jean-Baptiste Despax
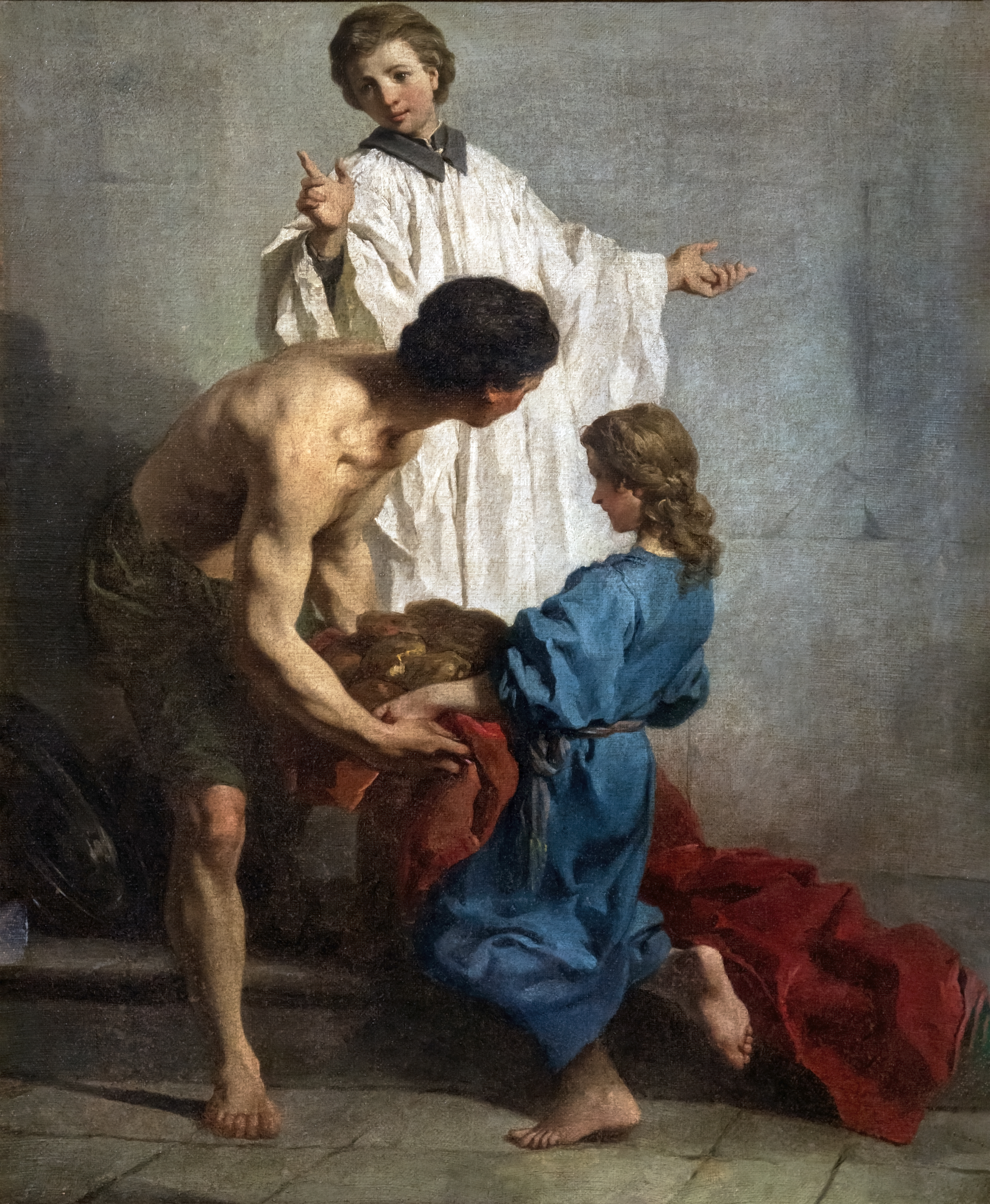
L'offrande des pains - Pierre Subleyras
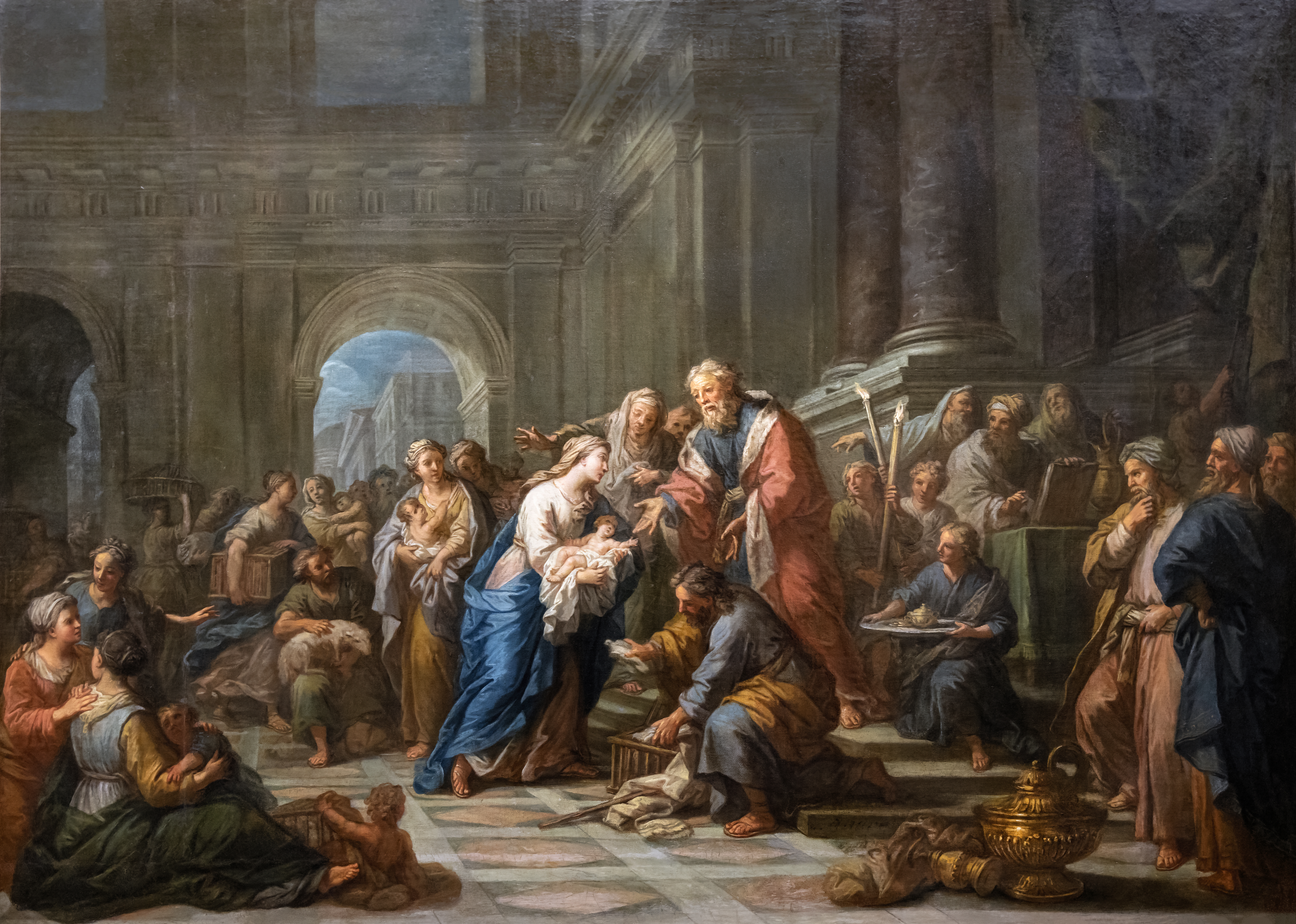
Présentation de Jésus au Temple - Jean André
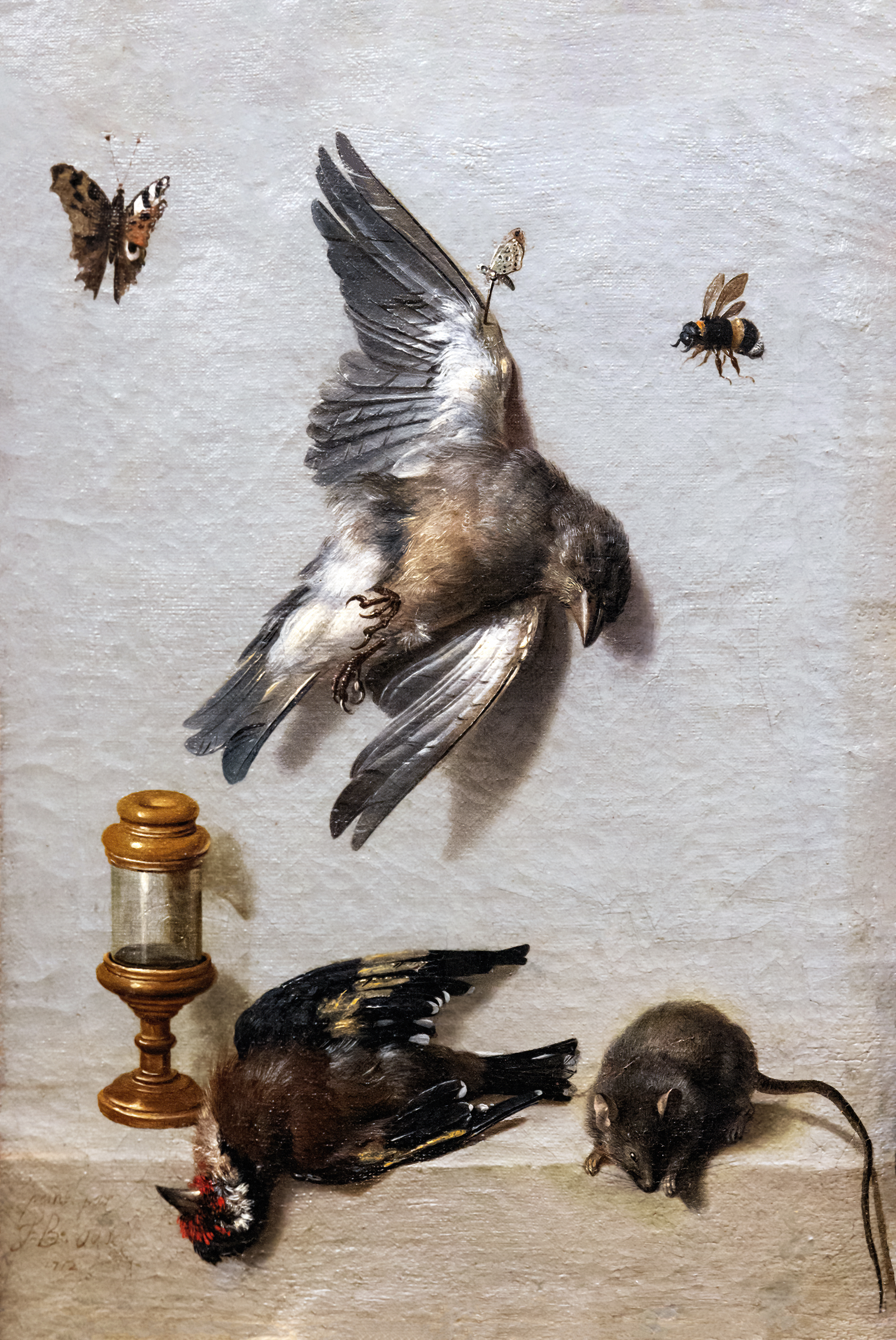
Nature morte avec deux oiseaux morts, une souris et trois insectes Jean-Baptiste Oudry
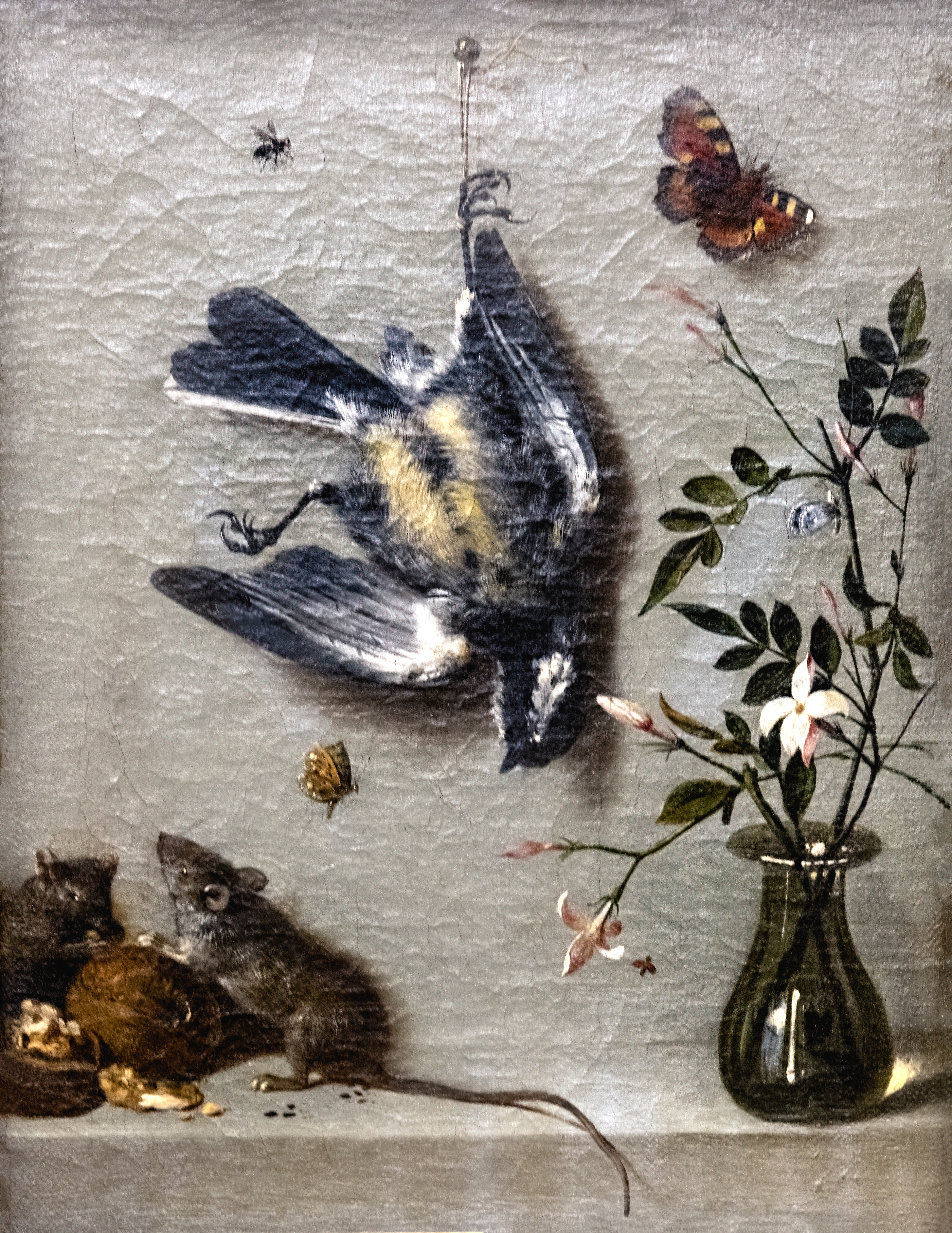
Nature morte la mésange et au vase de jasmins Jean-Baptiste Oudry
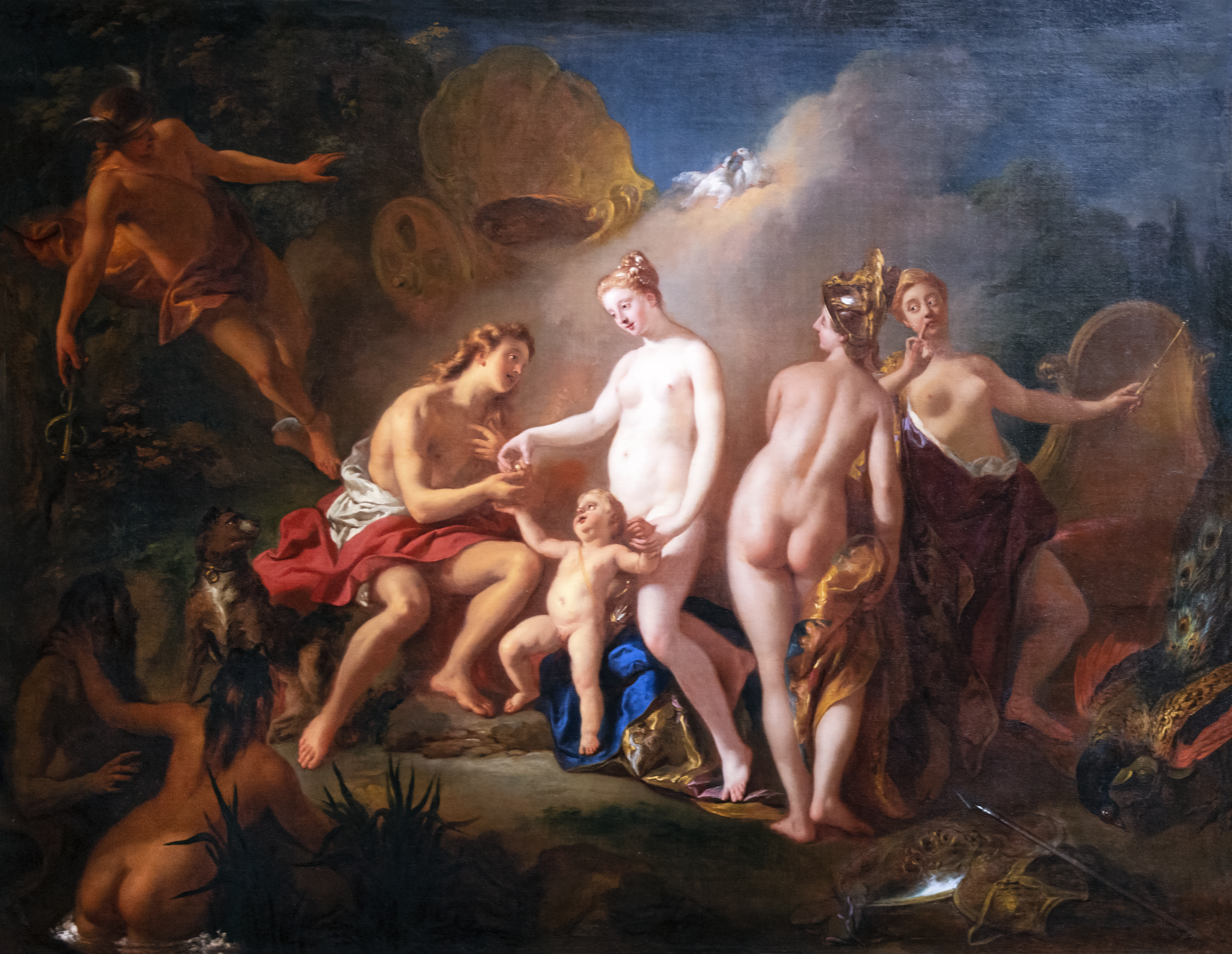
Le jugement de Pâris - Jean-François de Troy
Portrait de Louis-Alexandre de Bourbon - Jean-François de Troy
Portrait de Louise de Crussol Jean-François de Troy
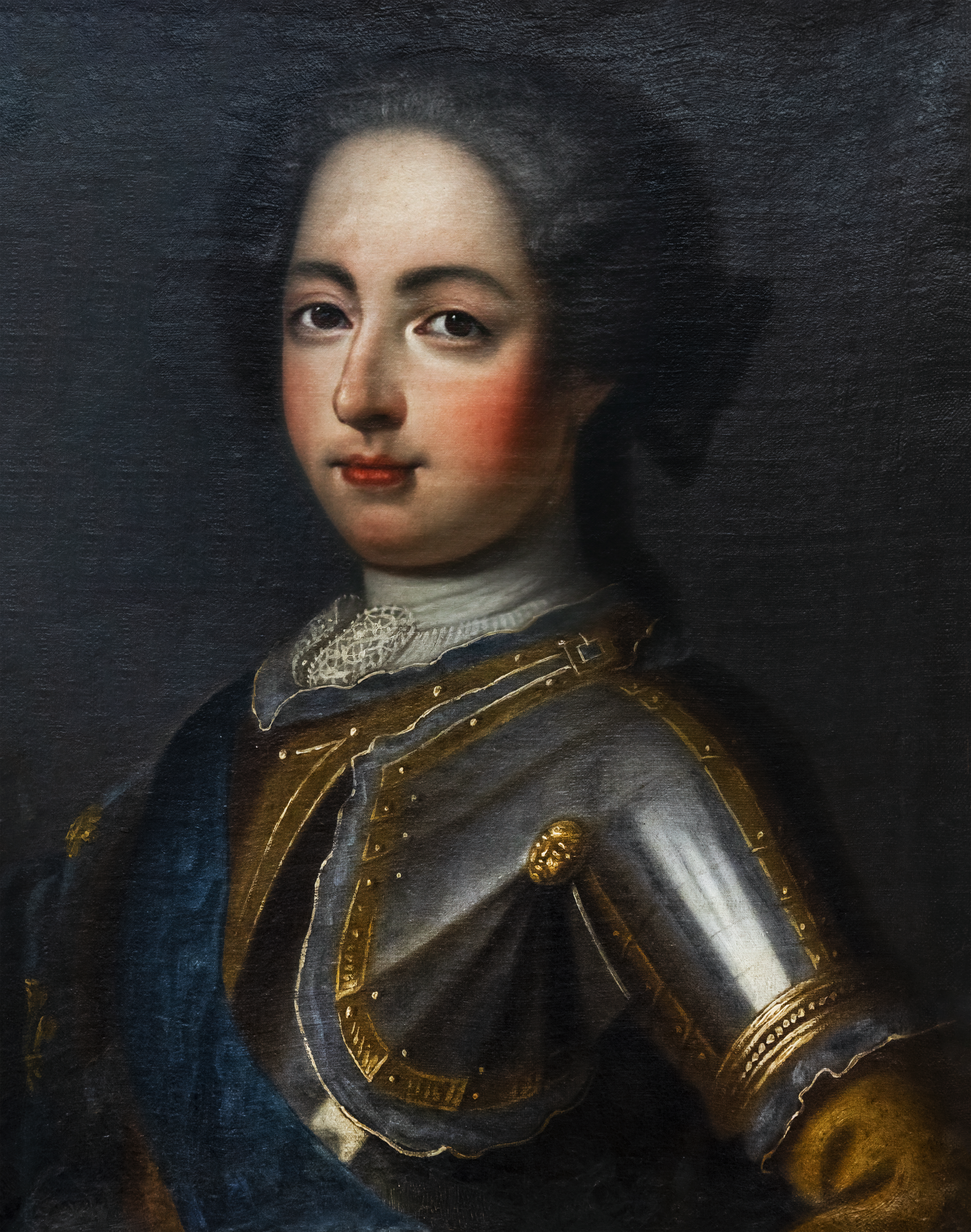
Portrait de Louis XV jeune Jean-Baptiste van Loo
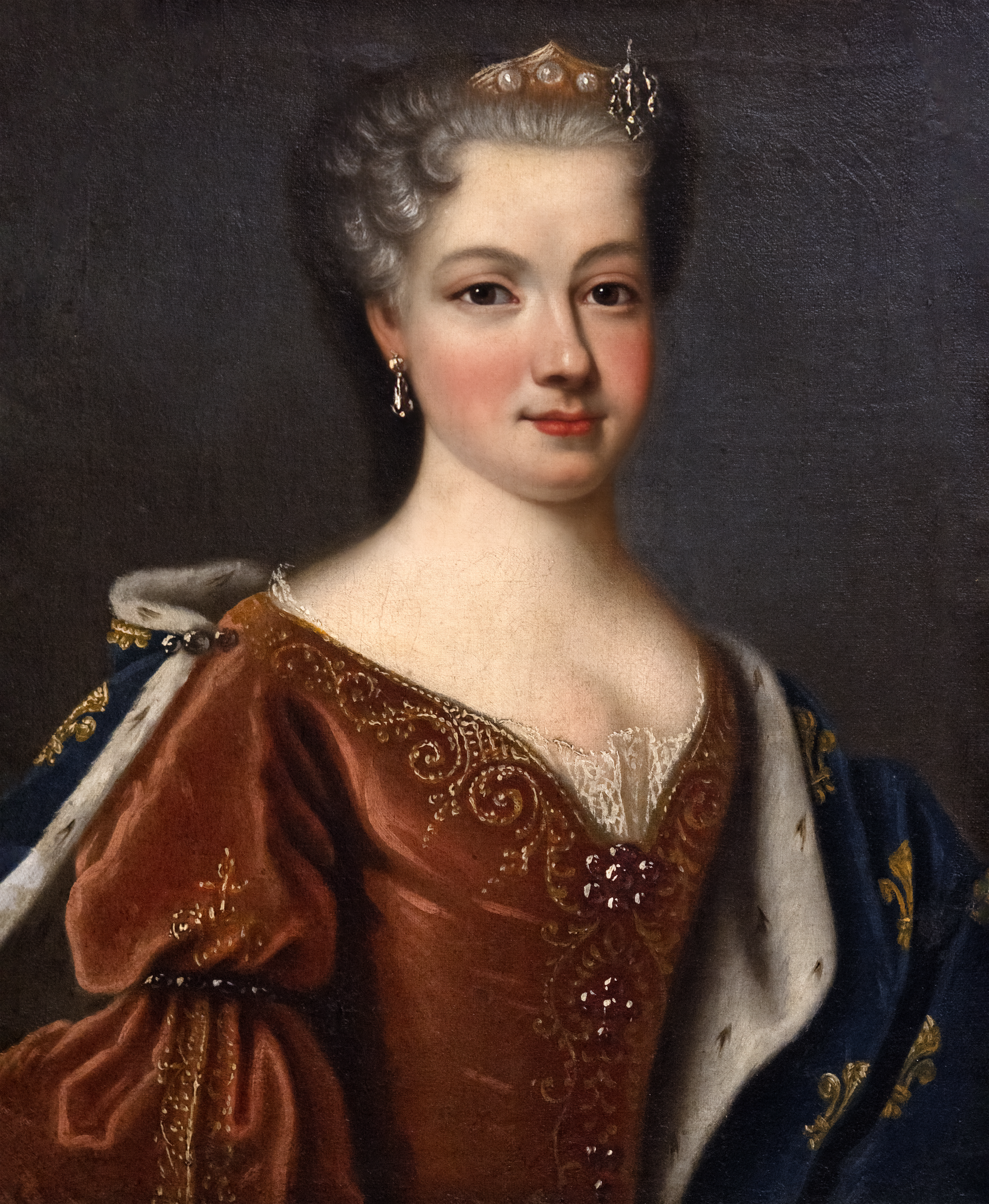
Portrait de Marie Lesczynska jeune Jean-Baptiste van Loo
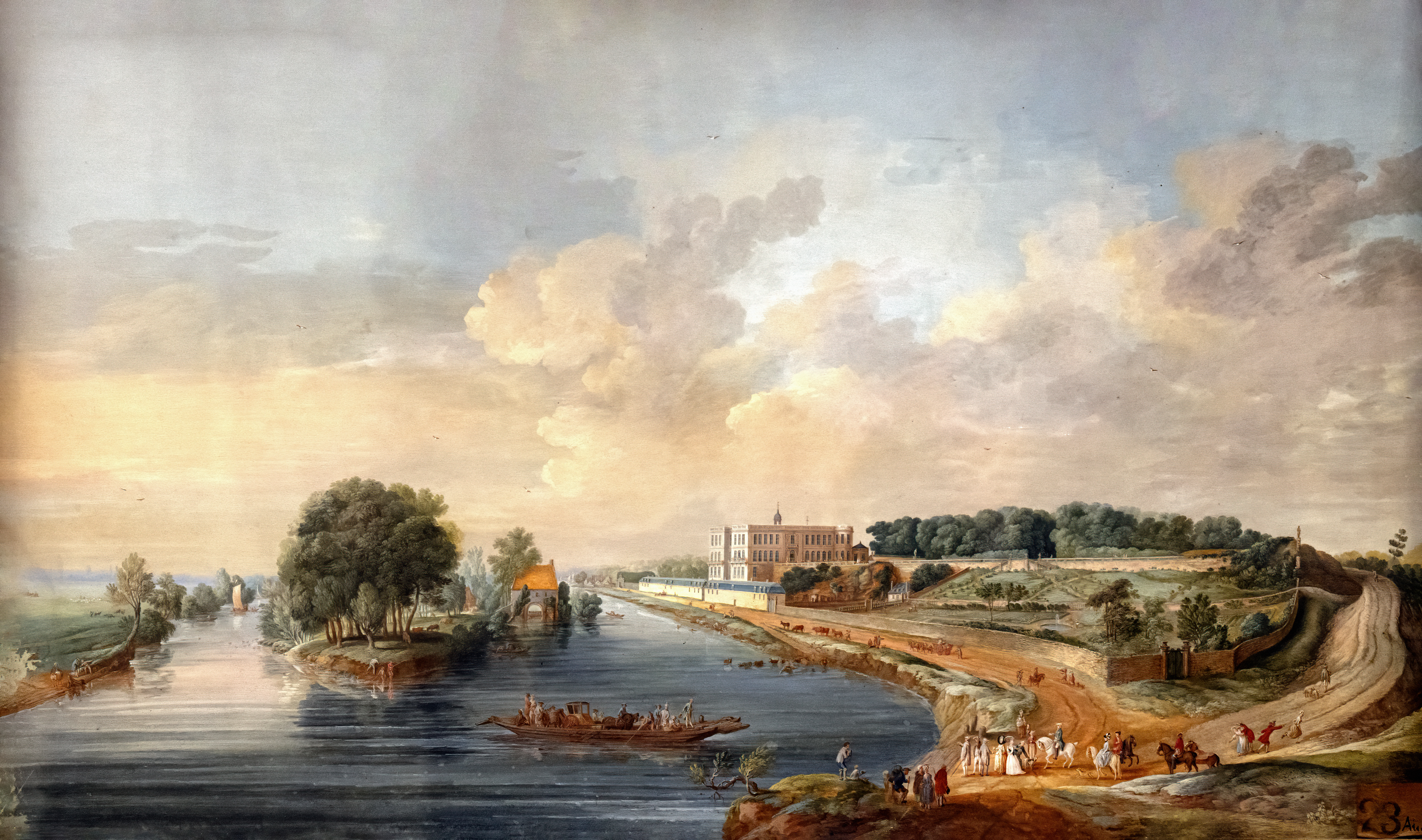
Vue du château du duc d'Aiguillon à Veretz Henri-Joseph Van Blarenberghe
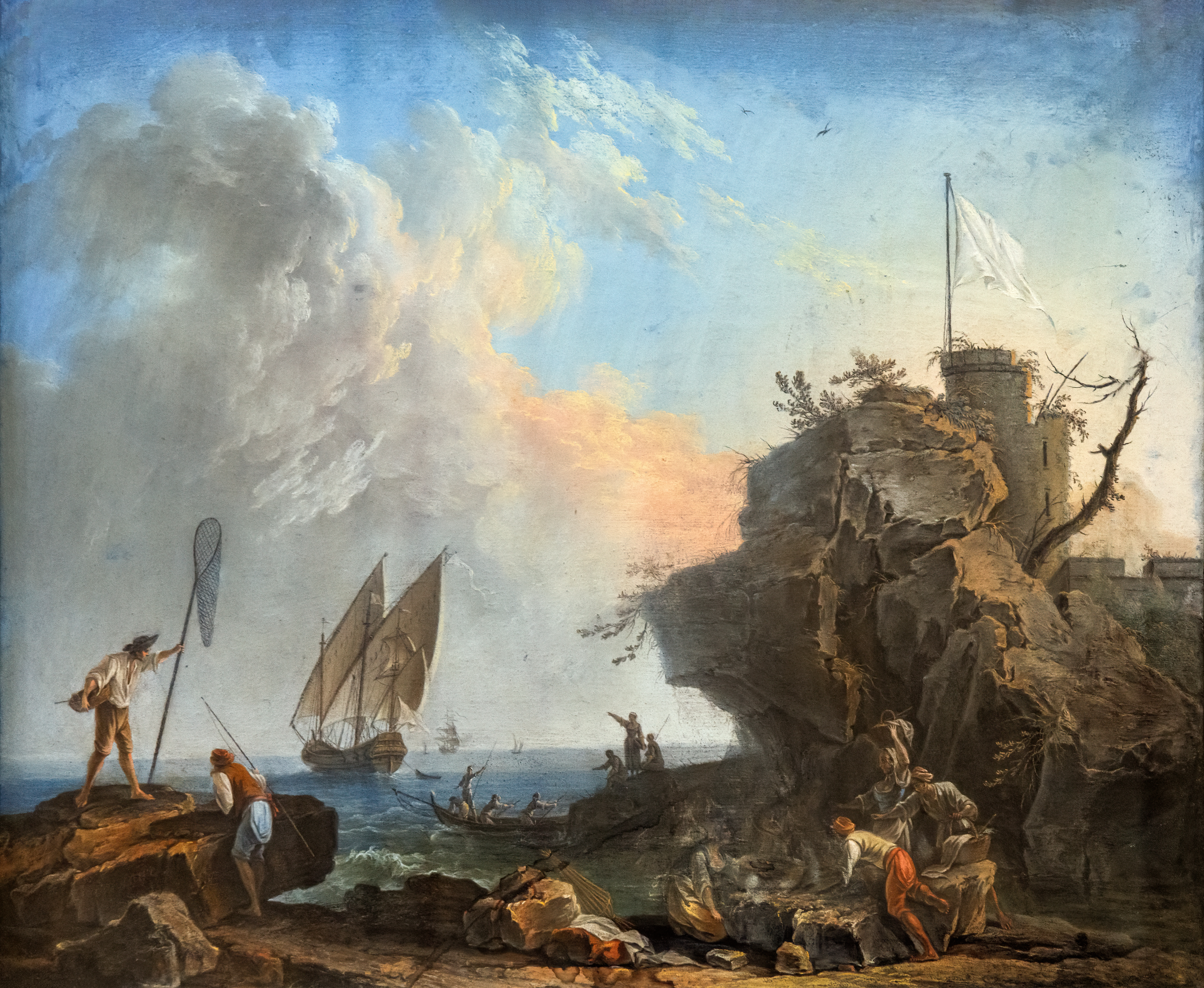
Vue des bords de la Méditerranée (drapeau blanc) Pierre-Jacques Volaire
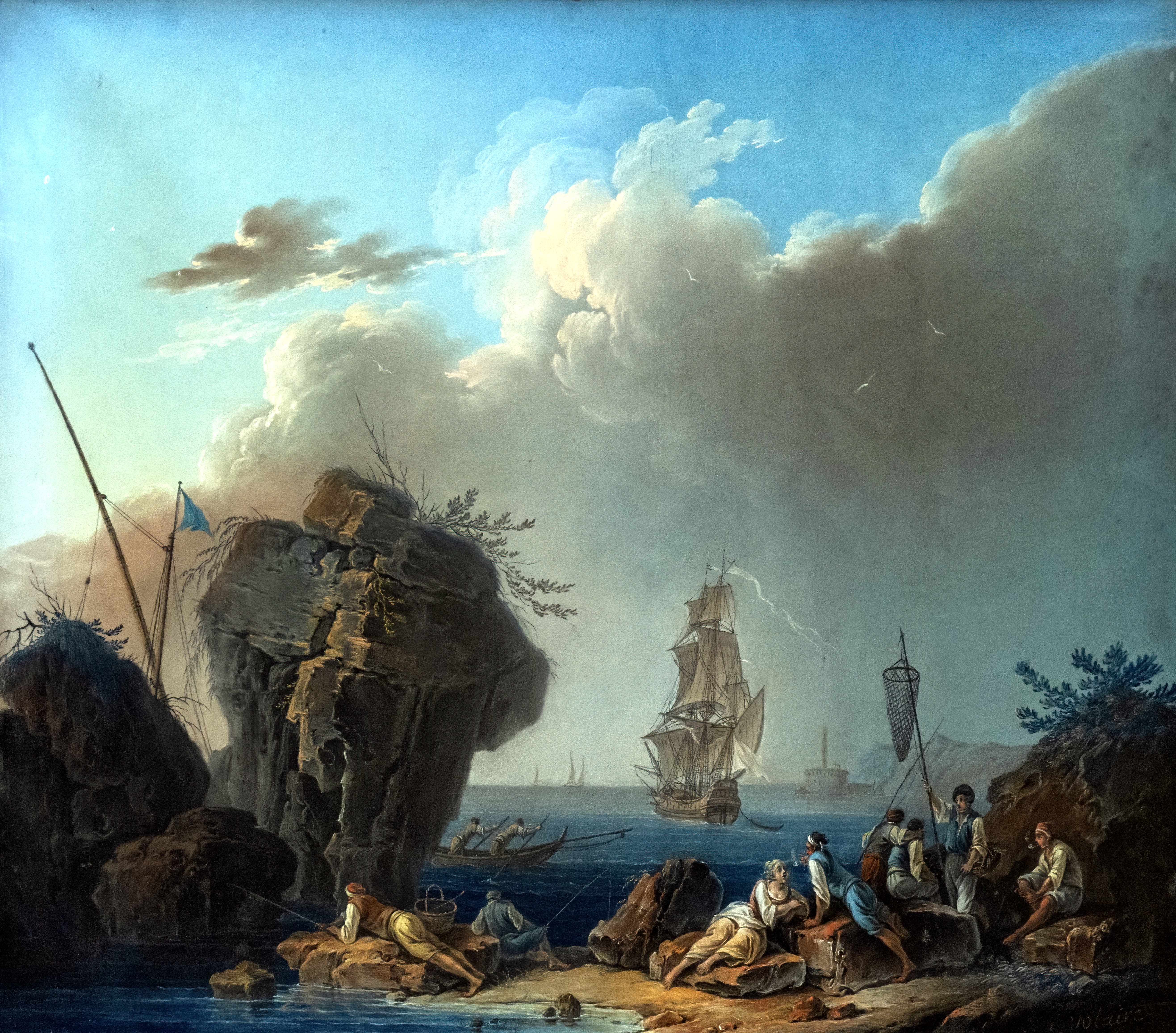
Vue des bords de la Méditerranée (drapeau bleu) Pierre-Jacques Volaire
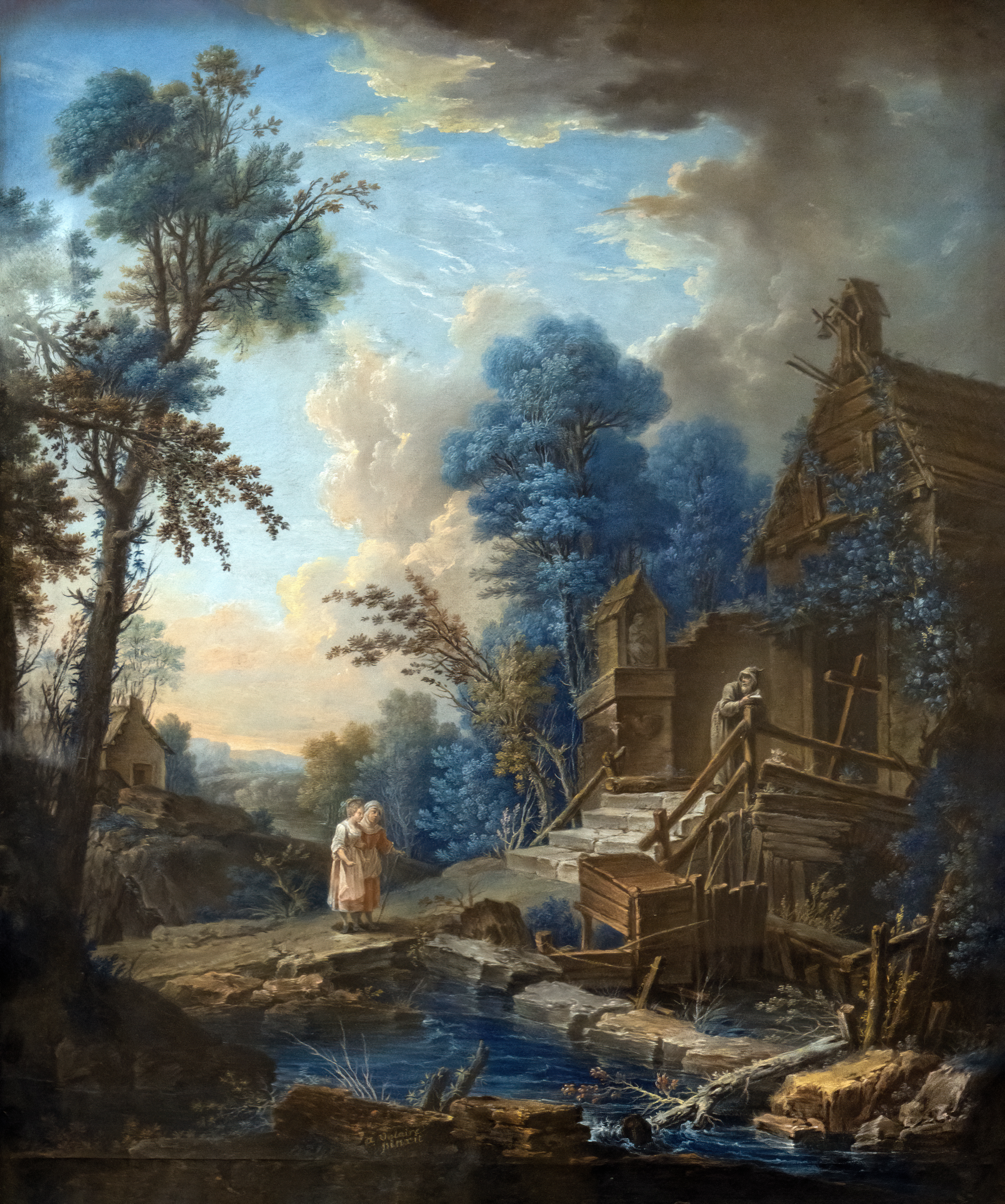
L'ErmitePierre-Jacques Volaire
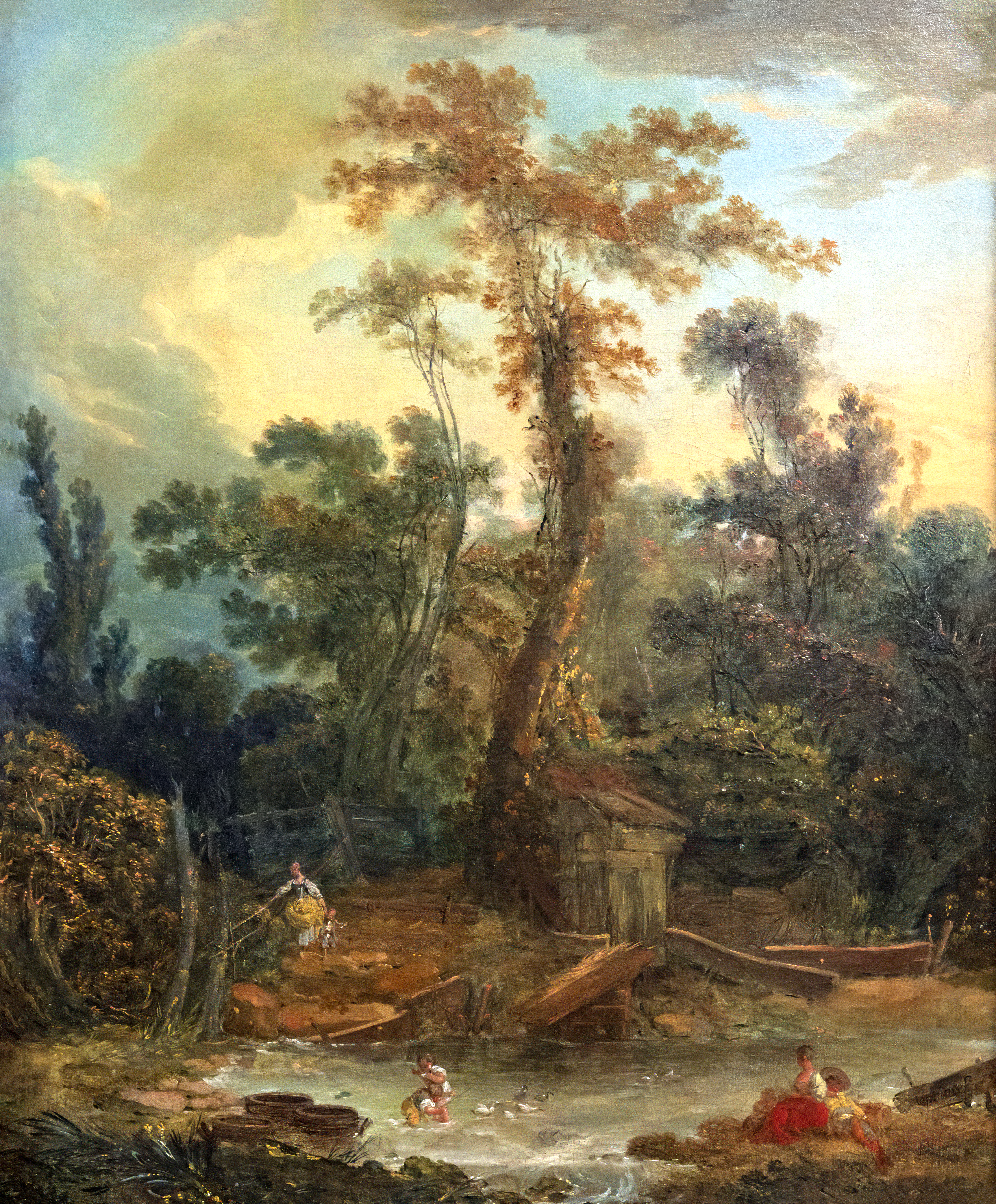
Paysage de campagne avec enfants jouant dans une mare aux canards - Jean-Baptiste Le Prince
Portrait d'un buveur - Alexis Grimou
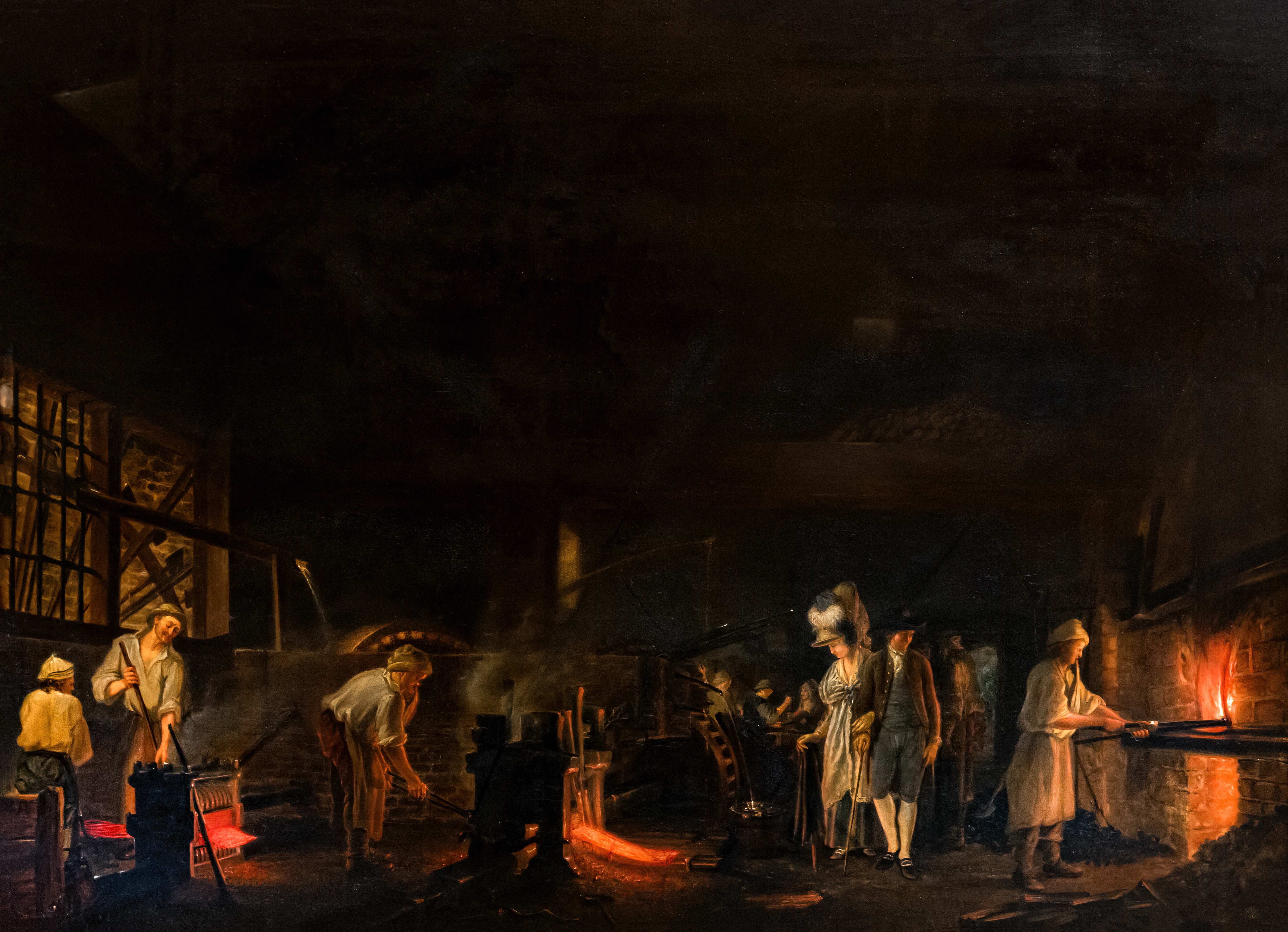
La Visite de la forge 1771 - Louis-Bernard Coclers
Tête d'étude  fillette - Jean-Marc Nattier
Tête d'étude garçonnet - Jean-Marc Nattier
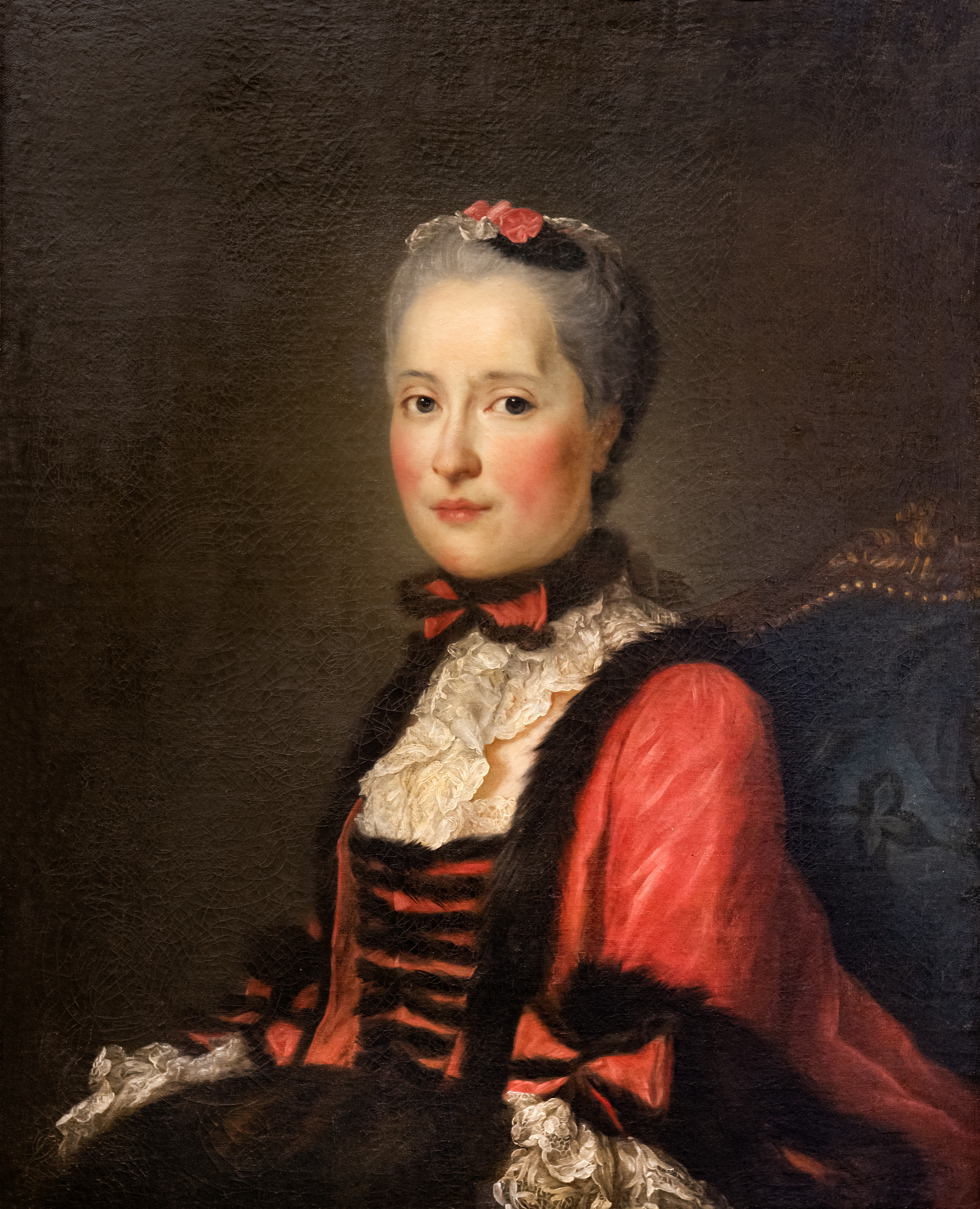
Portrait de Marie-Josèphe de Saxe - Jean-Marc Nattier
Portrait de Joséphine de Savoie, comtesse de Provence - François-Hubert Drouais
Portrait de Madame Sophie, fille de Louis XV - François-Hubert Drouais
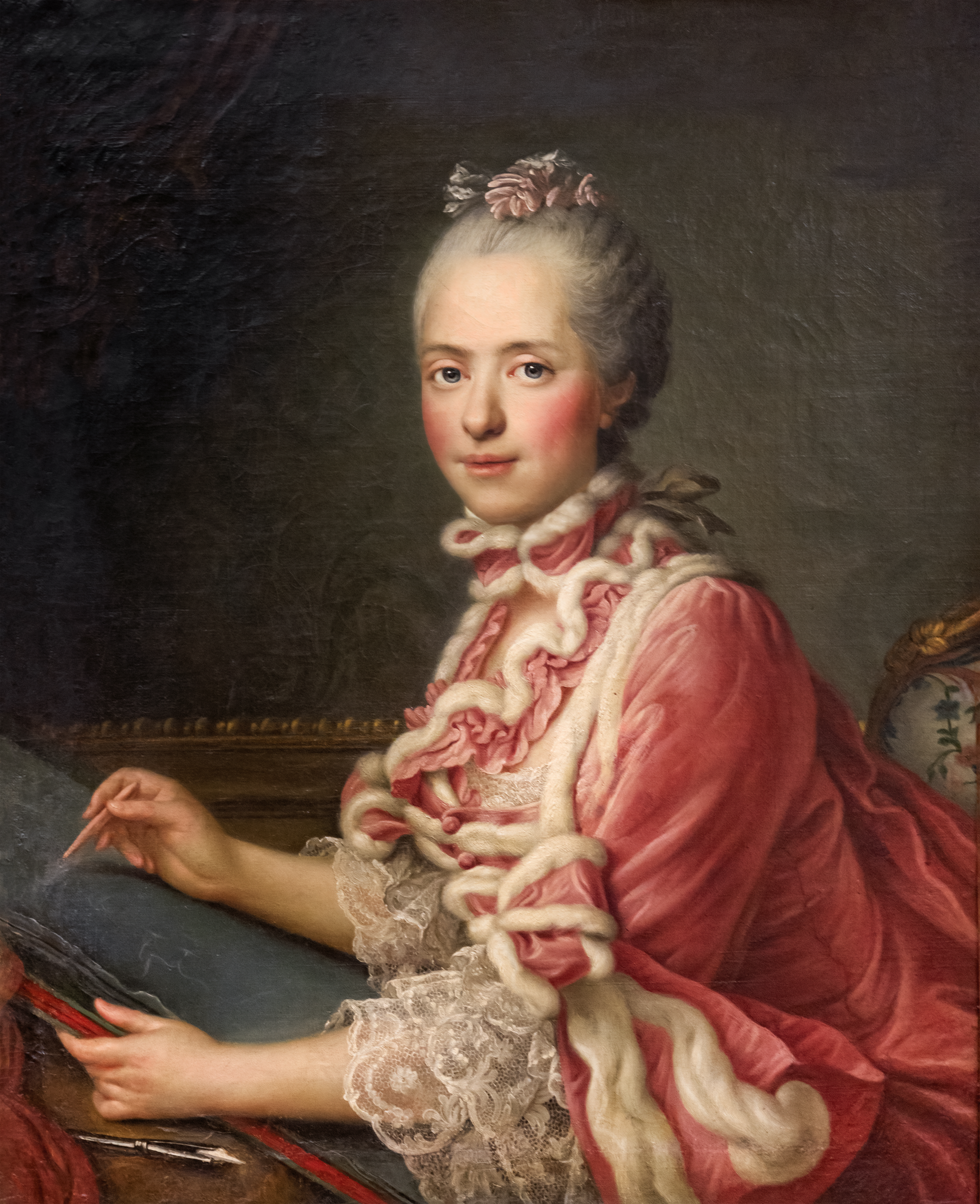
Portrait de Madame Victoire, fille de Louis XV - François-Hubert Drouais
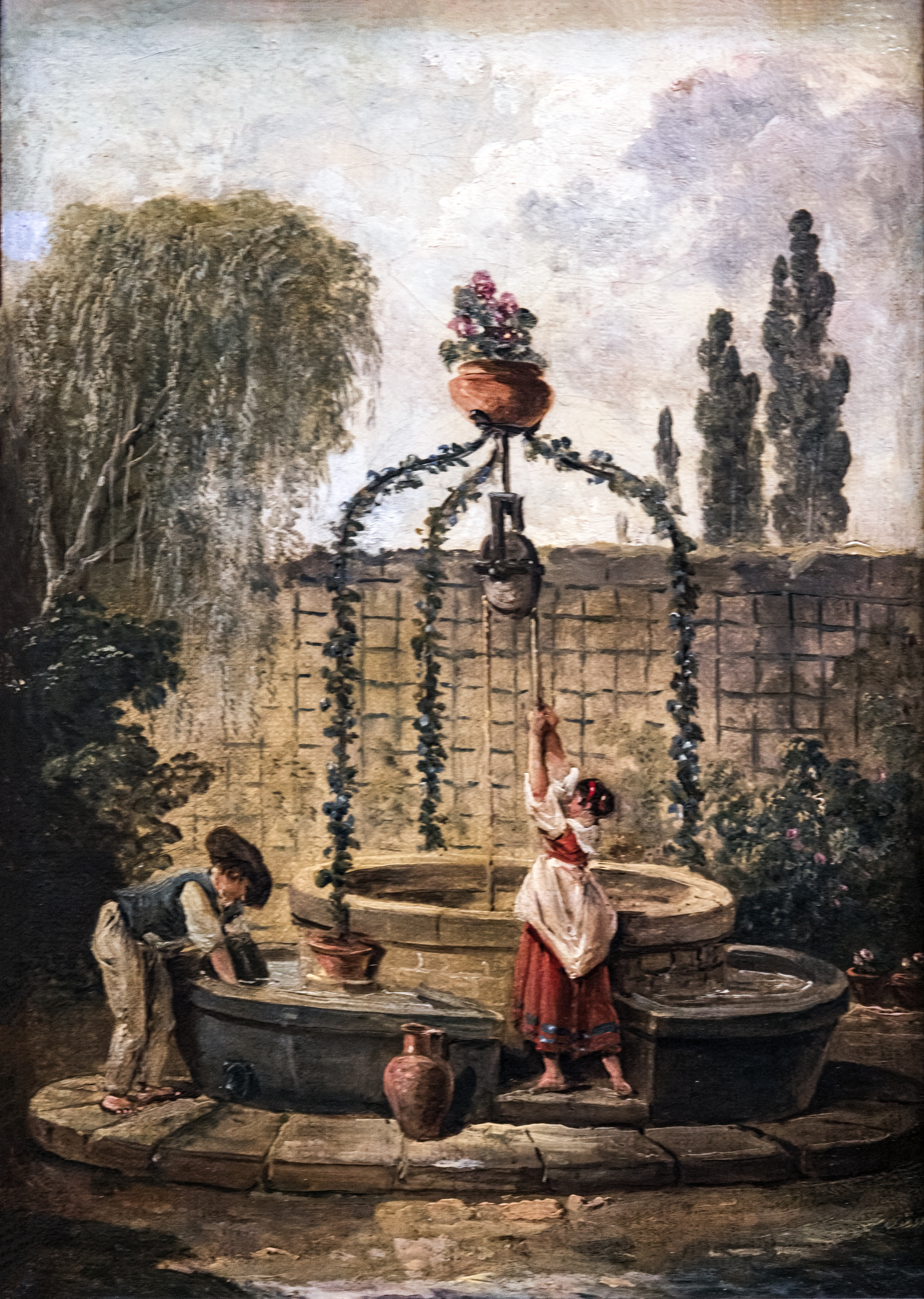
Personnages autour d'un puits - Hubert Robert
Le jeune page - Francesco Fontebasso
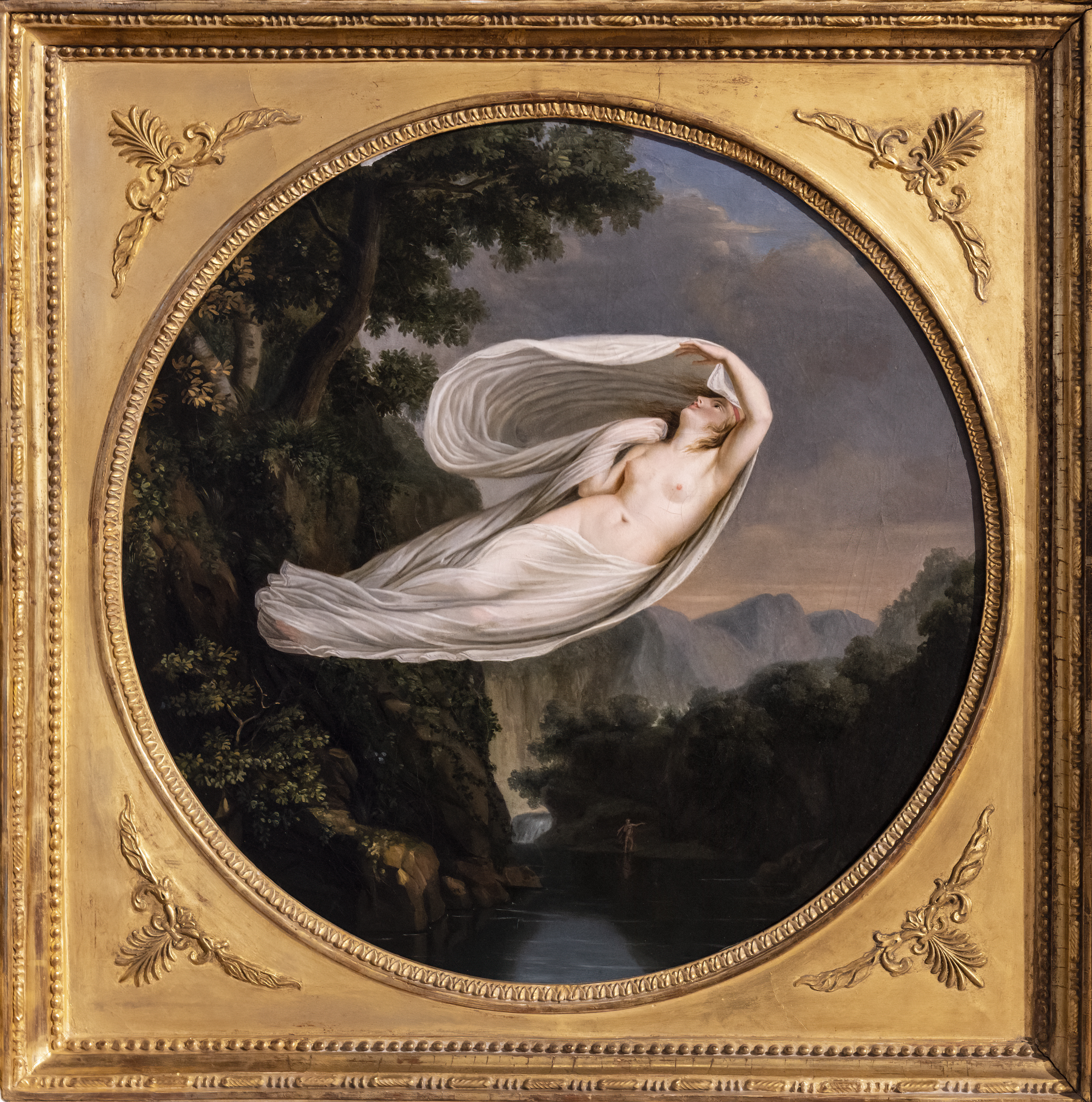
L'enlèvement de Psyché - Guy Head
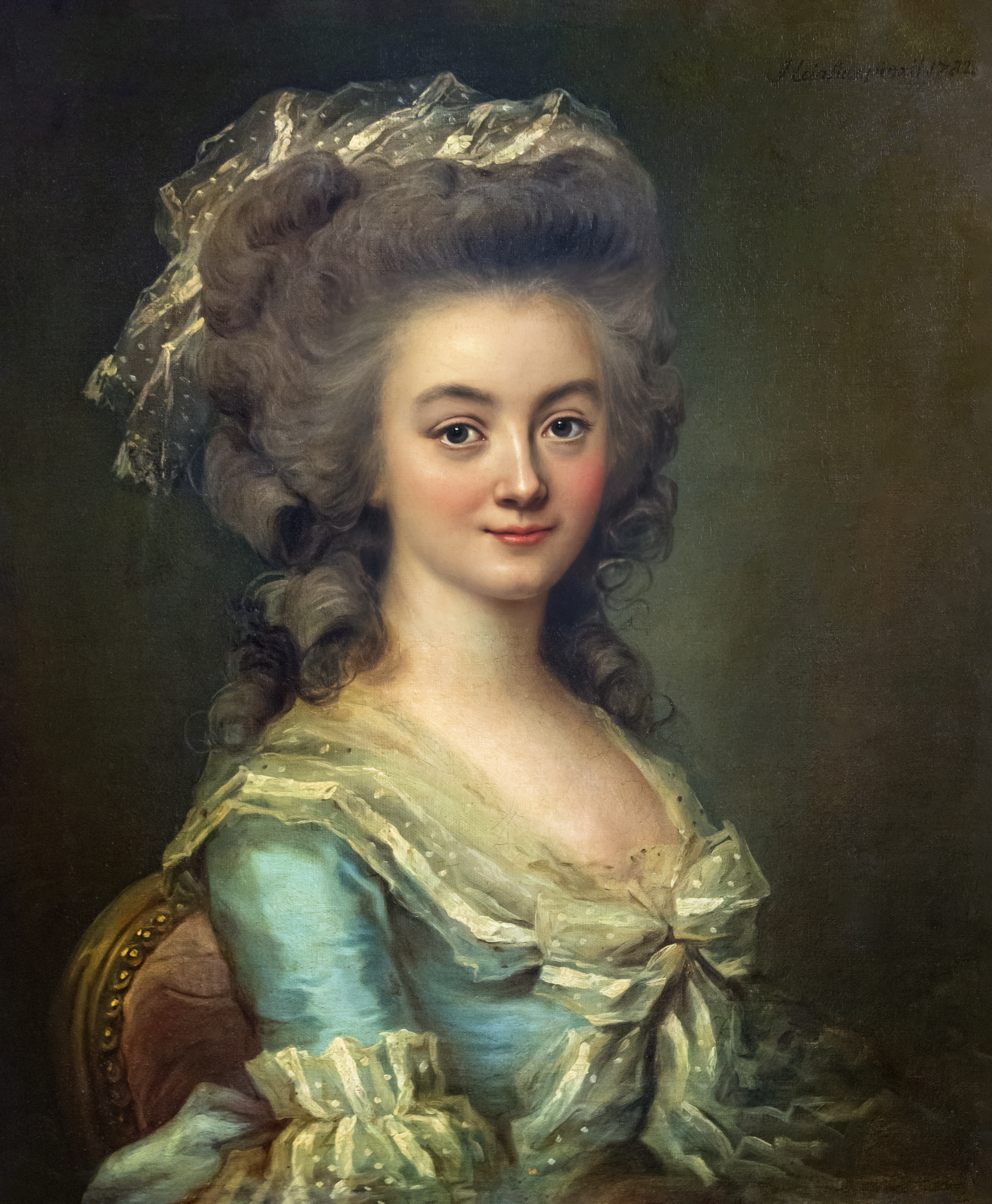
Portrait de femme 1782 - Johann Julius Heinsius
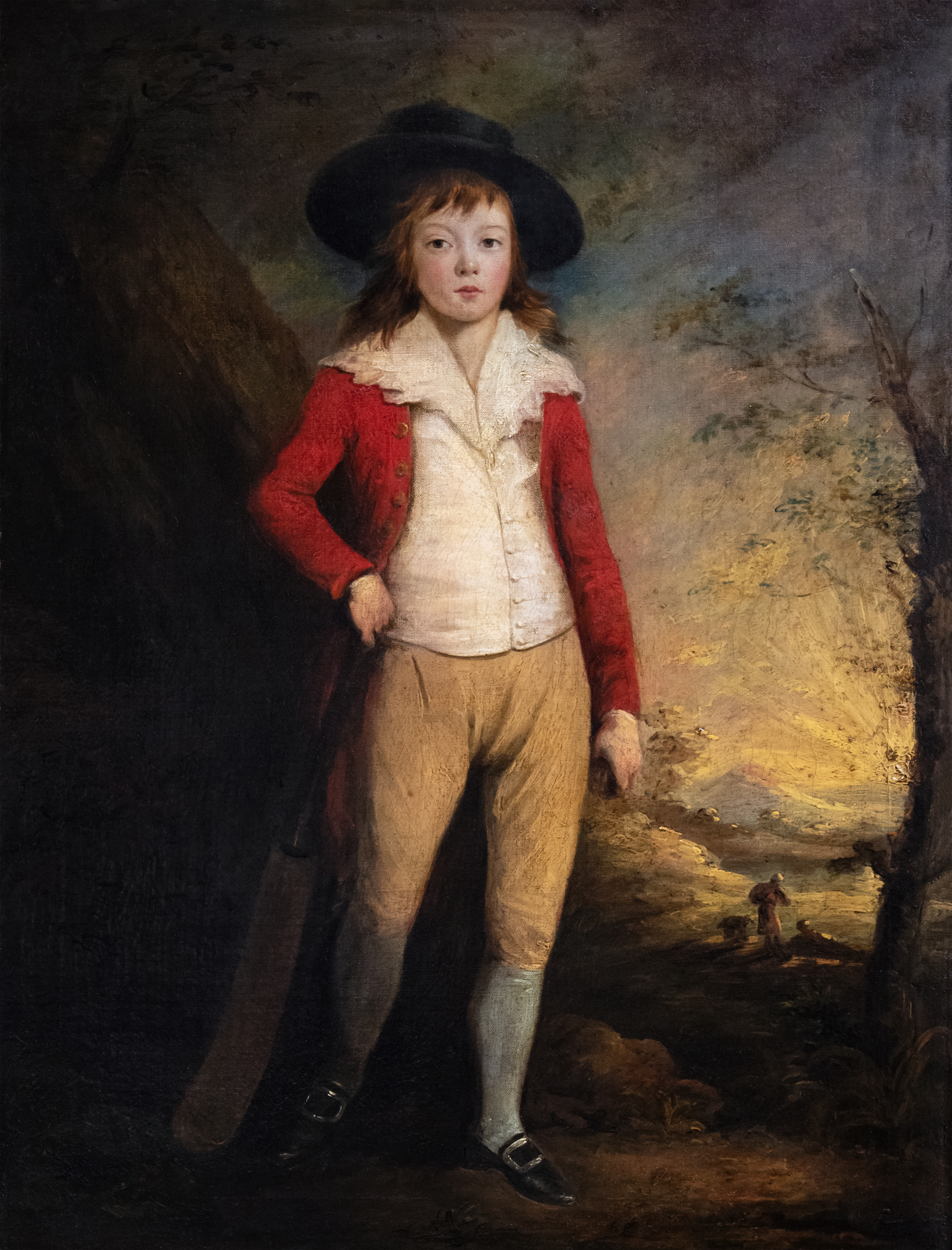
Portrait du jeune Bridger Seward à la batte de cricket - Ozias Humphrey

### LeXIXesiècle
Des peintures du début du siècle : Charles-Paul Landon et Merry-Joseph Blondel, puis de Courbet, des paysagistes de l’École de Barbizon comme Jean-Baptiste Camille Corot (Étang de Ville-d'Avray, vers 1865) et Jean-François Millet ainsi que des peintres de l'école de Crozant et les impressionnistes avec des œuvres de Johan Barthold Jongkind, Eugène Boudin (Marine - le calme et Corvette russe dans le port du Havre); Armand Guillaumin; Alfred Sisley (Matinée de septembre); Albert Lebourg (La Seine à Rouen en hiver); Henri Lebasque (Portrait de Madame Marie-Marguerite Brocq, Baigneuses à Pierrefonds, Paysage près de Montevrain). On trouve des académistes locaux tels qu'André Crochepierre (portrait de Félix Aunac); Jules Arrès-Lapoque (Environs d'Agen et Vue d'Agen); Maurice Bompard (L'Oued Chetma en été); enfin de  Jean-Paul Laurens un (Portrait d'Augustin Fumadelles).
- Peinture du XIXe siècle

Peinture du XIX
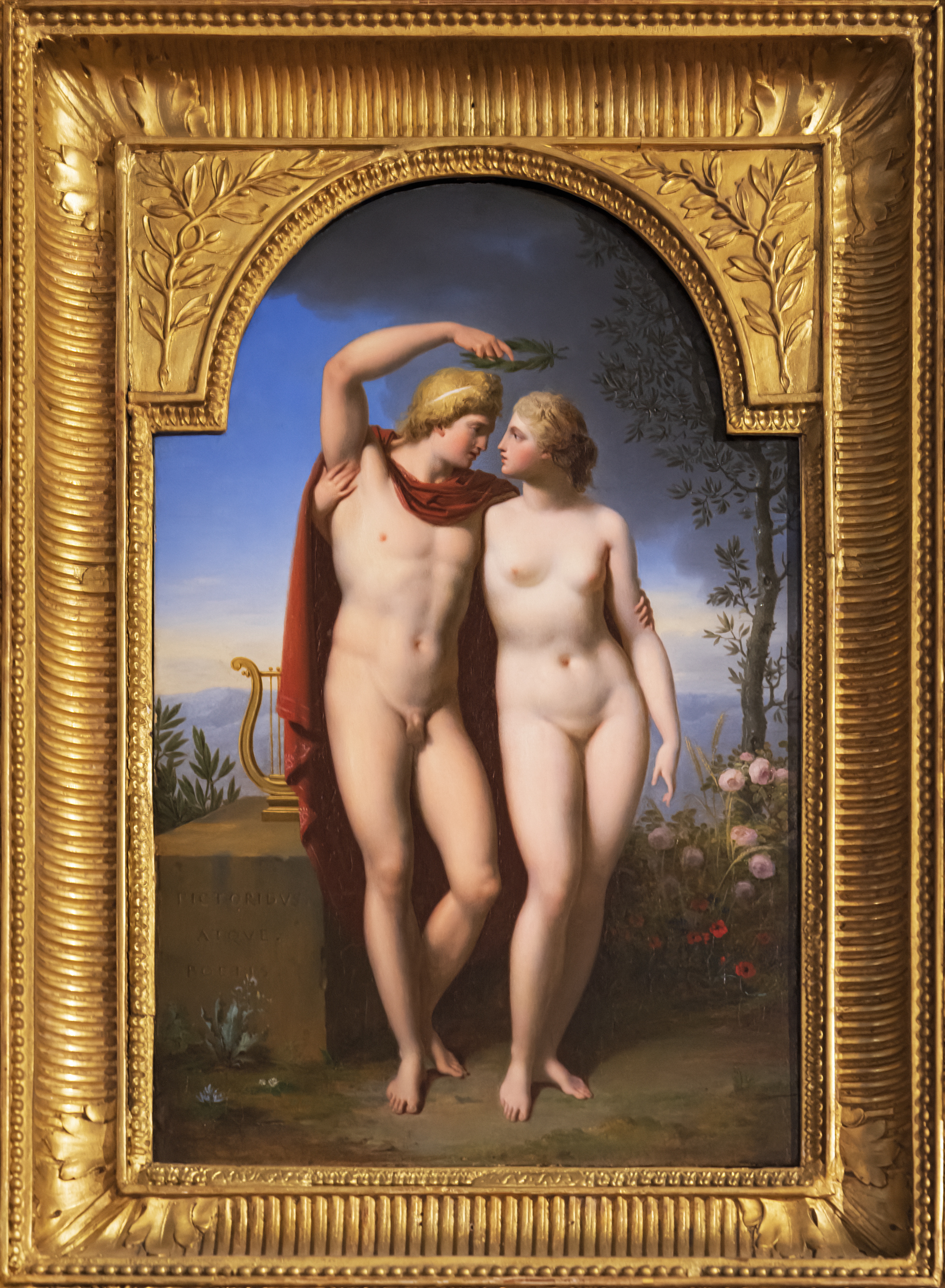
La Peinture et la Poésie - Charles-Paul Landon
Portrait de Madame Blondel, 1849 - Merry-Joseph Blondel
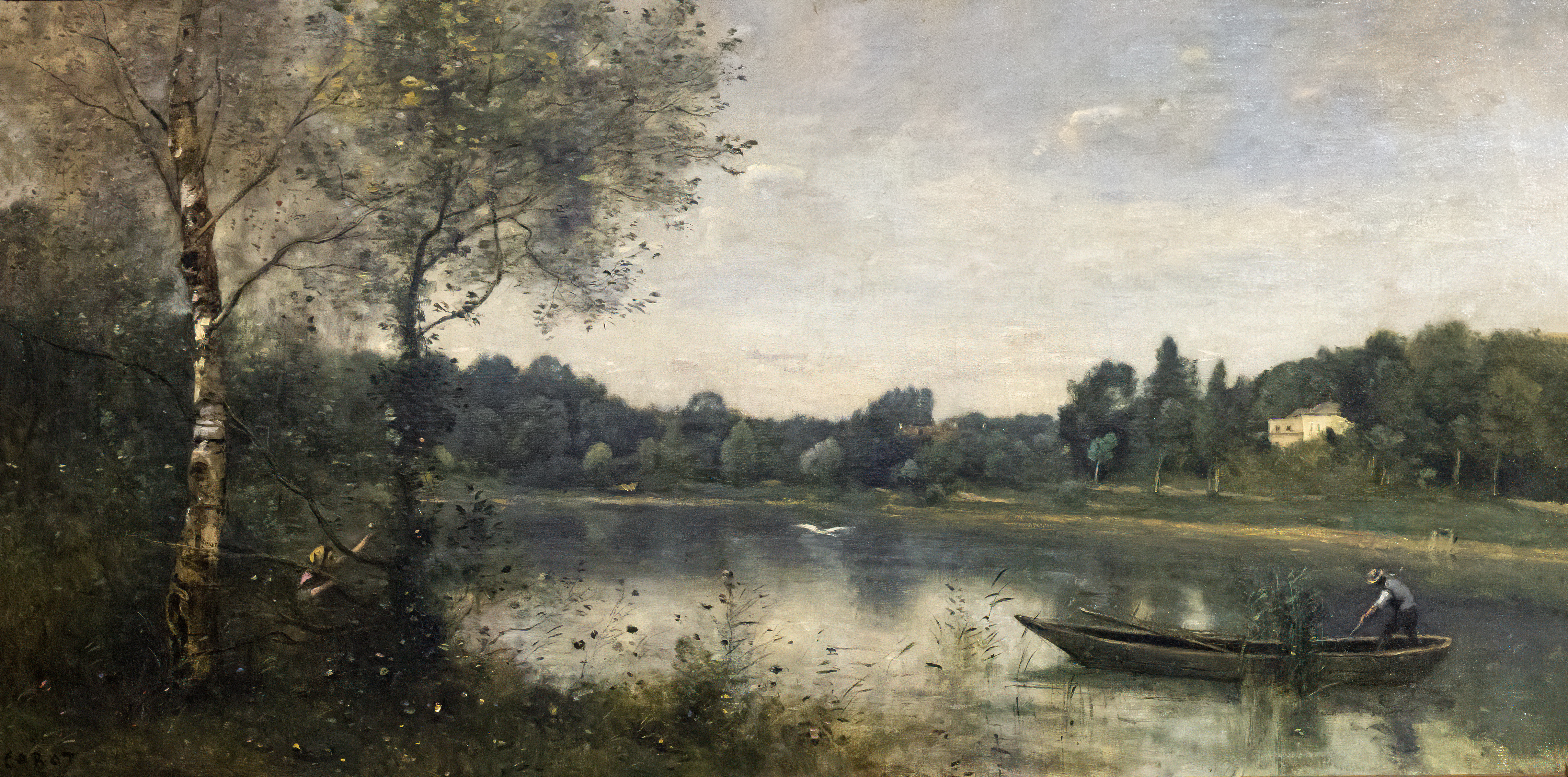
L'étang de Ville-d'Avray - Camille Corot
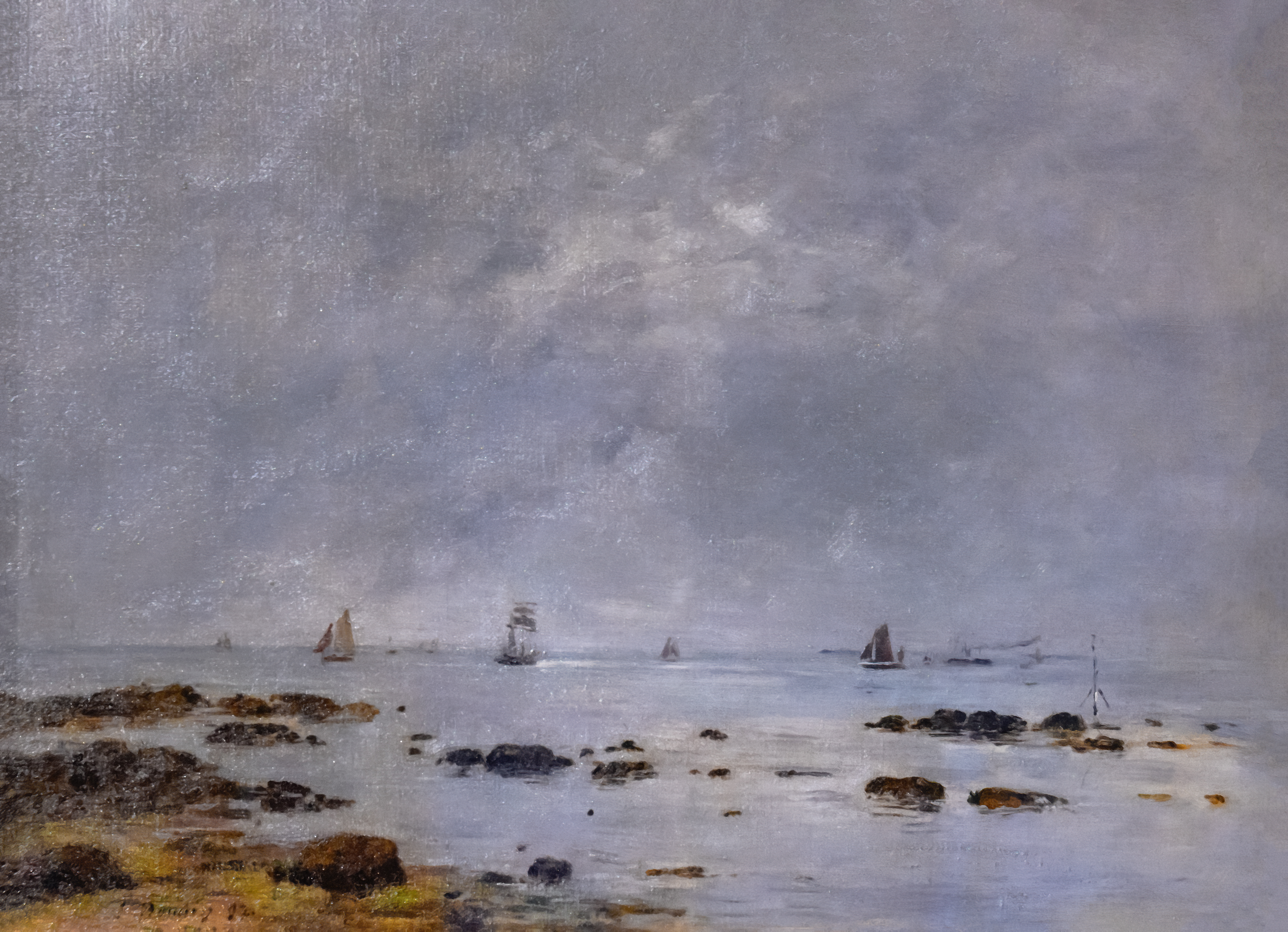
Marine - le calme, 1882 Eugène Boudin
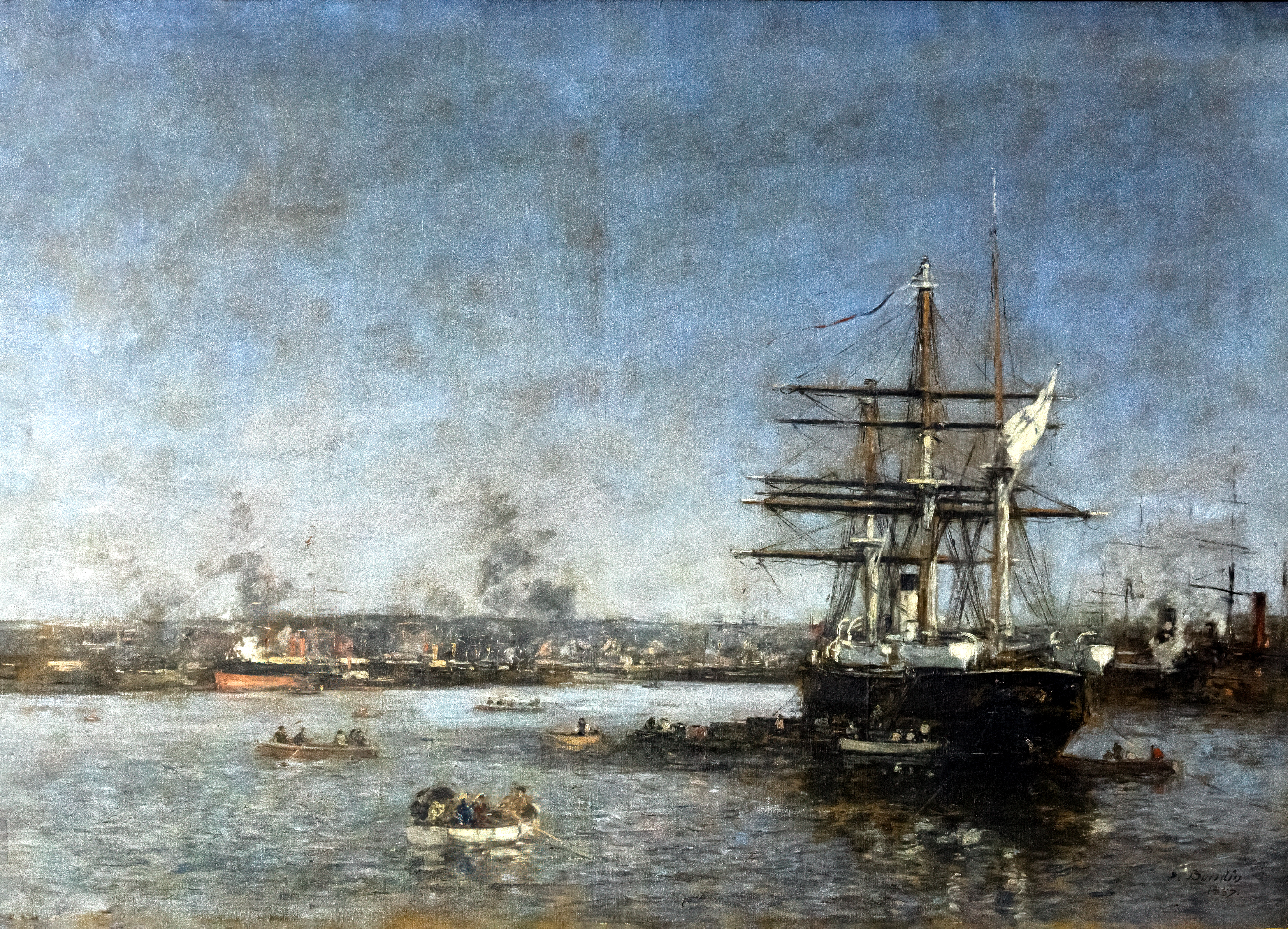
Corvette russe dans le port du Havre, 1887 Eugène Boudin
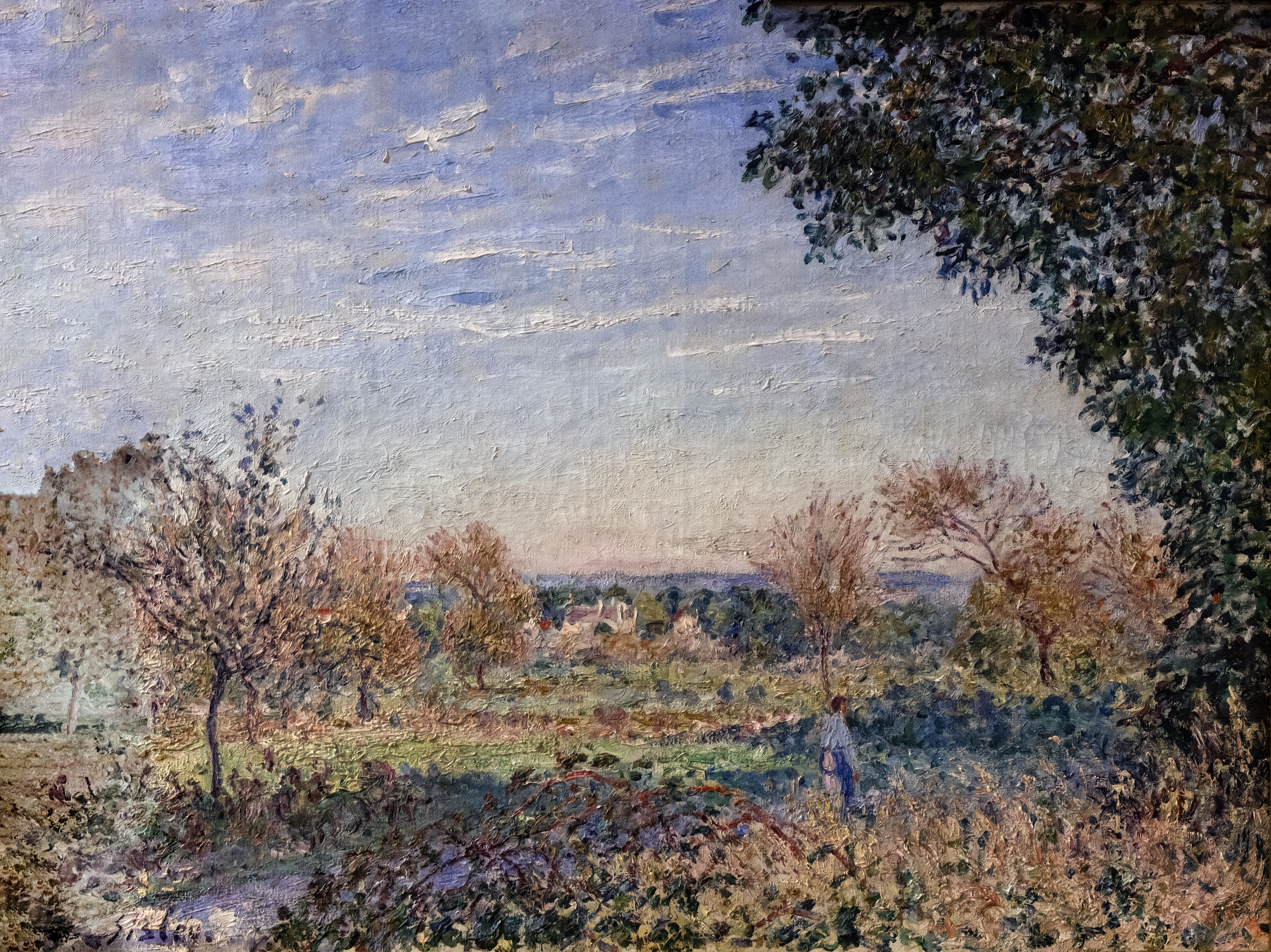
Matinée de septembre, vers 1887-1888 - Alfred Sisley
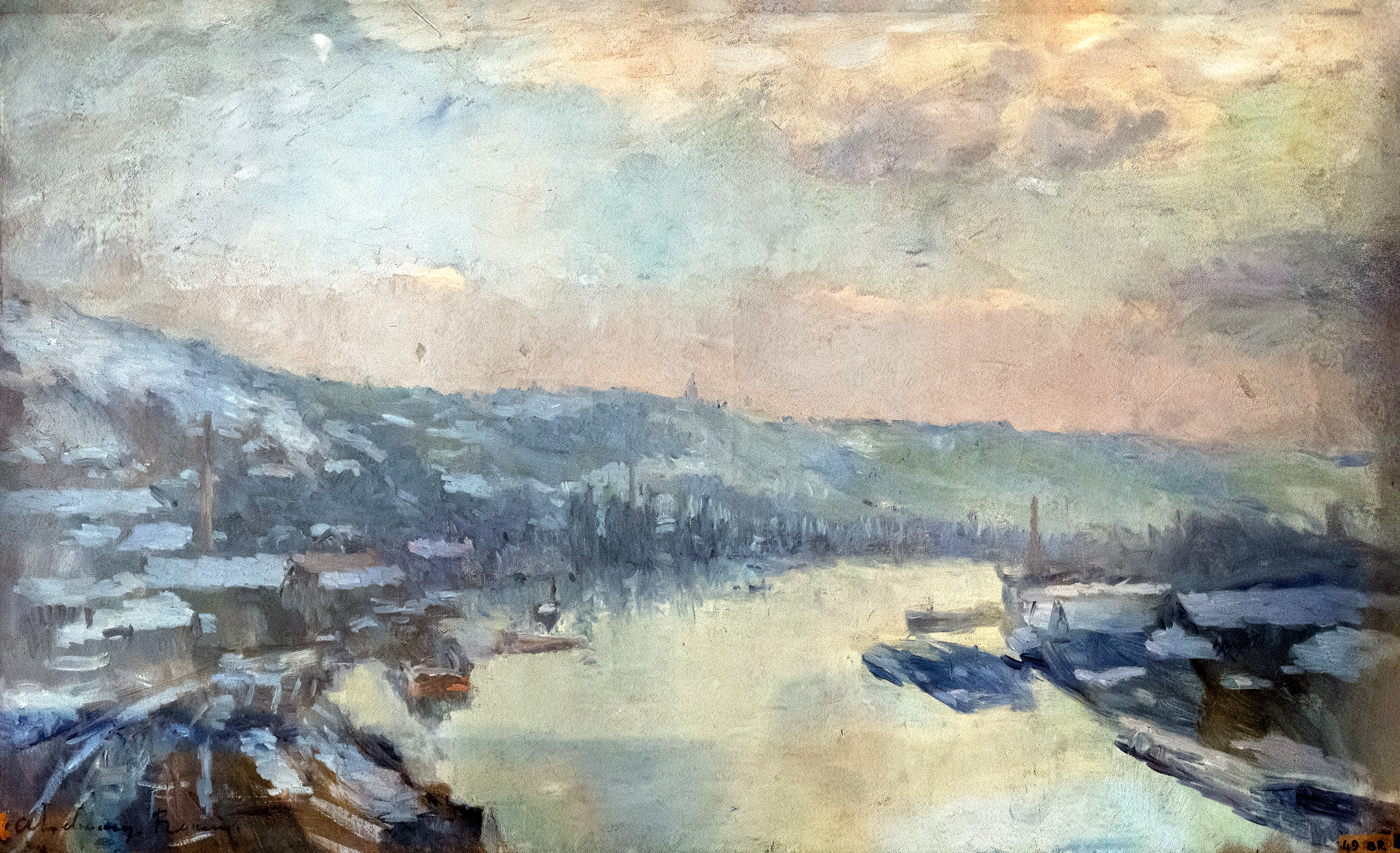
La Seine à Rouen en hiver - Albert Lebourg
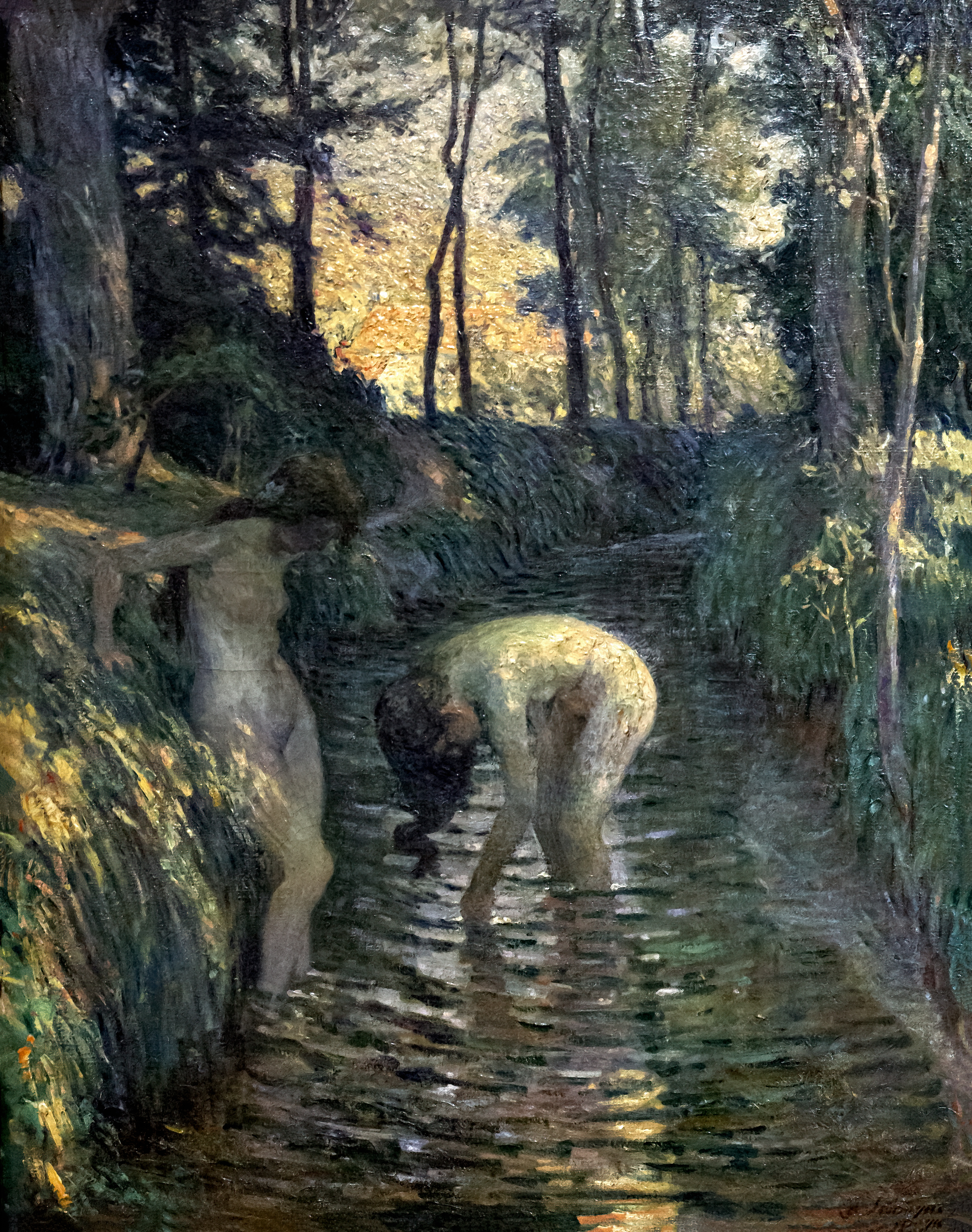
Baigneuses à Pierrefonds, 1896 Henri Lebasque
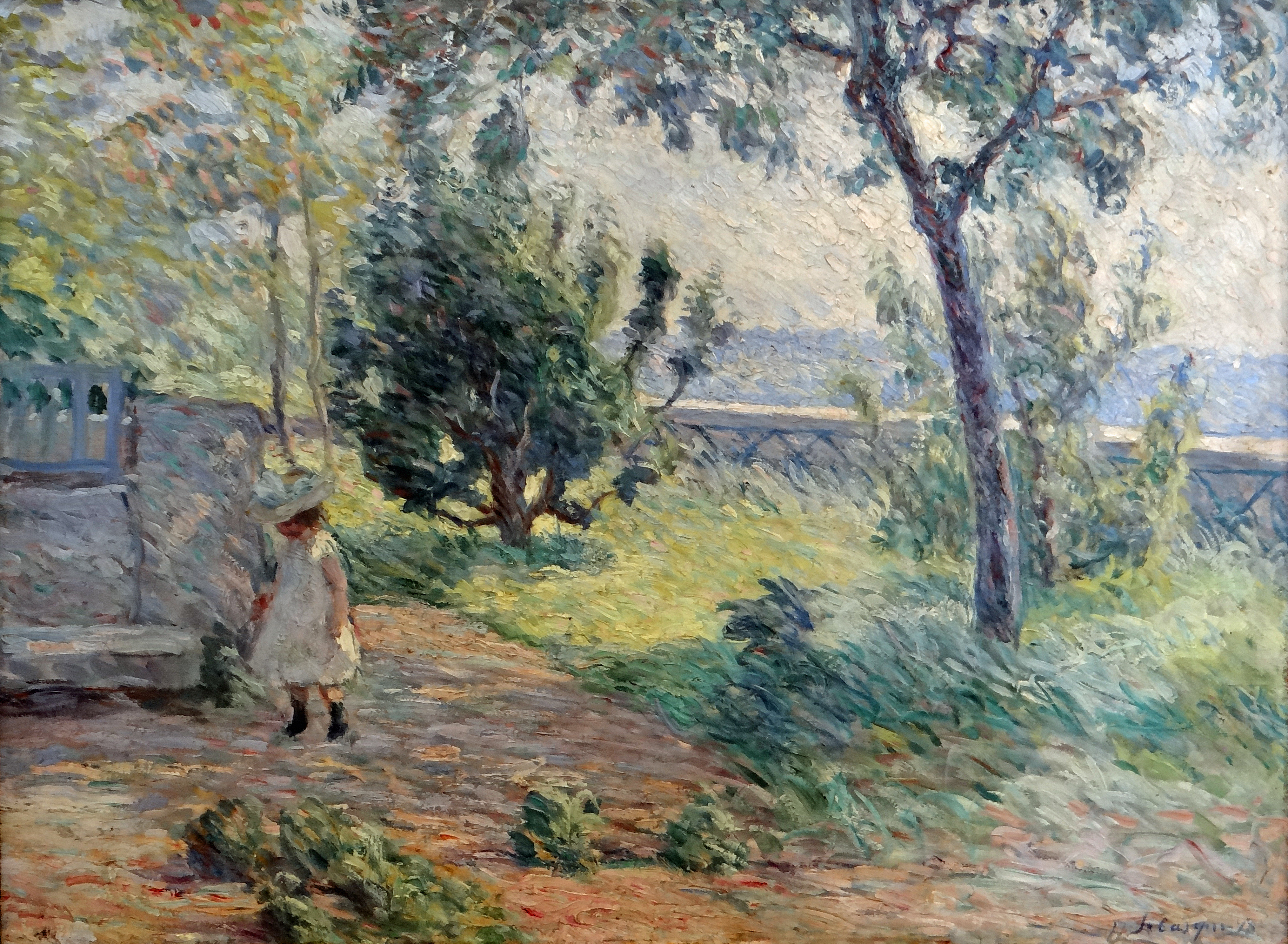
Paysage près de Montevrain Henri Lebasque
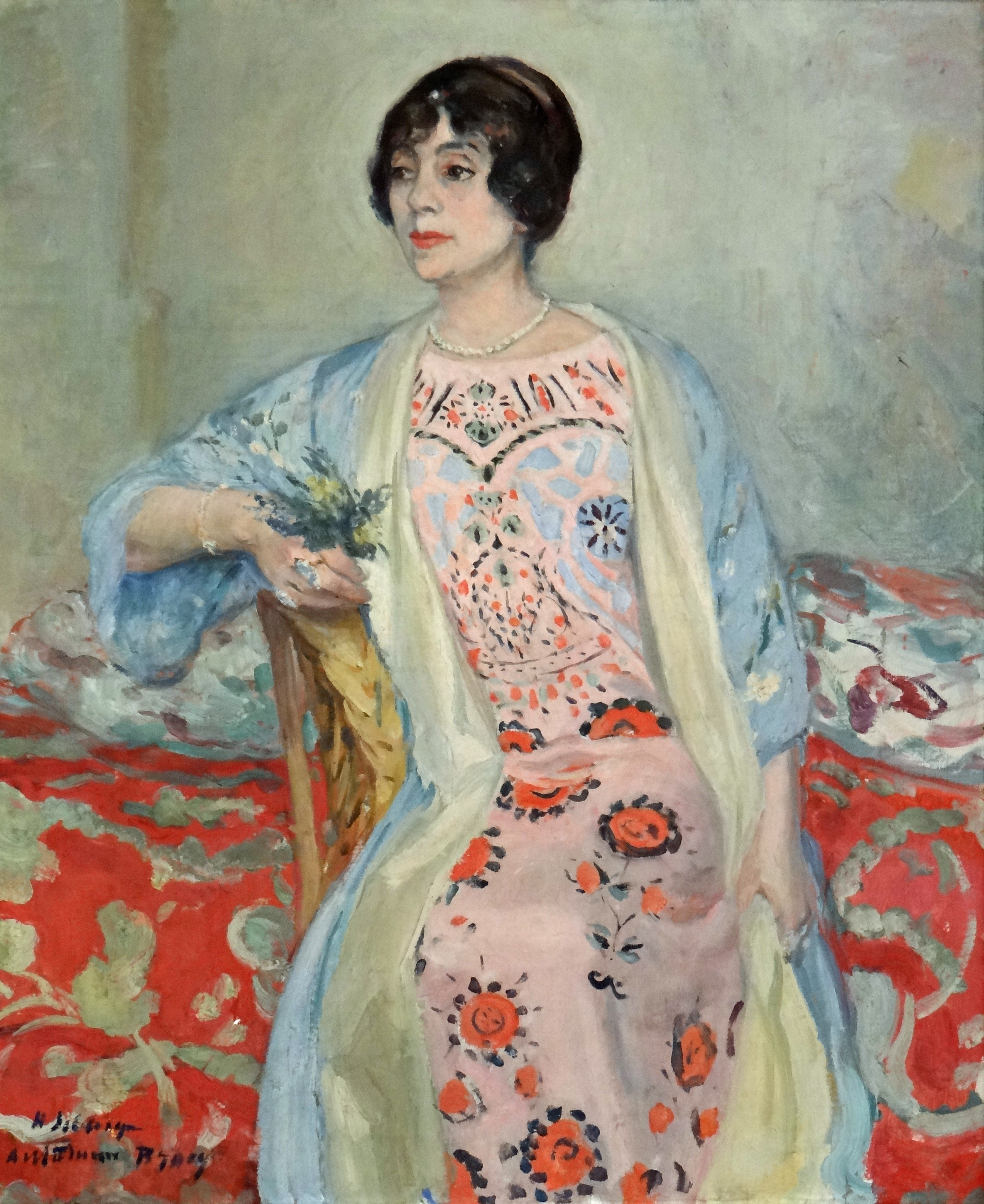
Portrait de Madame Marie-Marguerite Brocq Henri Lebasque
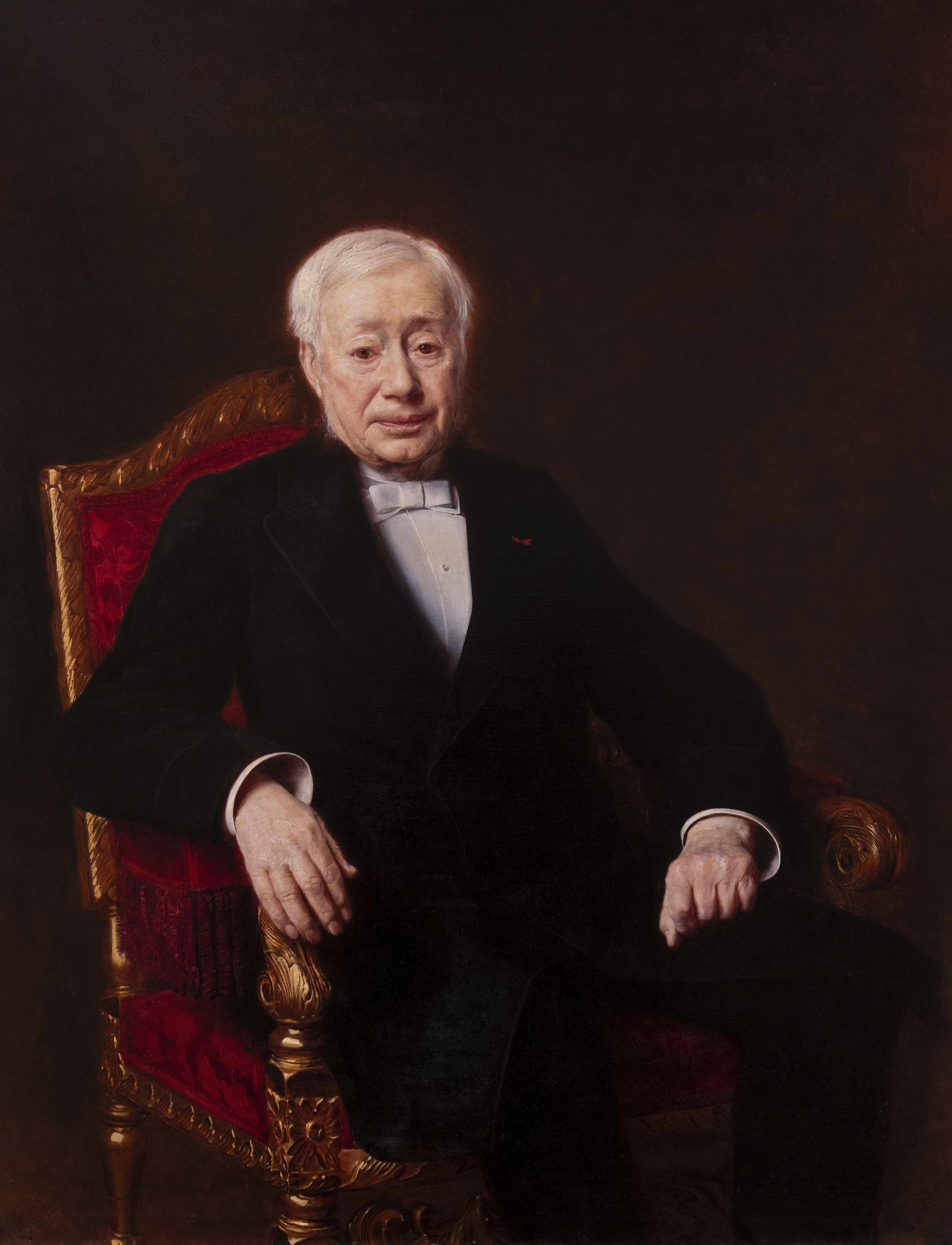
Félix Aunac par André Crochepierre
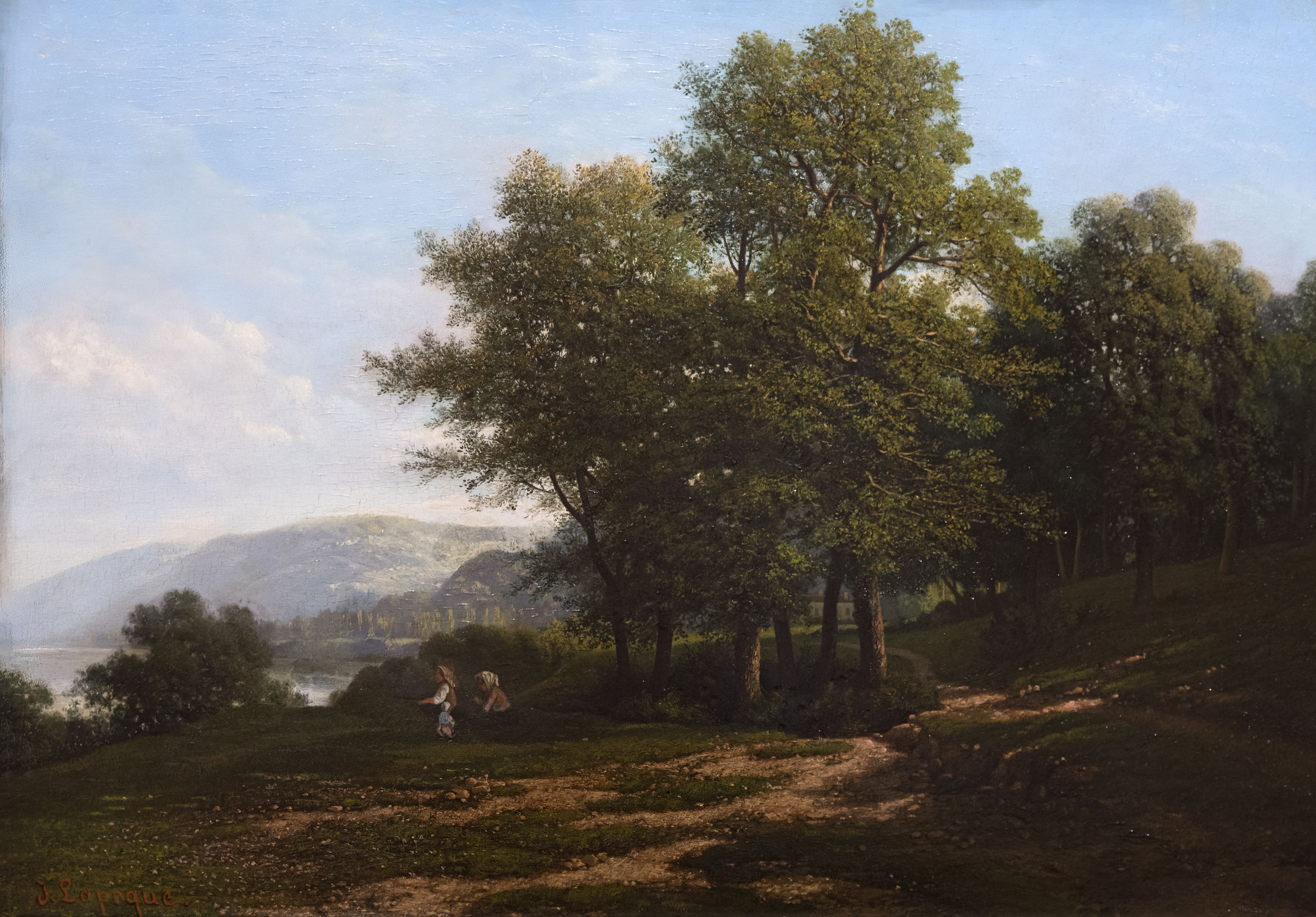
Environs d'Agen par Jules Arrès-Lapoque
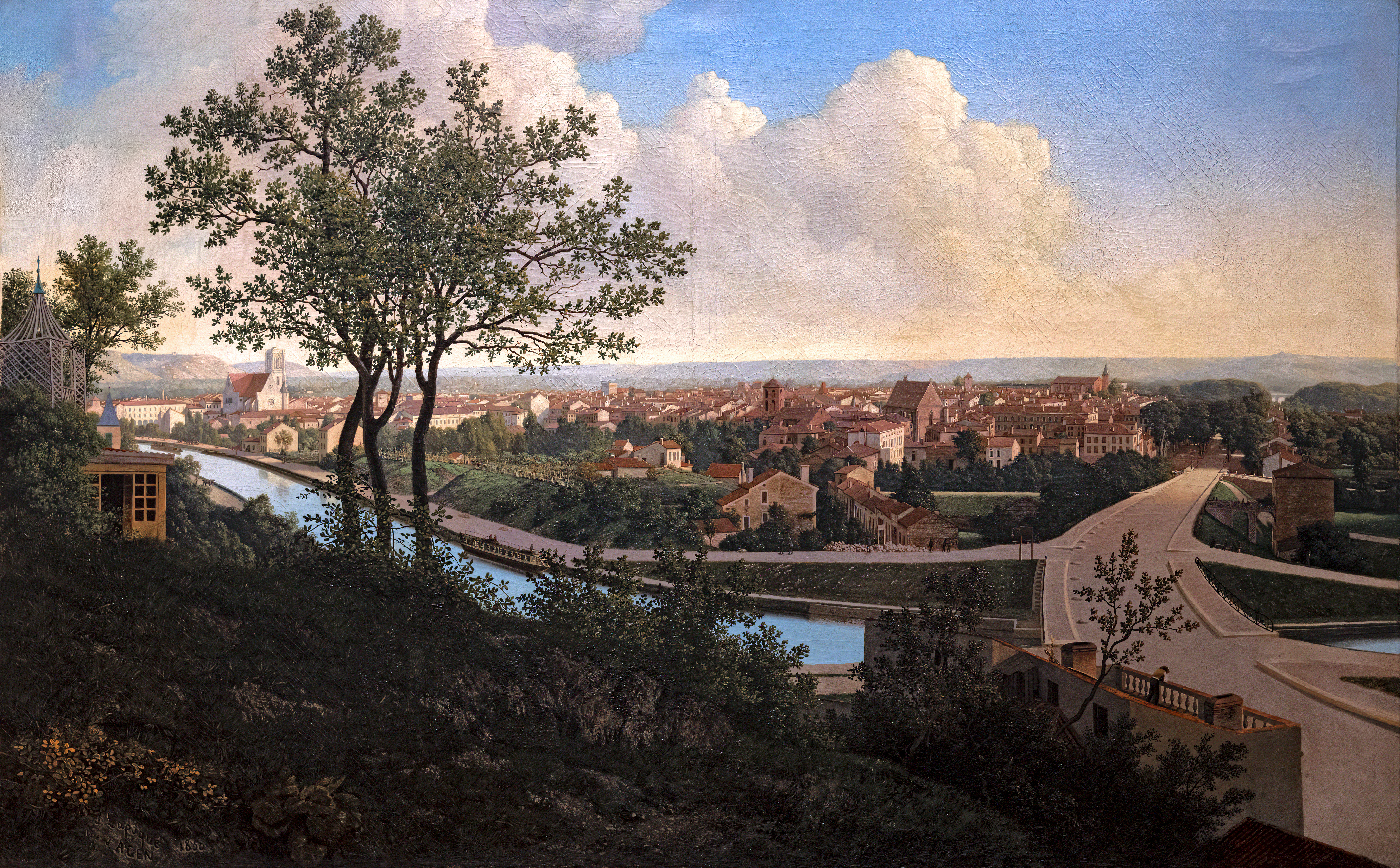
Vue d'Agen par Jules Arrès-Lapoque
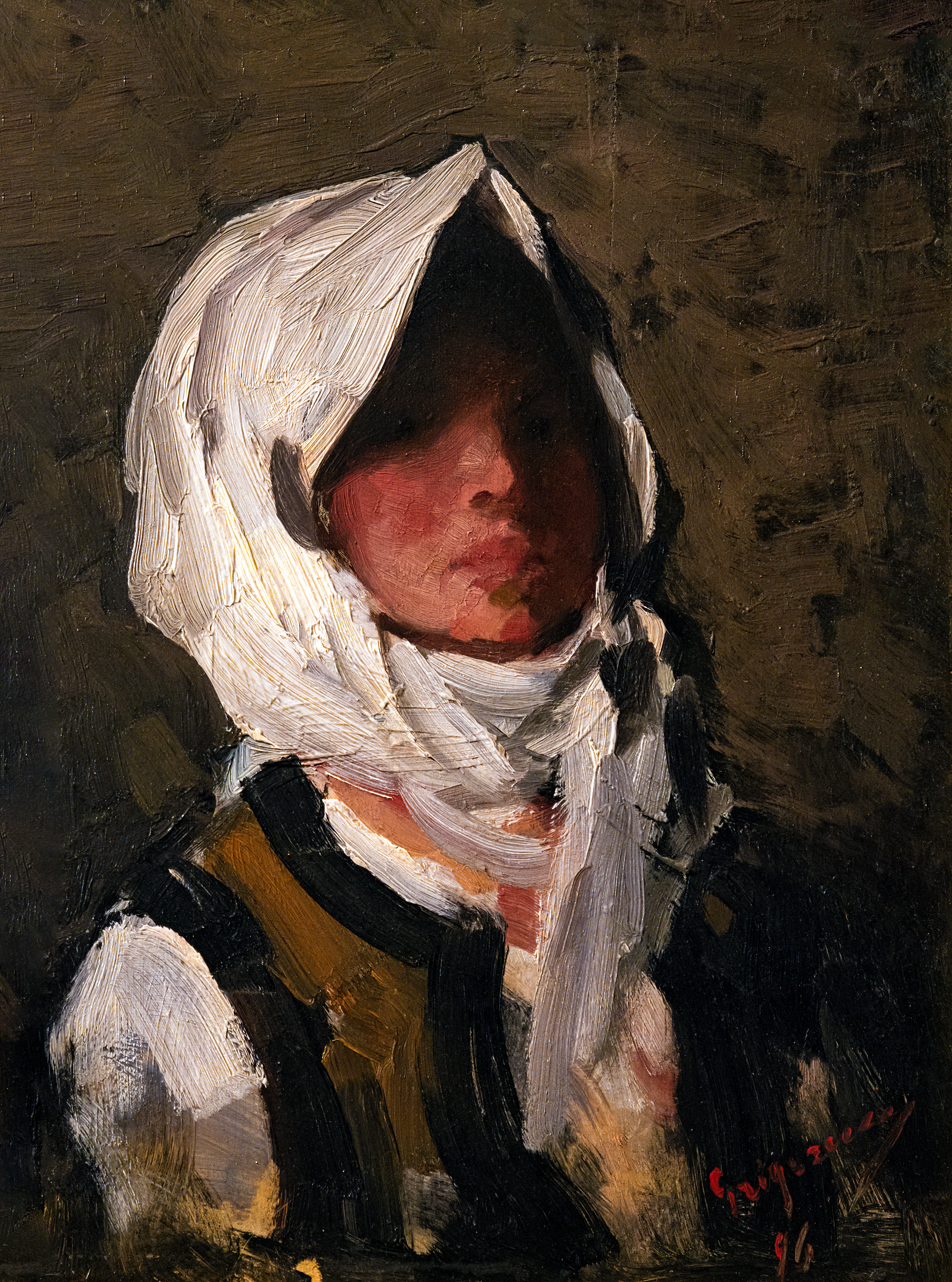
Portrait de jeune paysanne, 1896 par Nicolae Grigorescu
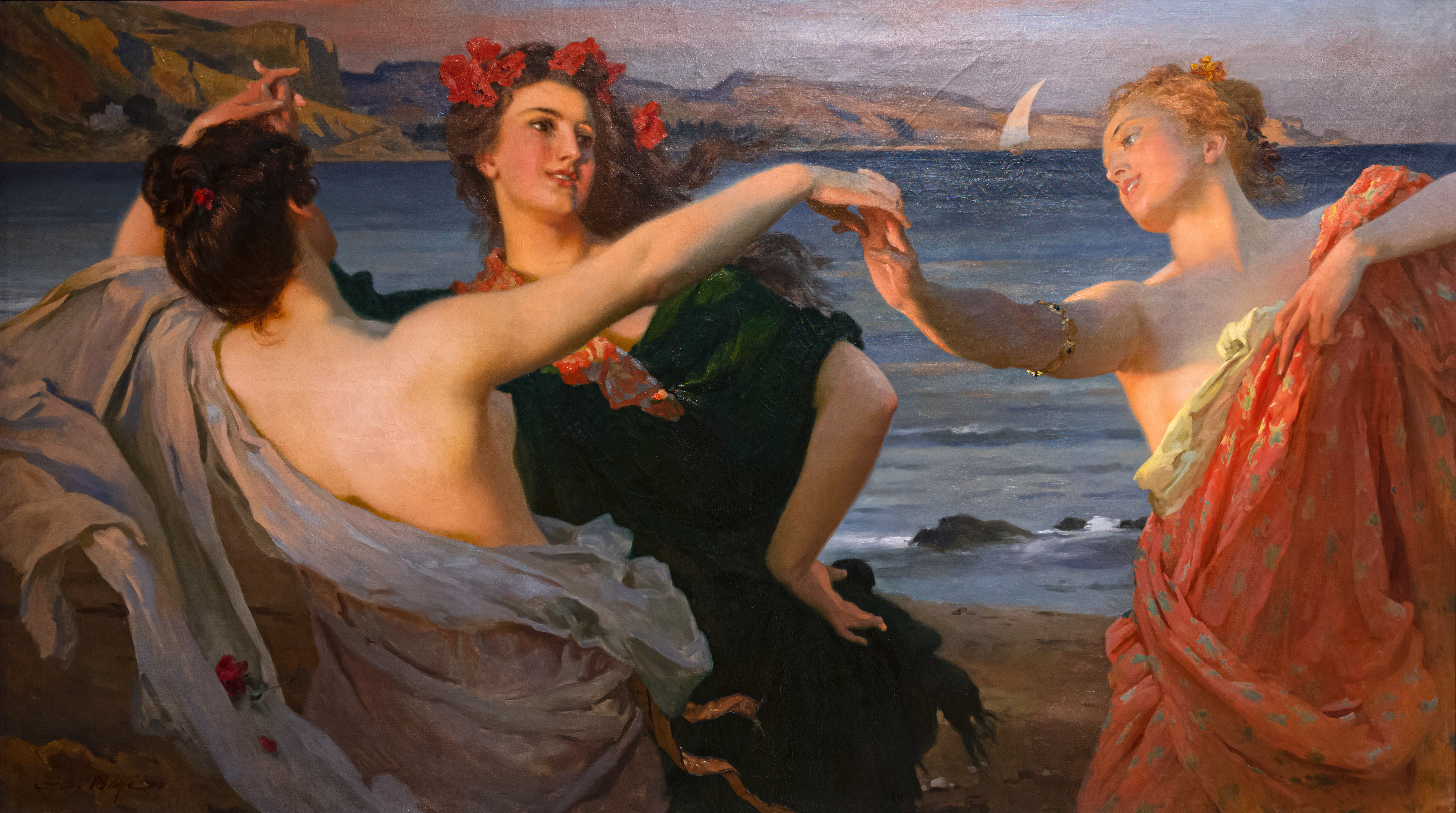
Allégresse (1899) - Abel-Dominique Boyé
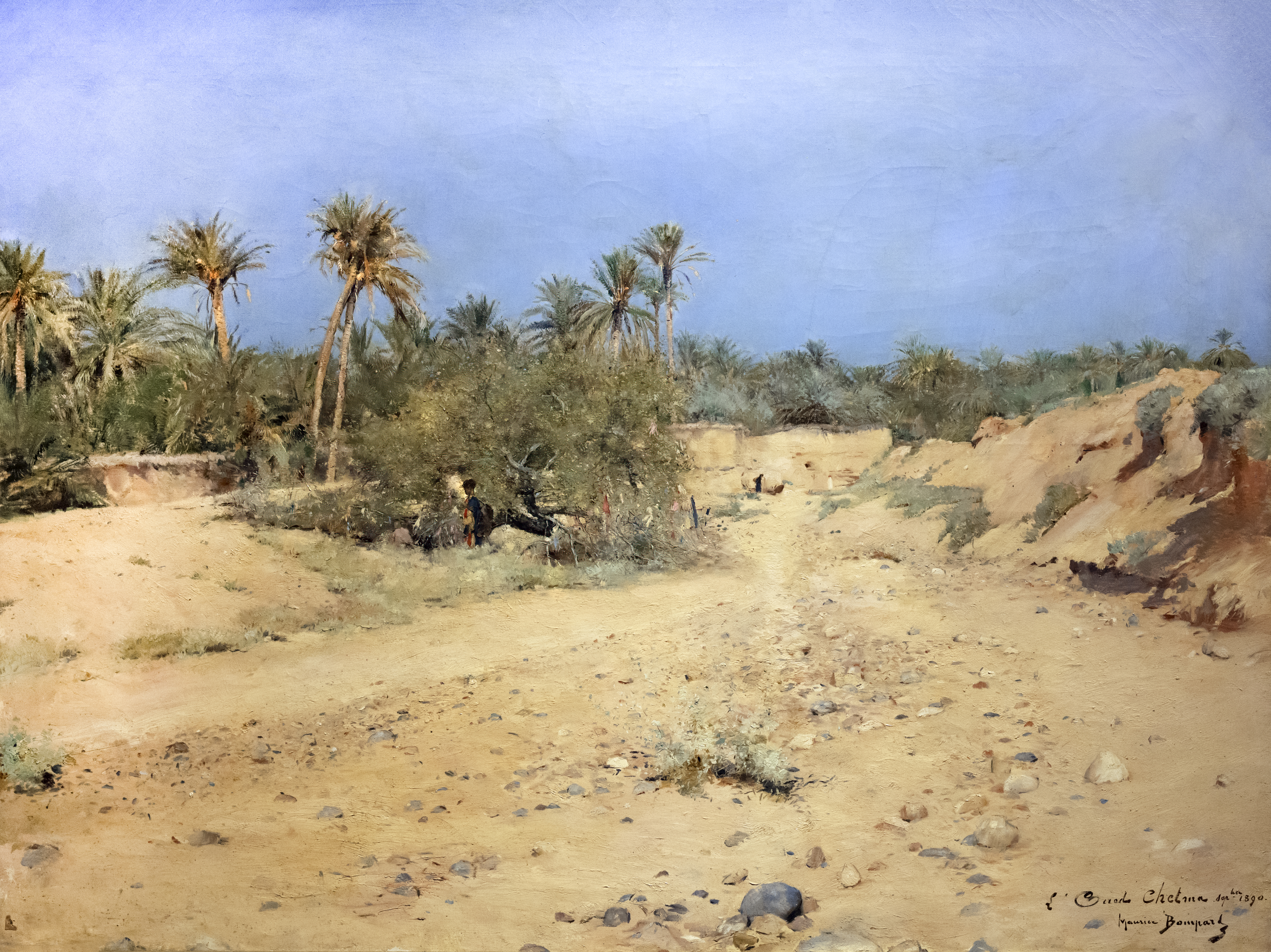
L'Oued Chetma en été (1890) - Maurice Bompard
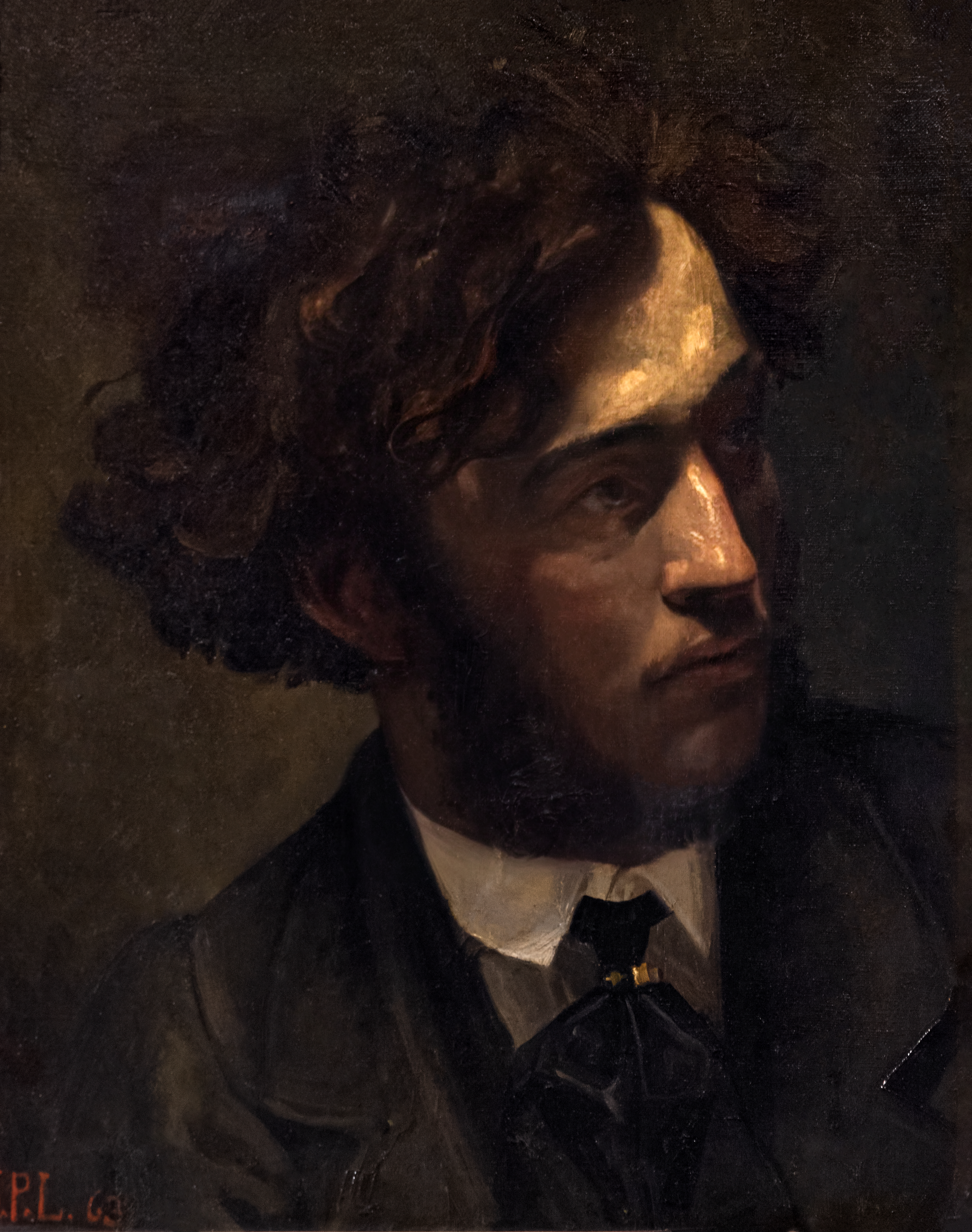
Portrait d'Augustin Fumadelles (1863) - Jean-Paul Laurens

### LeXXesiècle
Deux fonds sont présentés : du peintre français Roger Bissière d’une part, et de Claude Lalanne et François-Xavier Lalanne, d’autre part. On trouve aussi une œuvre pointilliste de Francis Picabia ; des peintres locaux : Antoine Calbet (Léda et le cygne) 1901, Édouard Domergue-Lagarde (Le pont) en 1910 ; Marthe Boyer-Breton (La première poupée, 1903).

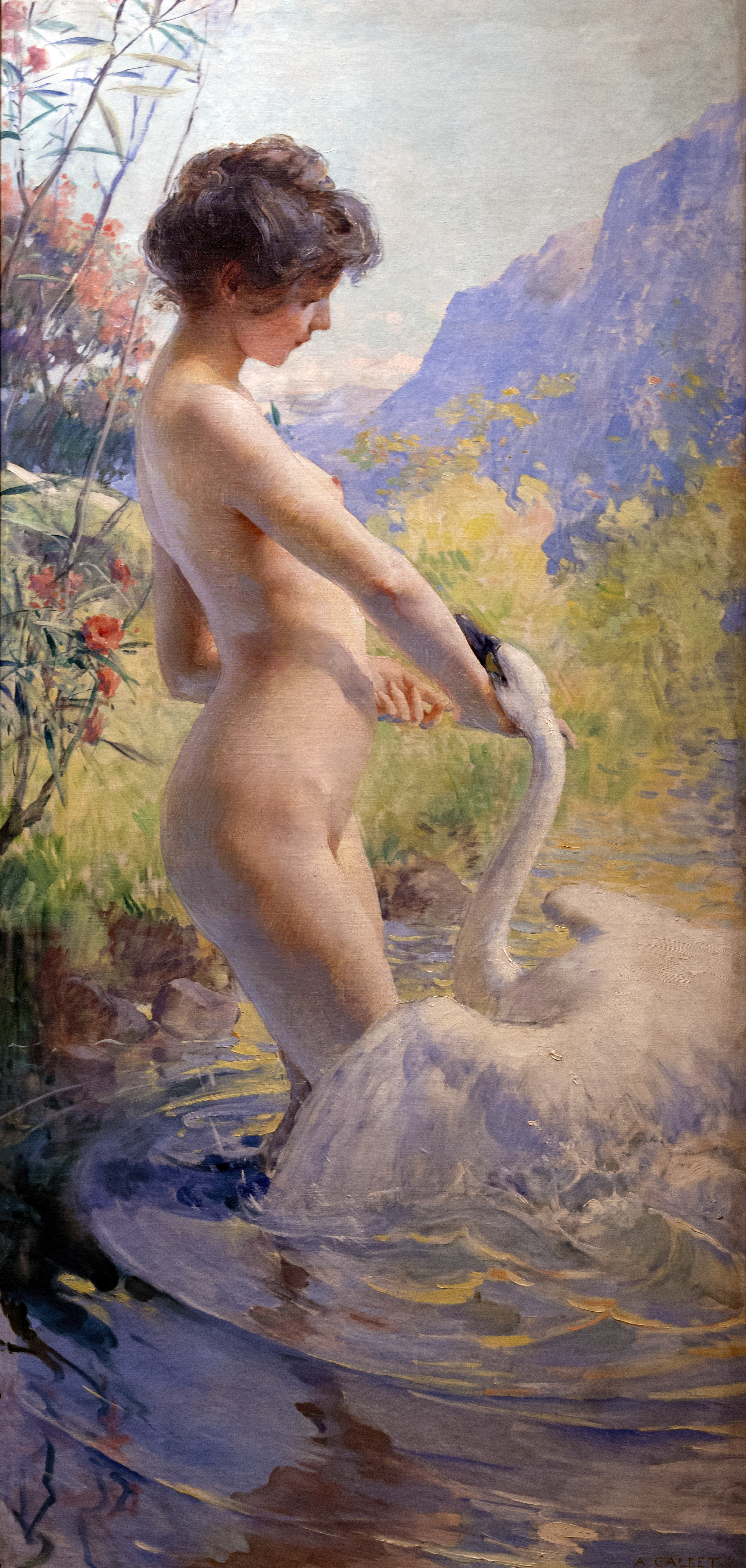
Léda et le Cygne  par Antoine Calbet.
La Première Poupée, 1903 par Marthe Boyer-Breton.
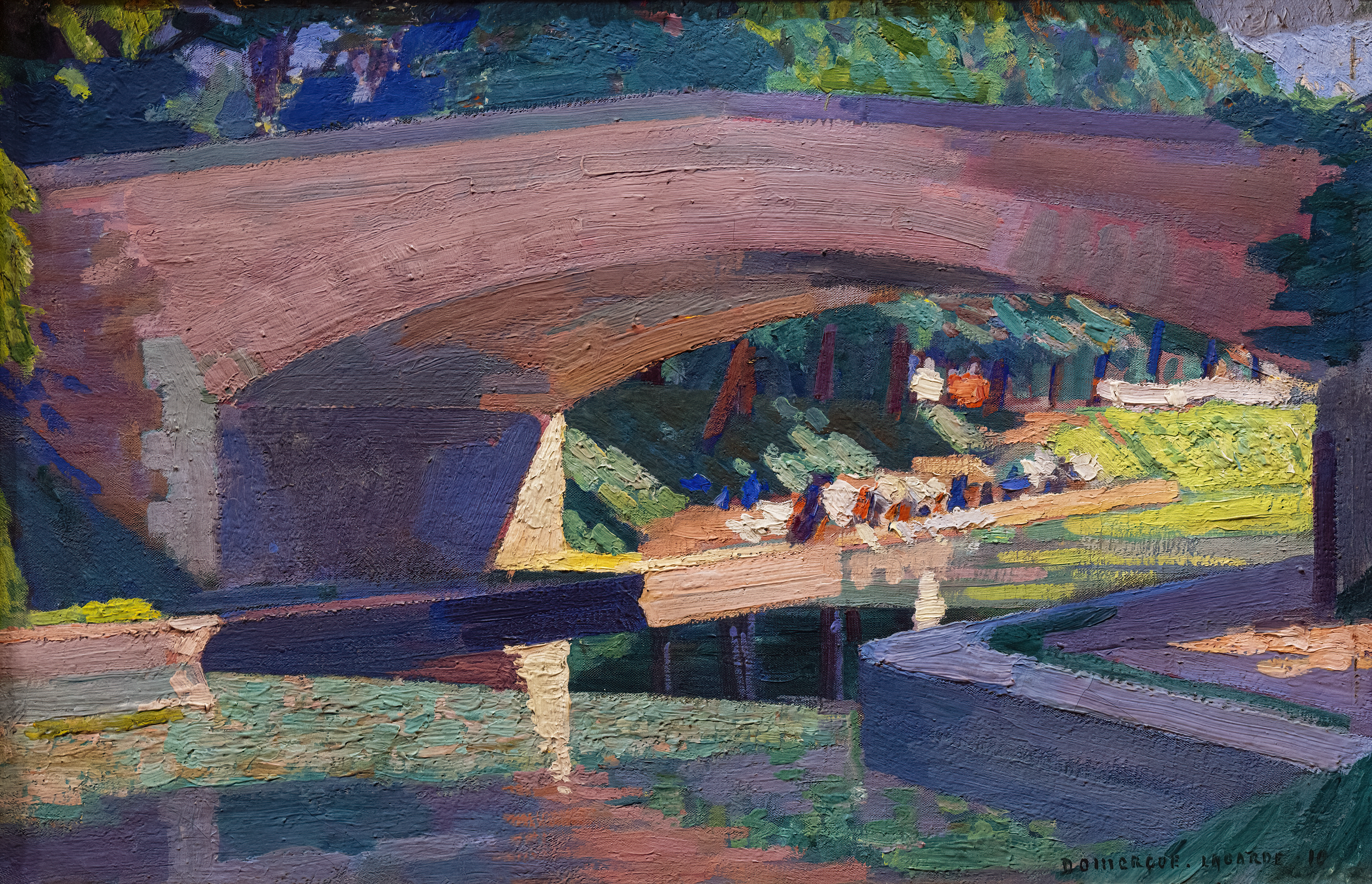
Le Pont par Édouard Domergue-Lagarde.
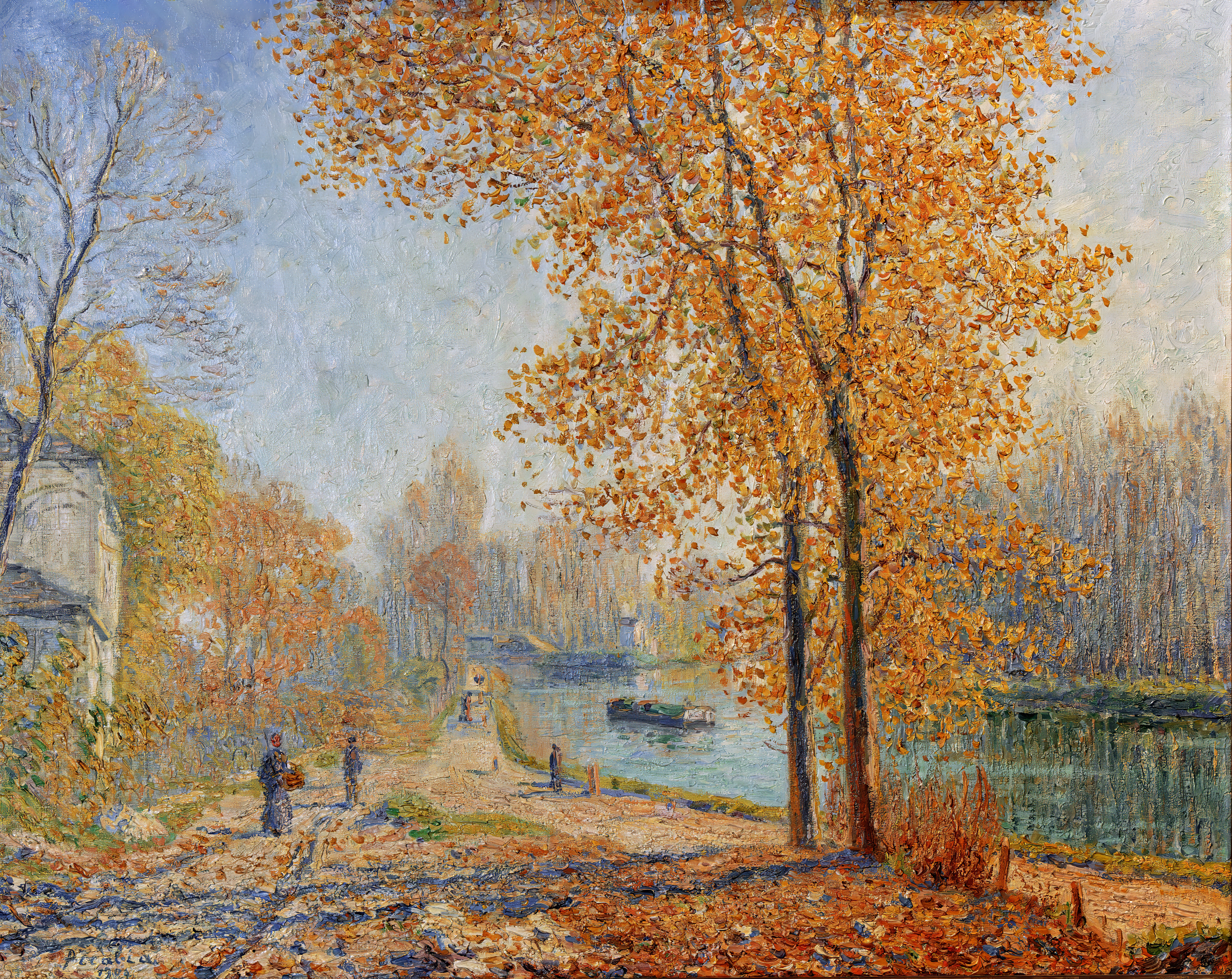
Les bords du Loing ; effet d'automne le matin à Moret, 1904  Francis Picabia.